# Liste der Kulturdenkmale in Connewitz, L–Z
Die Liste der Kulturdenkmale in Connewitz enthält die Kulturdenkmale des Leipziger Stadt- und Ortsteils Connewitz, die in der Denkmalliste vom Landesamt für Denkmalpflege Sachsen mit Stand 2017 erfasst wurden.
Aus Platzgründen ist diese Liste geteilt. In dieser Liste sind die Kulturdenkmale in den Straßen mit den Anfangsbuchstaben L–Z erfasst. Die Kulturdenkmale in den Straßen A–K sind in der Liste der Kulturdenkmale in Connewitz, A–K aufgeführt.

## Legende
- Bild: Bild des Kulturdenkmals, ggf. zusätzlich mit einem Link zu weiteren Fotos des Kulturdenkmals im Medienarchiv Wikimedia Commons. Wenn man auf das Kamerasymbol klickt, können Fotos zu Kulturdenkmalen aus dieser Liste hochgeladen werden:
- Bezeichnung: Denkmalgeschützte Objekte und ggf. Bauwerksname des Kulturdenkmals
- Lage: Straßenname und Hausnummer oder Flurstücknummer des Kulturdenkmals. Die Grundsortierung der Liste erfolgt nach dieser Adresse. Der Link (Karte) führt zu verschiedenen Kartendiensten mit der Position des Kulturdenkmals. Fehlt dieser Link, wurden die Koordinaten noch nicht eingetragen. Sind diese bekannt, können sie über ein Tool mit einer Kartenansicht einfach nachgetragen werden. In dieser Kartenansicht sind Kulturdenkmale ohne Koordinaten mit einem roten bzw. orangen Marker dargestellt und können durch Verschieben auf die richtige Position in der Karte mit Koordinaten versehen werden. Kulturdenkmale ohne Bild sind an einem blauen bzw. roten Marker erkennbar.
- Datierung: Baubeginn, Fertigstellung, Datum der Erstnennung oder grobe zeitliche Einordnung entsprechend des Eintrags in der sächsischen Denkmaldatenbank
- Beschreibung: Kurzcharakteristik des Kulturdenkmals entsprechend des Eintrags in der sächsischen Denkmaldatenbank, ggf. ergänzt durch die dort nur selten veröffentlichten Erfassungstexte oder zusätzliche Informationen
- ID: Vom Landesamt für Denkmalpflege Sachsen vergebene, das Kulturdenkmal eindeutig identifizierende Objekt-Nummer. Der Link führt zum PDF-Denkmaldokument des Landesamtes für Denkmalpflege Sachsen. Bei ehemaligen Kulturdenkmalen können die Objektnummern unbekannt sein und deshalb fehlen bzw. die Links von aus der Datenbank entfernten Objektnummern ins Leere führen. Ein ggf. vorhandenes Icon  führt zu den Angaben des Kulturdenkmals bei Wikidata.

## Liste der Kulturdenkmale in Connewitz, L–Z
| Bild                                    | Bezeichnung | Lage                                                  | Datierung | Beschreibung | ID       |
| --------------------------------------- | --- | ----------------------------------------------------- | --- | --- | -------- |
| Direkt Bild zu diesem Denkmal hochladen | Straßenpflaster, Granitborde und Pflaster der beiden Fußwege | Leopoldstraße (Karte)                                 | um 1885 (Pflaster) | verkehrsgeschichtliche Bedeutung | 09261682 |
|                                         | Mietshaus in geschlossener Bebauung | Leopoldstraße 1 (Karte)                               | 1888–1889 (Mietshaus) | historisierende Putzfassade mit Sandsteingliederungen und Stuckdekor, baugeschichtlich von Bedeutung Dreigeschossiges, mit fünf Gebäudeachsen schmales Mietshaus, das 1888–1889 nach Plänen des Architekten Richard Hagemann für den Restaurantbesitzer Hermann Albrecht errichtet wurde. Putzfassade mit Sandsteingliederungen und Stuckdekor. Das Erdgeschoss ehemals genutet, das erste Obergeschoss durch Fensterverdachungen, Sohlbänke und Konsolen als Beletage ausgewiesen. Über dem ursprünglich auf Konsolen aufliegenden Hauptgesims drei Dachhäuser. Hausflur und Treppenhaus mit in Resten erhaltener Ausmalung. In den Geschossen und im Dachgeschoss jeweils eine Wohnung. | 09295831 |
| Direkt Bild zu diesem Denkmal hochladen | Mietshaus in geschlossener Bebauung mit Hintergebäude | Leopoldstraße 3 (Karte)                               | 1887–1888 (Mietshaus) | Putzfassade mit Sandsteingliederungen und Stuckdekor, baugeschichtlich von Bedeutung Nach Plänen des Architekten Gustav Klarner 1887–1888 für Hermann Härtling errichtetes dreigeschossiges Mietshaus. Der Putzbau mit Ziegelsockel, genutetem Erdgeschoss, zwei Seitenrisaliten, Sandsteingliederungen und Stuckdekor. Die Fenster des als Beletage ausgestalteten ersten Obergeschosses mit Sohlbänken und Verdachungen auf Konsolen, zwei übergreifende Rundgiebel an den Risaliten enthalten wappenhaltende Löwen aus Stuck. Über den Fenstern des zweiten Obergeschosses Masken mit Girlanden. Oberhalb eines von Konsolen getragenen Hauptgesimses fünf Dachhäuser, die drei mittleren zusammenstehend mit zwei Dreiecks- und einem Rundgiebel. Die Geschosse mit jeweils zwei Wohnungen. Im Hof ein zweigeschossiges Hintergebäude, ehemals mit Waschküche und Lager. | 09295832 |
| Direkt Bild zu diesem Denkmal hochladen | Mietshaus in geschlossener Bebauung | Leopoldstraße 5 (Karte)                               | 1888 (Mietshaus) | reichhaltig gegliederte, historisierende Klinker-Putz-Fassade, durch einen Uhrenturmaufsatz und Balkone akzentuiert, baugeschichtlich von Bedeutung Nach Plänen des Architekturbüros Ludwig und Hülssner 1888 für den Gemeindevorstand Alwin Eulenstein errichtetes dreigeschossiges Mietshaus. Der reichhaltig gegliederte und durch einen Uhrenturmaufsatz akzentuierte Klinkerputzbau hebt sich aus dem Umfeld der Putzfassaden ab und stellt durch sein zierliches Erscheinungsbild ein Kleinod in dem gesamten Straßenzug dar. Das Erdgeschoss verputzt mit kräftiger Nutung, die Obergeschosse klinkerverkleidet mit plastisch ausgeführten Stuckgliederungen. Die Gesimse sind aus Sandstein gearbeitet. In der durch vorstehende genutete Pilaster eingerahmten und besonders betonten Mittelachse Rundbogenfenster mit figürlichem und ornamentalem Stuckdekor sowie im ersten Obergeschoss ein Balkon mit schmiedeeisernem Gitter. Über der Mittelachse zwischen vier Dachhäusern der Turmaufsatz mit Uhr und geschweifter Haube. Ebenfalls in der Mittelachse liegt der Eingang, im Hausflur finden sich ornamentfliesen, pilastergegliederte Wände und ein Kreuzrippengewölbe mit Gurten. Erdgeschoss, zweites Obergeschoss und das Dachgeschoss mit jeweils zwei Wohnungen, während das erste Obergeschoss vollständig von Eulensteins mit einem Salon ausgestatteter Wohnung eingenommen wird. | 09295833 |
|                                         | Mietshaus in geschlossener Bebauung | Leopoldstraße 11 (Karte)                              | 1887 (Mietshaus) | mit Hausdurchgang, Putzfassade mit Sandstein- und Stuckgliederungen, baugeschichtlich von Bedeutung Dreigeschossiges, 1887 nach Plänen des Architekten Gustav Klarner für Theodor Hermann Küster erbautes Mietshaus. Putzfassade mit Sandstein- und Stuckgliederungen, das Erdgeschoss wie auch die beiden Seitenrisalite genutet. Über einem von einem Zahnschnittfries unterzogenen Hauptgesims sechs Dachhäuser, vier davon paarweise zusammenstehend. Seitlich links ein durchgehender Hausflur, die Erschließung des Treppenhauses erfolgt von der Rückseite. Im Erdgeschoss ursprünglich nur eine Wohnung, die Obergeschosse mit jeweils zwei. | 09295834 |
|                                         | Mietvilla mit Einfriedung und Garten | Leopoldstraße 12 (Karte)                              | 1887–1888 (Mietvilla) | zeittypische Putzfassade mit Mansarddach, baugeschichtlich von Bedeutung Durch den Zimmermeister F. Gustav Heine 1887–1888 für Emilie Thiele erbaute Mietvilla. Freistehender zweigeschossiger Putzbau mit kaum vortretendem straßenseitigem Mittelrisalit, Sandsteingesimsen und Mansarddach. Über einer mäßig hohen Sockelzone das Erdgeschoss genutet, die Stuckgliederungen des Obergeschosses nur noch spärlich vorhanden. Der Eingang an der linken Giebelseite, in Erd- und Obergeschoss jeweils eine Wohnung mit Fremdenzimmer und Salon. Der Villengarten ursprünglich mit Springbrunnen, Rabatten, einer gewundenen Wegeführung und zwei Gartenhäusern, davon erhalten die straßenseitige schmiedeeiserne Einfriedung und der Baumbestand. | 09295844 |
|                                         | Mietshaus in geschlossener Bebauung | Leopoldstraße 13 (Karte)                              | 1887–1888 (Mietshaus) | mit Hausdurchgang, Putzfassade, baugeschichtlich und ortsteilentwicklungsgeschichtlich von Bedeutung 1887–1888 durch den Maurermeister Hermann Döge für Bernhard Böhne errichtetes dreigeschossiges Mietshaus. Die Putzfassade mit Sandsteingesimsen und Stuckgliederungen, das Erdgeschoss mit Bänderung, die beiden Seitenrisalite genutet. Über den Risaliten zwei breite, über den beiden Mittelachsen zwei schmale Dachhäuser. Der durchgehende mit Holzpaneelen ausgestattete Hausflur seitlich links. LfD/1998 | 09295835 |
|                                         | Mietshaus in geschlossener Bebauung | Leopoldstraße 15 (Karte)                              | 1887–1888 (Mietshaus) | zeittypische Klinkerfassade, baugeschichtlich von Bedeutung Durch den Maurermeister Robert Uhlmann 1887–1888 für den Ziegeleibesitzer Otto Grasshoff errichtetes dreigeschossiges Mietshaus. Das Erdgeschoss verputzt mit Nutung, die Obergeschosse klinkerverkleidet mit Sandsteingesimsen und Stuckgliederungen. Zu jeweils zwei paarweise zusammenstehenden Fensterachsen in weitgehender Entsprechung drei Dachhäuser. In den Geschossen und im Dachgeschoss je zwei Wohnungen. | 09295836 |
|                                         | Doppelmietshaus in geschlossener Bebauung, mit Hinterhäusern und Waschhaus im Hof bei Nr. 18 | Leopoldstraße 18; 20 (Karte)                          | 1891–1892 (Doppelmietshaus) | Klinker-Putz-Fassade, mit Tordurchfahrten, baugeschichtlich von Bedeutung Dreigeschossiges, 1891–1892 durch den auch als Bauherrn zeichnenden Maurermeister G. H. Rietzschel erbautes Doppelmietshaus. Die breite zwölfachsige Klinkerfassade mit Stuckgliederungen, das Erdgeschoss wie auch die beiden Tordurchfahrten enthaltenden Seitenrisalite verputzt. Über dem Hauptgesims in dichter Reihung acht Dachhäuser, pro Gebäudehälfte im Wechsel zwei- und einachsig. Die durch die Tordurchfahrten von der Rückseite erschlossenen Treppenhäuser führen in den Obergeschossen zu jeweils zwei Wohnungen, während die Erdgeschosse in jeder Doppelhaushälfte eine Wohnung enthalten. Das dreigeschossige Doppelhinterhaus im Hof ebenfalls mit Wohnungen. | 09295843 |
|                                         | Mietshaus (Nr. 22) in geschlossener Bebauung und Hinterhaus (Nr. 22a) | Leopoldstraße 22; 22a (Karte)                         | 1889–1890 (Mietshaus) | Vorderhaus mit Tordurchfahrt, zeittypische Putzfassade, baugeschichtlich bedeutsam 1889–1890 für den Malermeister Christoph Gustav Kühn erbautes dreigeschossiges Mietshaus. Geschossweise durch Gesimse unterteilte Putzfassade mit Stuckgliederungen, das Erdgeschoss genutet. Beidseitig ein leicht vorstehender Seitenrisalit. Über einem ausladenden Hauptgesims vier Dachhäuser, die beiden seitlichen mit flachem Abschluss, die mittleren mit Dreiecksgiebel. Seitlich links eine Tordurchfahrt. In den Geschossen wie im Dachgeschoss jeweils zwei Wohnungen. Hinterhaus LfD/1998 | 09295840 |
|                                         | Mietshaus in geschlossener Bebauung | Leopoldstraße 24 (Karte)                              | 1889 (Mietshaus) | mit Tordurchfahrt, historisierende Putzfassade, baugeschichtlich von Bedeutung Durch den Maurermeister Oscar Hochmuth 1889 für Ernst Otto errichtetes dreigeschossiges Mietshaus. Die Putzfassade mit genutetem Erdgeschoss und Stuckgliederungen. Beidseitig ein leicht vorstehender Seitenrisalit. Über einem ausladenden Hauptgesims vier Dachhäuser, die beiden seitlichen ein-, die mittleren zweiachsig. Seitlich links eine Tordurchfahrt. Im Erdgeschoss eine Wohnung, erstes und zweites Obergeschoss wie das Dachgeschoss mit jeweils zwei Wohnungen. | 09295839 |
|                                         | Mietshaus in geschlossener Bebauung | Leopoldstraße 25 (Karte)                              | 1891–1892 (Mietshaus) | mit Tordurchfahrt, Klinker-Putz-Fassade, baugeschichtlich von Bedeutung Nach Plänen des Architekten Hugo Schuhknecht 1891–1892 für die Geschwister Bertram erbautes dreigeschossiges Mietshaus. Klinkerbau mit Sandsteingesimsen und Stuckgliederungen, das Erdgeschoss verputzt und ehemals mit Nutung. In der Mansarde im Wechsel zwei- und einachsige Dachhäuser. Seitlich links eine Tordurchfahrt, die Geschosse mit jeweils zwei Wohnungen. Im Hof ein viergeschossiges Hinterwohngebäude. | 09295842 |
|                                         | Mietshaus in geschlossener Bebauung und Hinterhaus | Leopoldstraße 29 (Karte)                              | 1891 (Mietshaus) | Vorderhaus mit Tordurchfahrt, zeittypische Putzfassade, baugeschichtlich von Bedeutung Durch den auch als Bauherrn zeichnenden Maurermeister Hermann Jahn 1891 errichtetes dreigeschossiges Mietshaus. Putzbau mit Sandsteingesimsen und Stuckgliederungen, das Erdgeschoss ursprünglich mit Nutung. Über dem abschließenden Gesims vier Dachhäuser. Seitlich links eine rundbogige Tordurchfahrt, der Hauseingang mittig angeordnet. In den Geschossen und im Dachgeschoss jeweils zwei Wohnungen. Der Hof mit einem zweigeschossigen Hinterwohngebäude. | 09295837 |
|                                         | Mietshaus in geschlossener Bebauung | Leopoldstraße 31 (Karte)                              | 1888–1889 (Mietshaus) | mit Tordurchfahrt, ehemals Waschhaus im Hof, zeittypische Putzfassade, Gründerzeitbau im ehemals geschlossenen Quartier, Baugeschichtswert und Dokumentationswert 1888–1889 durch die Maurermeister Hermann Döge und Oscar Hochmuth für den Steindrucker Franz Hofmann erbautes dreigeschossiges Mietshaus. Putzfassade mit Sandsteingesimsen und Stuckgliederungen, das Erdgeschoss wie der eine Tordurchfahrt enthaltende Seitenrisalit links mit Nutung. Das Mansarddach mit jeweils drei ein- und zweiachsigen Dachhäusern, die breiteren dabei mit Bezug auf die Gebäudeflanken und die den Hauseingang enthaltende Achse. Erd- und erstes Obergeschoss mit jeweils zwei, zweites Obergeschoss und Mansardgeschoss mit je drei Wohnungen. | 09295838 |
| Direkt Bild zu diesem Denkmal hochladen | Mietshaus in offener Bebauung und in Ecklage | Lippendorfer Straße 8 (Karte)                         | 1915 (Mietshaus) | Putzfassade, Reformstil-Architektur, baugeschichtlich von Bedeutung Stattliches, nach Plänen des Architekten Richard Teichmann 1915 für den Bauunternehmer Otto Albrecht und den Glasermeister Bruno Kleine errichtetes dreigeschossiges Mietshaus in Ecklage zur Ecksteinstraße. Putzbau mit Steinsockel und durch ein Sandsteingesims von dem Erdgeschoss abgesetzten Obergeschossen. Der Eckbereich mit vier Achsen zur Ecksteinstraße und fünf zur Lippendorfer Straße um ein Geschoss erhöht und mit Zeltdachaufsatz als massiver Baukörper ausgestaltet. Er ist auch durch abgesetzte Putzfelder mit Antragsarbeiten unter den Sohlbänken des zweiten Obergeschosses von den übrigen Straßenfronten abgehoben. Zur Ecksteinstraße hin die Reste einer viergeschossigen eisernen Veranda. Nahezu mittig an der Front zur Lippendorfer Straße der mit kannelierten Pilastern und einem Türsturz mit Girlanden und Stuckrelief portalartig sandsteingearbeitete Eingang. Das Walmdach mit Hecht und Gaube ausgebaut. In den Geschossen jeweils drei Wohnungen, das Dachgeschoss mit zwei Dachwohnungen. Zur Ecksteinstraße ein von einer niedrigen Mauer eingefasster Vorgarten. | 09296221 |
| Direkt Bild zu diesem Denkmal hochladen | Doppelmietshaus in offener Bebauung, mit Vorgarten | Mathildenstraße 3; 5 (Karte)                          | 1879 (Doppelmietshaus) | historisierende Putzfassade, baugeschichtlich von Bedeutung 1879 als erstes der von Julius Mosenthin für Hermann Rose gebauten Doppelhäuser an der Mathildenstraße entstanden. Rechteckbau mit abgewalmten Mansarddach und leicht hervortretenden, um die Ecke geführten Seitenrisaliten. Betonte Horizontalgliederung durch Putzbänder im Erdgeschoss, Gurt- und Sohlbankgesimse sowie Gurtgesims als Zahnschnittfries. Die äußeren Fensterachsen durch Bedachung und Stuck betont, die inneren zwillingsartig zusammengezogen. Über den Risaliten Dachhäuschen mit Ochsenauge. | 09295885 |
| Direkt Bild zu diesem Denkmal hochladen | Doppelwohnhaus in offener Bebauung mit Vorgarten | Mathildenstraße 4; 6 (Karte)                          | 1880 (Doppelmietshaus) | historisierende Putzfassade, Seitenrisalite mit Zwillingsfenstern, rückseitig Holzveranda, baugeschichtlich von Bedeutung Doppelwohnhaus, 1880 fertiggestellt. Rechteckbau zu je 4 Achsen, in den Seitenrisaliten Zwillingsfenster mit profilierten Mittelpfeilern. Im Erdgeschoss die Horizontallagerung durch gerade Fensterbedachung mit Akanthus-Stuckornamentik unterstrichen. Profiliertes Gurtgesims, Hauptgesims mit Konsolen und Zahnschnittfries. Gleichmäßig angeordnete Dachhäuser im französischen Dach. Bei Nummer 6 der ursprüngliche Seiteneingang mit Freitreppe und Veranda, bei Nummer 4 neuerer Treppenhausanbau und Holzveranda von 1900. Die Haushälften waren als Einfamilienhäuser angelegt, die Wirtschaftsräume befanden sich im Souterrain. | 09296232 |
| Direkt Bild zu diesem Denkmal hochladen | Doppelwohnhaus in offener Bebauung, mit Vorgarten | Mathildenstraße 8; 10 (Karte)                         | 1881 (Doppelwohnhaus) | Putz-Klinker-Fassade, Giebel mit Freigespärre, schöner hölzerner Balkon, baugeschichtlich von Bedeutung Das 1881 fertiggestellte mittlere Doppelwohnhaus in der nördlichen Straßenreihe, vom Erbauer als Villenhaus bezeichnet, weicht durch eine lebhaftere Form- und Farbgebung von den übrigen Bauten ab. Die mit Freigespärre unter vorkragendem Dach geschmückten Giebel und Dachhäuser (Dach von Nummer 10 abgetragen), der schöne hölzerne Balkon und die farbige Gestaltung des Obergeschosses deutet in Richtung Landhausarchitektur. Auch hier war jede Haushälfte für nur eine Familie gedacht, Küche, Speisekammer und Plättstube befanden sich im Kellergeschoss. Die Nummer 10 ist nach Teilzerstörung 1944 verändert. | 09295884 |
| Direkt Bild zu diesem Denkmal hochladen | Doppelmietshaus in offener Bebauung mit Vorgarten | Mathildenstraße 12; 14 (Karte)                        | 1884 (Doppelmietshaus) | historisierende Putzfassade mit Holzveranden, baugeschichtlich von Bedeutung Der Ende 1884 fertiggestellte letzte Bau im westlichen Straßenteil ist- ebenso wie der Auftakt an der östlichen Straßenseite- dreigeschossig. Das zehnachsige Doppelhaus besaß eine sehr ausgewogene Horizontal- und Vertikalgliederung: Der durch Putzbänderung, Gurt- und Sohlbankgesimse und gerade Fensterbedachungen betonten Horizontallagerung standen die beiden durch Dreiecksgiebel und Eckquaderung akzentuierten Seitenrisalite als harmonisierende Vertikalachsen gegenüber. Die 1904 angefügte Veranda am westlichen Seitenrisalit verunklärt die ursprünglich sehr ausgeprägte Fassadensymmetrie ebenso wie die Veränderungen an den beiden mittleren Fensterachsen von Nummer 12. Durch die seitlichen Eingänge erschlossen, befand sich in jedem Hausteil eine Wohnung pro Etage. | 09296231 |
|                                         | Mietshaus in halboffener Bebauung in Ecklage, mit Vorgarten | Mathildenstraße 16 (Karte)                            | 1888/1890 (Mietshaus) | historisierende Putzfassade, baugeschichtlich von Bedeutung Das Eckhaus zur Brandstraße wurde um 1889/90 auf dem ursprünglich zu Nummer 12/14 gehörenden Gartengelände errichtet. Mit seinem dreiachsigen Eckrisalit, der durch Putzquaderung und großzügige Fenstergestaltung hervorgehoben ist, schließt das Haus nunmehr die viergeschossige Baureihe an der Brandstraße ab. Die neueren großen Dachhäuser im Mansarddach stören den Gesamteindruck des harmonisch gegliederten Eckhauses. | 09296230 |
|                                         | Handschwengelpumpe mit Brunnenschacht und Abdeckplatte | Meusdorfer Straße - (Karte)                           | 1906 (Handschwengelpumpe) | vor Nummer 61, Pumpe nicht mehr vorhanden, ortsgeschichtlich von Bedeutung Brunnenschacht und Abdeckplatte einer Handschwengelpumpe vor Nummer 61 in Nähe Ecke Bornaische Straße. | 09297155 |
| Direkt Bild zu diesem Denkmal hochladen | Mietshaus in halboffener Bebauung in Ecklage, mit seitlicher Einfriedungsmauer | Meusdorfer Straße 1 (Karte)                           | 1930 (Mietshaus) | mit Läden, Putzfassade mit Erkern und Balkons, zusammen mit Meusdorfer Straße 3 und 5 erbaut, zu Nummer 3 Verbindungsmauer ehemals mit zwei Einfahrten, baugeschichtlich von Bedeutung Mit Nummer 3 und 5: Durch den auch als Bauherr zeichnenden Architekten F. Otto Gerstenberger 1929–1930 privat errichtete Wohnanlage. Ursprünglich aus einem freistehenden Mietshaus (Nummer 1), einem Wohnblock mit vier Eingängen (Nummer 3–9) und einem gutbürgerlichen Wohnhaus (Nummer 11) bestehend, ist nach den Kriegszerstörungen nur noch die westliche Hälfte der Anlage erhalten. Die beiden Blöcke in kubischen Formen mit Edelputzfassaden, vorstehenden kantigen Erkern, an die Balkone stoßen und zurückgesetzten Walmdächern. Nummer 1 als viergeschossiger Eckbau zur Wolfgang-Heinze-Straße, zu der die Hauptfront leicht einknickt, um mit dem Erker einen markanten Blickfang zu bilden. Die hohe Sockelzone mit und Garagen. Nummer 3–5 dreigeschossig mit um ein Geschoss erhöhten Mittelteil. In der Sockelzone vier Garagen und die Hauseingänge. Die Geschosse des Eckhauses mit jeweils drei, die des Wohnblocks pro Eingang mit jeweils zwei Wohnungen. | 09295845 |
| Direkt Bild zu diesem Denkmal hochladen | Doppelmietshaus in halboffener Bebauung, mit seitlicher Einfriedungsmauer | Meusdorfer Straße 3; 5 (Karte)                        | 1929–1930 (Doppelmietshaus) | baulicher Zusammenhang mit Meusdorfer Straße 1, Putzfassaden mit erkerartigen Vorbauten und vier Garageneinfahrten, zum Nachbarhaus Meusdorfer Straße 1 Verbindungsmauer ehemals mit zwei Einfahrten, baugeschichtlich von Bedeutung Meusdorfer Straße 1, 3/5 Durch F. Otto Gerstenberger in eigener Regie 1929–1930 errichtete Wohnanlage. Ursprünglich aus einem freistehenden Mietshaus (Nummer 1), einem Wohnblock mit vier Eingängen (Nummer 3–9) und einem gutbürgerlichen Wohnhaus (Nummer 11) bestehend, ist nach den Kriegszerstörungen nur noch die westliche Hälfte der Anlage erhalten: zwei Blöcke in kubischen Formen mit Edelputzfassaden, vorstehenden kantigen Erkern, an die Balkone stoßen und zurückgesetzten Walmdächern. Nummer 1 als viergeschossiger Eckbau zur Wolfgang-Heinze-Straße, zu der die Hauptfront leicht einknickt ist, und mit dem Erker einen markanten Blickfang bildet. Die hohe Sockelzone mit Geschäften und Garagen. Nummer 3–5 dreigeschossig mit erhöhtem Mittelteil. In der Sockelzone vier Garagen und die Hauseingänge. Die Geschosse des Eckhauses mit jeweils drei, die des Wohnblocks pro Eingang mit jeweils zwei Wohnungen. (Denkmaltopographie Bundesrepublik Deutschland, Denkmale in Sachsen, Stadt Leipzig, Südliche Stadterweiterung, 1998) | 09295846 |
| Direkt Bild zu diesem Denkmal hochladen | Mietshaus in geschlossener Bebauung | Meusdorfer Straße 23 (Karte)                          | 1902–1903 (Mietshaus) | Klinker-Putz-Fassade, baugeschichtlich bedeutsam Dreigeschossiges, 1902–1903 nach Plänen des auch als Bauherr verantwortlichen Architekten Hugo Grasemann erbaut. Putzfassade mit Ziegelsockel und Ziegelgliederungen. In den Geschossen jeweils eine Wohnung. Der Dachausbau mit dem breiten vierachsigen Dachhaus erfolgte 1924. | 09295847 |
| Direkt Bild zu diesem Denkmal hochladen | Mietshaus in geschlossener Bebauung und in Ecklage | Meusdorfer Straße 42 (Karte)                          | 1904 (Mietshaus) | ehemals mit drei originalen Läden, Eckbetonung durch Abschrägung und Vorkragung, Klinker-Putz-Fassade, baugeschichtlich von Bedeutung Das viergeschossige Eckgebäude wurde 1904 zusammen mit dem Nachbarhaus Biedermannstraße 49 nach Plänen des Architekten für den Sekretär Karl Döring errichtet. Schlichter Klinkerbau mit Wechsel von Rau- und Glattputzstreifen im Bereich des Erdgeschosses und Stuckdekorationen unter den Sohlbänken der Obergeschossfenster. Die abgefaste Ecke in der Erdgeschosszone breiter und mit originaler Ladenfront, in den Obergeschossen vorkragend und weniger breit. Der Hausflur mit Stuckausstattung. | 09295934 |
| Direkt Bild zu diesem Denkmal hochladen | Mietshaus in geschlossener Bebauung | Meusdorfer Straße 44 (Karte)                          | 1904 (Mietshaus) | Klinkerfassade mit Stuckgliederungen, baugeschichtlich von Bedeutung Viergeschossiges 1904 nach Plänen des auch als Bauherr zeichnenden Architekten Hugo Grasemann errichtetes Mietshaus. Über hohem Souterrain ein mit einer Putznutung versehenes Erdgeschoss, darüber das klinkerverkleidete Obergeschoss mit Stuckgliederungen in Form von Rauhputzfeldern unter den Fensterbänken und abgesetzten Putzstreifen an den Hauskanten, der mittleren vorstehenden Achse und den Fensterrahmungen. Das rundbogige Portal in der Mittelachse in Erdgeschoss- und Souterrainzone eingeschnitten. Der dahinterliegende Hausflur enthält die originale Ausstattung mit Wandkacheln und Windfangtür. | 09296377 |
|                                         | Mietshaus in geschlossener Bebauung und in Ecklage | Meusdorfer Straße 47a (Karte)                         | 1911–1912 (Mietshaus) | mit Gaststätte, Putzfassade mit Erkern, Hausflur mit originaler Ausmalung, Reformstil-Architektur, baugeschichtlich von Bedeutung 1911–1912 auf einem ehemals zum Gelände der Connewitzer Kinderbewahranstalt gehörenden Grundstück nach Plänen des Architekten Alfred Lingner für den Malermeister Gustav Schönling errichtetes viergeschossiges Mietshaus in Ecklage zur Biedermannstraße. Putzbau mit Putzgliederung und ziegelverblendeter Sockelzone, an der Hauptfront zur Meusdorfer Straße zwei kantig vorstehende Erker. Der Hausflur mit Marmortreppe, Wandkacheln, pilastergegliederten Wänden und mit Jugendstilmotiven bemalter tonnengewölbter Decke. Das Erdgeschoss ursprünglich mit Eckladen und zwei Wohnungen, die Obergeschosse enthielten ehemals jeweils drei Wohnungen. 1990 Umbau des gesamten Hauses zum Hotel. | 09295848 |
|                                         | Mietshaus in geschlossener Bebauung (mit Kindertagesstätte im Erdgeschoss) | Meusdorfer Straße 47b (Karte)                         | 1911–1912, bezeichnet 1912 (Kinderbewahranstalt) | Putzfassade mit Tordurchfahrt, Reformstil-Architektur, ortshistorisch und baugeschichtlich von Bedeutung Anstelle ihres eingeschossigen alten Gebäudes von 1876, das von der Straße abgerückt auf den Grundstücken 47a und b stand, errichtete die Kinderbewahranstalt 1911–1912 nach Abbruch und Grundstücksteilung den viergeschossigen Neubau. Mit Ausnahme der durch den Architekten G. A. Geyer entworfenen Fassade stammt die Planung von dem auch mit der Ausführung betrauten Baugeschäft H. Bruno Oehschlegel. Viergeschossiger Putzbau mit Sandsteinsockel, Sandstein- und Stuckgliederungen sowie Putzspiegeln. Links von der Mitte versetzt ein dreiachsiger Risalit mit durch das Hauptgesims abgesetztem geschweiften Giebel. Seitlich rechts ein weiterer einachsiger Risalit, der, ebenfalls oberhalb des durchlaufenden Hauptgesimses, in einer Lukarne endet. Die funktionale Aufteilung, Kindergarten im Erdgeschoss und Wohnungen in den Stockwerken wird in der Fassade kenntlich durch ein vorspringendes, die Obergeschosse absetzendes Sandsteingesims mit Ziegeldeckung. Darunter ein Stuckrelief mit Jahreszahl 1912 und spielenden Kindern sowie die in Stuck ausgeführte Aufschrift Kinderbewahranstalt. Das Erdgeschoss mit zwei „Kindersälen“ und Küche, der Zugang zum Kindergarten seitlich rechts, während das Treppenhaus durch eine Tordurchfahrt seitlich links erschlossen wird. Pro Geschoss drei Wohnungen, die Wohnung rechts im ersten Obergeschoss durch eine Treppe mit dem Kindergarten verbunden. | 09295849 |
|                                         | Mietshaus in geschlossener Bebauung | Meusdorfer Straße 49 (Karte)                          | 1898–1899 (Mietshaus) | mit Tordurchfahrt, Klinkerfassade mit Neorokoko-Dekor, baugeschichtlich von Bedeutung Mit Nummer 51 und 53: Die drei viergeschossigen Mietshäuser sind 1898–1899 nach Plänen des Architekten F. Otto Gerstenberger errichtet worden, Nummer 49 für den Maurermeister Hermann Engel, Nummer 51 und 53 für das Bauunternehmen Freiberg und Hähnel. Breitgelagerte neunachsige Klinkerfassaden mit einfachen Stuckgliederungen, die Erdgeschosse mit Putznutung. Die Fenster an den ersten beiden Obergeschossen besitzen Verdachungen und teilweise, an den seitlichen und an der mittleren Achse, Rund- oder Dreiecksgiebeln. | 09295850 |
| Direkt Bild zu diesem Denkmal hochladen | Mietshaus in geschlossener Bebauung | Meusdorfer Straße 51 (Karte)                          | 1898 (Mietshaus) | mit Hausdurchgang, Klinkerfassade, baugeschichtlich von Bedeutung Meusdorfer Straße 49/51/53 1898–1899 nach Plänen von F. Otto Gerstenberger errichtet. Schlichte Klinkerfassaden über Erdgeschossen mit Putznutung. Die Fenster der Hauptgeschosse in rhythmischem Wechsel von geraden, Halbrund- und Dreiecksverdachungen. (Denkmaltopographie Bundesrepublik Deutschland, Denkmale in Sachsen, Stadt Leipzig, Südliche Stadterweiterung, 1998) | 09295851 |
| Direkt Bild zu diesem Denkmal hochladen | Mietshaus in geschlossener Bebauung | Meusdorfer Straße 53 (Karte)                          | 1898 (Mietshaus) | mit Tordurchfahrt, Klinkerfassade, baugeschichtlich von Bedeutung Meusdorfer Straße 49/51/53 1898–1899 nach Plänen von F. Otto Gerstenberger errichtet. Schlichte Klinkerfassaden über Erdgeschossen mit Putznutung. Die Fenster der Hauptgeschosse in rhythmischem Wechsel von geraden, Halbrund- und Dreiecksverdachungen. (Denkmaltopographie Bundesrepublik Deutschland, Denkmale in Sachsen, Stadt Leipzig, Südliche Stadterweiterung, 1998) | 09295852 |
| Direkt Bild zu diesem Denkmal hochladen | Mietshaus in geschlossener Bebauung | Meusdorfer Straße 55 (Karte)                          | 1899 (Mietshaus) | mit Laden, Klinkerfassade, baugeschichtlich von Bedeutung Ein 1899 durch den auch als Bauherr zeichnenden Maurer David Brehme erbautes viergeschossiges Mietshaus mit verputztem und ehemals mit einer Nutung versehenem Erdgeschoss und klinkerverkleideten Obergeschossen mit einfachen Stuckgliederungen. Die Fenster des ersten und zweiten Obergeschosses mit Verdachungen und, an den seitlichen und an der mittleren Achse, mit Rund- und Dreiecksgiebeln. Das Erdgeschoss mit späterem Ladeneinbau, die beiden Dachausbauten erfolgten 1923. | 09295853 |
| Direkt Bild zu diesem Denkmal hochladen | Mietshaus in ehemals geschlossener Bebauung | Meusdorfer Straße 56 (Karte)                          | 1902 (Mietshaus) | gelbe Klinkerfassade mit Stuckgliederungen, baugeschichtlich von Bedeutung Viergeschossiges, 1902 durch den Maurermeister Emil Theodor Pirnsch für Gustav Roßberger errichtetes Mietshaus. Über einem mit einer Nutung versehenen Erdgeschoss die klinkerverkleideten Obergeschosse mit Stuckgliederungen, Die äußeren Achsen verbreitert mit abschließenden segmentbogigen Giebeln, die Achse rechts dabei leicht vorstehend. | 09296478 |
| Direkt Bild zu diesem Denkmal hochladen | Mietshaus in geschlossener Bebauung und Waschhaus im Hof | Meusdorfer Straße 57 (Karte)                          | 1898–1899 (Mietshaus) | Vorderhaus mit Tordurchfahrt, Klinkerfassade, baugeschichtlich von Bedeutung Nach Plänen des Maurers J. Gottfried Koitzsch errichtete der Zimmermeister und Bauunternehmer Carl Kinne das viergeschossige Mietshaus 1898–1899. Klinkerfassade mit einfachen Stuckgliederungen, Fensterverdachungen sowie die äußeren Achsen übergreifenden Rund- und Dreiecksgiebeln an den ersten beiden Obergeschossen. Das Erdgeschoss war ursprünglich mit einer Putznutung versehen, das ehemals vorhandene Hauptgesims fehlt. Das Dachhaus über der Mittelachse stammt von 1934, nach dem Einbau einer Gesellenkammer für eine im Hof vorhanden gewesene Bäckerei. | 09295854 |
| Direkt Bild zu diesem Denkmal hochladen | Doppelmietshaus in geschlossener Bebauung | Meusdorfer Straße 58; 60 (Karte)                      | 1904–1905 (Doppelmietshaus) | Klinkerfassade, baugeschichtlich von Bedeutung Viergeschossiges, 1904–1905 nach Plänen des Architekten F. Otto Gerstenberger für den Holzhändler Oscar Steinberg erbautes Doppelmietshaus. Klinkerfassade mit einfachen Stuckgliederungen, das Erdgeschoss verputzt und mit feiner, bei Nummer 60 noch vorhandener Nutung. Die Eingänge mittig angeordnet und in die verhältnismäßig hohe Sockelzone einschneidend. | 09295928 |
| Direkt Bild zu diesem Denkmal hochladen | Mietshaus in halboffener Bebauung | Meusdorfer Straße 59 (Karte)                          | 1898–1899 (Mietshaus) | ehemals mit Bäckerei, Klinkerfassade, baugeschichtlich von Bedeutung Viergeschossiges, 1899 nach Plänen des Architekten F. Otto Gerstenberger für den Maurermeister Hermann Engel errichtetes Mietshaus. Klinkerfassade mit Stuckgliederungen, das Erdgeschoss verputzt und ehemals genutet (die Nutung jüngst wieder hergestellt). Rechts die Giebelfront zu einer Belüftungslücke hin freistehend. | 09295855 |
| Direkt Bild zu diesem Denkmal hochladen | Doppelmietshaus (mit Bornaischer Straße 58) in halboffener Bebauung in Ecklage | Meusdorfer Straße 61 (Karte)                          | bezeichnet 1898 (Doppelmietshaus) | mit Laden, Eckbetonung durch Abschrägung und Neorenaissancegiebel, Klinkerfassade, baugeschichtlich von Bedeutung Bornaische Straße 58/Meusdorfer Straße 61: Viergeschossiges, 1898 nach Plänen des Architekten F. Otto Gerstenberger für den Expedienten Carl Döring errichtetes Doppelhaus in Ecklage. Das verputzte und mit einer Nutung versehene Erdgeschoss mit Ladeneinbauten, die Obergeschosse klinkerverkleidet mit Stuckgliederungen. In der Fassade zur Bornaischen Straße zwei leicht vorstehende Seitenrisalite, über dem rechten seitlichen wie auch über der abgefasten Ecke Neorenaissancegiebel, die die breitgelagerte Straßenfront begrenzen. Dazwischen sind in der Dachzone über dem von Konsolen getragenen Hauptgesims Dachhäuser in auf die Gebäudeachsen bezogener Reihung angeordnet, wie auch an der Front zur Meusdorfer Straße (auch Meusdorfer Straße 61). | 09296785 |
| Direkt Bild zu diesem Denkmal hochladen | Mietshaus in geschlossener Bebauung | Meusdorfer Straße 62 (Karte)                          | 1904 (Mietshaus) | Klinkerfassade, baugeschichtlich von Bedeutung Mit Nummer 64: Zwei 1904 nach Plänen des Architekten F. Otto Gerstenberger zusammen mit der angrenzenden Bebauung Zwenkauer Straße Nummer 32 bis 36 für den Maurermeister Ernst Hochmuth und den Zimmerpolier Oskar Erhardt erbaute viergeschossige Mietshäuser. Klinkerfassaden mit Stuckgliederungen, die in abgefaster Ecklage errichtete Nummer 64 in der Gestaltung etwas aufwendiger durch achsenübergreifende Segmentbogengiebel mit Stuckdekor an den Seiten. Über verhältnismäßig hohen Sockelzonen die Erdgeschosse verputzt mit Nutung. | 09295927 |
| Direkt Bild zu diesem Denkmal hochladen | Mietshaus in geschlossener Bebauung | Meusdorfer Straße 63 (Karte)                          | 1901–1902 (Mietshaus) | rote Klinkerfassade mit Stuckgliederungen, baugeschichtlich von Bedeutung Viergeschossiges, 1901–1902 nach Plänen des auch als Bauherrn zeichnenden Architekten Emil Franke errichtetes Mietshaus. Klinkerbau mit Stuckgliederungen, bossierter Sockelzone und einem verputzten Erdgeschoss, das mit einer Mauerwerk imitierenden Nutung versehen ist und segmentbogige Fenster und Eingänge aufweist. Beidseitig jeweils die beiden äußeren Achsen paarweise zusammenstehend, in den Obergeschossen mit übergreifenden, von masken besetzten Putzbögen und mit Stuckdekor versehenen Brüstungsfeldern. Über der Toreinfahrt eine Löwenmaske. | 09296477 |
|                                         | Mietshaus in geschlossener Bebauung in Ecklage | Meusdorfer Straße 64 (Karte)                          | 1904 (Mietshaus) | mit Eckladen, Klinker-Putz-Fassade, baugeschichtlich von Bedeutung s. Nummer 62 | 09295926 |
| Weitere Bilder                          | Mietshaus in geschlossener Bebauung, mit Hofgebäude | Meusdorfer Straße 65 (Karte)                          | 1901–1902 (Mietshaus) | gelbe Klinkerfassade mit blauem Schmuckfries und Stuckgliederungen, baugeschichtlich von Bedeutung 1901–1902 durch den Baumeister Gustav Hempel für den Restaurantbesitzer Eduard Metzner erbautes viergeschossiges Mietshaus. Das Erdgeschoss mit Putznutung, die Obergeschosse klinkerverkleidet mit Stuck- und Ziegelgliederungen. Ein leicht vorstehender, durch Dreiecks- und Rundgiebel betonter dreiachsiger Mittelrisalit war ursprünglich im Dachbereich mit einer Bekrönung durch Obelisken und einen kleinen Rundgiebel abgeschlossen. Die Fenster der Rücklagen im ersten Obergeschoss mit Masken. Beidseitig jeweils über den zwei seitlichen Achsen ein Dachhaus. Im Hof ein zweigeschossiges Hintergebäude mit ursprünglich durch die Beleuchtungskörperfabrik Alfred Körner genutzten Werkstatt-, Kontor- und Lagerräumen. | 09296476 |
| Direkt Bild zu diesem Denkmal hochladen | Mietshaus in offener Bebauung und in Ecklage | Meusdorfer Straße 66 (Karte)                          | 1904–1906 (Mietshaus) | Klinker-Putz-Fassade mit Eckbetonung, originale Ausstattung, baugeschichtlich von Bedeutung Antrag auf Konzessionsertheilung wurde seitens der Fa. Dampfziegelei Sevin & Taubert in Zeitz am 30. August 1904 gestellt. Im Folgejahr übernahm der Handelsmann Adelbert Walther das Grundstück, die Fertigstellung des freistehenden Eckhauses zog sich bis 1906 hin. Der Klinkerbau mit verputztem Erdgeschoss zeigt eine äußerst vorsichtige Annäherung an den Jugendstil. Innen hat sich die komplette Ausstattung inklusive vollständiger Treppenhausausmalung sowie beispielsweise Wohnungseingangstüren mit einfachen Supraporten und Deckenstuck im Wohnzimmer einer jeden Wohnung erhalten. Von Interesse ist das zu ¾ erhaltene städtebauliche Ensemble an der Kreuzung Zwenkauer Straße und der ablesbare Übergang von der geschlossenen Bebauung im Quartier an der Bornaischen Straße hin zur offenen Bauweise in Richtung Connewitzer Friedhof. LfD/2006 | 09300241 |
| Direkt Bild zu diesem Denkmal hochladen | Mietshaus in geschlossener Bebauung (bauliche Einheit mit Zwenkauer Straße 30) | Meusdorfer Straße 67 (Karte)                          | 1902 (Mietshaus) | gelbe Klinkerfassade mit Stuckgliederungen, siehe auch Zwenkauer Straße 30, baugeschichtlich von Bedeutung Nach Plänen des Maurermeisters Emil Theodor Pirnsch 1902 für den Bauunternehmer Ernst Strieter errichtetes Mietshaus in abgefaster Ecklage zur Zwenkauer Straße. Das Erdgeschoss verputzt und ursprünglich genutet, die Obergeschosse klinkerverkleidet mit einfachen Stuckgliederungen. (Auch Zwenkauer Straße 30). | 09296475 |
| Direkt Bild zu diesem Denkmal hochladen | Mietshaus in offener Bebauung | Meusdorfer Straße 68 (Karte)                          | 1904–1906 (Mietshaus) | Klinkerfassade mit Stuckdekoration, baugeschichtlich von Interesse Freistehendes, 1904 bis 1906 errichtetes dreigeschossiges Mietshaus. Zunächst liefert Architekt F. Otto Gerstenberger einen Entwurf für den Bauherren Albert Hofmann, ab 1905 sind jedoch Karl Voigt als bauleitender Architekt und die beiden Theklaer Maurer Robert Franz Richter sowie Gottfried Ernst Fischer namhaft. Der klassische Dreispänner erhielt 1919 eine als Notwohnung genehmigte Dachgeschosswohnung, beide Obergeschosse der Straßenfassade mit gelber Klinkerverkleidung sowie Stuckdekor teilweise in floralen Jugendstilformen. In den Jahren 2004/2005 weiterer Dachgeschossausbau, denkmalpflegerisch begleitete Sanierung und hofseitiger Balkonanbau unter Hildebrand & Jürgens GmbH. Ortsbaugeschichtliche Bedeutung im geschlossenen Mietshausquartier in Nähe des Connewitzer Friedhofes. LfD/2011 | 09296222 |
| Direkt Bild zu diesem Denkmal hochladen | Mietshaus in offener Bebauung und in Ecklage, mit Vorgarten zur Thierdorfer Straße | Meusdorfer Straße 70 (Karte)                          | 1906–1910 (Mietshaus) | historisierende Putzfassade, baugeschichtlich von Bedeutung Im Gebiet des Leipzig-Connewitzer Bebauungsplanes Nord und Nordwest entstand der freistehende verputzte Wohnhausbau zwischen 1906 und 1910, der in die Länge gezogene Bauablauf war mehrfach wechselnden Bauherren geschuldet: Julius Preissler, Zimmermeister Oswald Schubert, Fa. Sevin & Taubert und letztlich Maurermeister Friedrich Hermann Fichtner mit Privatmann Johann Heinrich Scheuer. Übernahme 1911durch Ziegeleibesitzer Friedrich Paul Daeumich aus Gautzsch und 1919 Bürovorstand Otto Ernst Lippold. Der von dem Architekten F. Otto Gerstenberger gezeichnete Erstentwurf für ein historistisches Mietshausgebäude noch mit reicher Fassadenzier, so u. a. schmuckverzierten Pilastern an der verbrochenen Ecke, Stuckkonsolen an der Traufe sowie Eckladen. Eingeweiht wurde 1910 ein in der Fassadendekoration stark vereinfachter Dreispänner, der 1925 ein Dachhaus zur Meusdorfer Straße für die neu einzurichtende Dachgeschosswohnung erhielt. 1993/1994 Sanierung und Modernisierung nebst weiterem Dachgeschossausbau durch Wilhelm Braun aus Würzburg. Der wirkungsvolle Eckbau ein städtebaulicher Akzent am Weg zum Connewitzer Friedhof und ortsteilentwicklungsgeschichtlich bedeutsam. LfD/2011 | 09290783 |
| Weitere Bilder                          | Friedhof Connewitz, Sachgesamtheit | Meusdorfer Straße 80 (Karte)                          | 1882 (Friedhof) | Sachgesamtheit Friedhof Connewitz, mit folgenden Einzeldenkmalen (siehe Obj.-ID 09296518): Friedhofskapelle, Rufglocke, Denkmal für die Gefallenen des 1. Weltkrieges (siehe Obj.-ID 09307291) und zahlreichen Grabmalen sowie gärtnerisch gestaltete regelmäßige Friedhofsanlage mit Linden-Reihen/-Allee, baugeschichtlich und ortsgeschichtlich von Bedeutung; Friedhof Connewitz, 1880 auf annähernd quadratischem Grundriss an dem Weg nach Thonberg, der heutigen Meusdorfer Straße angelegt. Nach Verlegung der Leipzig-Plagwitzer Verbindungsbahn 1886 erfolgte eine Erweiterung des Friedhofsgeländes nach Süden. Regelmäßige, rechtwinklig angelegte Wegeführung. An den Längswänden Wandgrabmale des frühen 20. Jahrhunderts. Die Friedhofskapelle an der Meusdorfer Straße als Putzbau mit gotisierenden Fensteröffnungen, errichtet um 1930 nach Plänen des Architekten Georg Staufert. Im Inneren ein Sandsteinrelief mit der Darstellung einer vor dem Kreuz knienden Frau (Maria Magdalena?), womöglich eine Arbeit des Bildhauers Max Alfred Brumme. | 09303844 |
| Weitere Bilder                          | Friedhof Connewitz, Einzeldenkmale | Meusdorfer Straße 80 (Karte)                          | um 1910 (Wandgrabmal), bez. 1916 (Rufglocke), 1926/1927 (Friedhofskapelle) | Einzeldenkmale der Sachgesamtheit Friedhof Connewitz (siehe Obj.-ID 09303844): Friedhofskapelle, Rufglocke, Denkmal für die Gefallenen des 1. Weltkrieges (siehe Obj.-ID 09307291) und zahlreiche Grabmale; Friedhofskapelle als Putzbau mit gotisierenden Fensteröffnungen, Architekt: Georg Staufert, Grabmale vor allem Wandstellen, baugeschichtlich und ortsgeschichtlich von Bedeutung; Friedhof Connewitz, 1880 auf annähernd quadratischem Grundriss an dem Weg nach Thonberg, der heutigen Meusdorfer Straße angelegt. Nach Verlegung der Leipzig-Plagwitzer Verbindungsbahn 1886 erfolgte eine Erweiterung des Friedhofsgeländes nach Süden. Regelmäßige, rechtwinklig angelegte Wegeführung. An den Längswänden Wandgrabmale des frühen 20. Jahrhunderts. Die Friedhofskapelle an der Meusdorfer Straße als Putzbau mit gotisierenden Fensteröffnungen, errichtet um 1930 nach Plänen des Architekten Georg Staufert. Im Inneren ein Sandsteinrelief mit der Darstellung einer vor dem Kreuz knienden Frau (Maria Magdalena?), womöglich eine Arbeit des Bildhauers Max Alfred Brumme. | 09296518 |
| Weitere Bilder                          | Gefallenendenkmal | Meusdorfer Straße 80 (bei) (Karte)                    | 1921-1923 | Denkmal für die Gefallenen des 1. Weltkrieges auf dem Friedhof Connewitz (siehe Obj.-ID 09303844) | 09307291 |
| Weitere Bilder                          | Zwei Wirtschaftsgebäude und Reste einer Villa sowie Reste der Einfriedung, ehemals auch Villengarten | Mühlholzgasse 2 (Karte)                               | 1907–1908, Souterraingeschoss (Villa), 1906–1908 (Nebengebäude), 1906–1908 (Garteneinfriedung) | das erhaltene Souterraingeschoss einer ruinösen Villa (nach Kriegszerstörung im Zweiten Weltkrieg) erhalten, dazu die Baugruppe der Villen-Nebengebäude, Reformstil-Architektur, baugeschichtlich von Bedeutung Auf dem ursprünglich zur Mühle gehörenden leicht erhöhten Grundstück, der „Playe“ gegenüber dem (heute zerstörten) Mühlengebäude ließ sich die Witwe des Mühlenbesitzers 1908 vom Architekten Max Bösenberg eine Villa erbauen. Von dem stattlichen Hauptgebäude blieb nach der Zerstörung im Jahre 1943 nur noch eine malerische Ruine. Das erhaltene Untergeschoss mit den originalen Vergitterungen an Eingangstür und Fenstern und den reliefierten Lisenenansätzen zeugt noch heute von der künstlerischen Qualität des Jugendstilbaus. Erhalten sind die Nebengebäude: Stall, Remise und Kutscherwohnung und der Verbindungsbau zum Hauptgebäude, die einen kleinen Hof umschließen. Mit ihren bewegten Dachformen, bewusst unterschiedlichen Ziegelformen, dem Türmchen und Holzklappläden bildeten sie ursprünglich einen rustikalen Gegensatz zu den eleganten Jugendstilformen des Wohngebäudes. Der Villengarten wird fast vollständig von Futtermauern aus Naturstein-Zyklopenmauerwerk mit Naturstein-Plattenabdeckung eingefriedet. Entlang der Wolfgang-Heinze-Straße hat sich oberhalb der Mauer ein historischer Ziergitterzaun mit kannelierten, eisernen Säulen erhalten. Auf der Spitze des Grundstücks befindet sich ein Aussichtsplatz. An dieser Stelle sah der Entwurf von Max Bösenberg ein Gartenhaus vor, dessen Realisierung jedoch ungeklärt ist. Ein weiterer Sitzplatz existiert oberhalb der Futtermauer an der Wolfgang-Heinze-Straße im nördlichen Abschnitt, der sich heute noch durch vier Postamente und dem erhöhten Relief ablesen lässt. Im Garten befindet sich wertvoller Altgehölzbestand. | 09296224 |
|                                         | Mietshaus in ehemals halboffener Bebauung | Mühlholzgasse 32 (Karte)                              | 1906 (Mietshaus) | Ziegel-Putz-Fassade mit Diamantquader-Dekoration, baugeschichtlich von Bedeutung Nummer 32 und Nummer 40: Die beiden Mietshäuser sind 1906 und 1907 vom Architekten Artur Werner für den Fleischermeister Kunze (Nummer 32) und die Besitzerin einer Lohnwäscherei Agnes Sebold gebaut worden. Ihre Fassaden verwenden das gleiche Dekorationsschema in verschiedenen Varianten: Über dem hohen Erdgeschoss mit Putznutung (Nummer 40 geglättet) zwei Hauptgeschosse, bei denen jeweils die Seitenrisalite und das Mittelteil durch verschiedene Struktur (Putz und Ziegel) voneinander abgesetzt sind. Auch die dekorativen Einzelformen sind ähnlich: ein geometrisch verfestigter Jugendstil in Verbindung mit historisierenden Formen (Bedachungen) und den eigenartigen Diamantquadern der Fensterrahmungen. LfD/1998 | 09296258 |
|                                         | Mietshaus in geschlossener Bebauung konzipiert | Mühlholzgasse 40 (Karte)                              | 1907 (Mietshaus) | Ziegel-Putz-Fassade mit üppiger Dekoration, vor allem am Erker, baugeschichtlich von Bedeutung Nummer 32 und Nummer 40: Die beiden Mietshäuser sind 1906 und 1907 vom Architekten Artur Werner für den Fleischermeister Kunze (Nummer 32) und die Besitzerin einer Lohnwäscherei Agnes Sebold gebaut worden. Ihre Fassaden verwenden das gleiche Dekorationsschema in verschiedenen Varianten: Über dem hohen Erdgeschoss mit Putznutung (Nummer 40 geglättet) zwei Hauptgeschosse, bei denen jeweils die Seitenrisalite und das Mittelteil durch verschiedene Struktur (Putz und Ziegel) voneinander abgesetzt sind. Auch die dekorativen Einzelformen sind ähnlich: ein geometrisch verfestigter Jugendstil in Verbindung mit historisierenden Formen (Bedachungen) und den eigenartigen Diamantquadern der Fensterrahmungen. LfD/1998 | 09296259 |
|                                         | Mehrfamilienhaus (mit drei Eingängen) einer Wohnanlage, mit Grünflächen, Einfriedungsmauer, Garagen und Pflasterung vor den Garagen | Mühlholzgasse 44; 46; 48 (Karte)                      | 1935–1936 (Wohnblock) | Putzfassade mit verbretterten Erkerbalkonen, im traditionalistischen Stil der Zeit, bildet Wohnanlage zusammen mit Teichstraße 17/19, baugeschichtlich von Bedeutung Die kleine Mietshausgruppe in Ecksituation entstand 1935–1936 nach Entwurf der OHG Fa. Bock & Paatzsch Architekten im Auftrag der Gustav Edlichs Erben und Genossen Wohnungsbaugesellschaft mbH. Zunächst waren viergeschossige Bauten vorgesehen, diese jedoch nicht genehmigt. Dann wurden die Häuser doch nur mit drei Wohngeschossen errichtet, nachdem die Bauherren „mit der Leipziger Handels- und Verkehrsbank als Verkäuferin des Grundstücks dahin einig gegangen sind, dass sie uns bei dem Verkaufspreis entgegenkommen will.“ Es entstanden auf dem 1700 m² großen Grundstück fünf Häuser mit 30 Wohnungen: jeweils zwei pro Etage mit zwei Zimmern, Küche, Bad und Vorplatz. Für die Ausführung unter Vertrag genommen wurden Baumeister F. Herbert Heine (Haus an der Mühlholzgasse), Baumeister Voigt & Böhme (Teichstraße) sowie Baumeister Paul Grafe für die Stützmauer-Einfriedung zur Grundstücksabgrenzung Richtung Roßmäßlerstraße. Im Oktober waren die Häuser bezugsfertig und wurden Ende Dezember verkauft an die Allianz- und Stuttgarter Lebensversicherungsbank AG Berlin. 1937 Anerkennung als steuerbefreiter Kleinwohnungsbau. An einer städtebaulich interessanten Kreuzungssituation nehmen beide Gebäude die Fluchten der zwei Straßen auf, durch eine Lücke wird die Belüftung des spitzwinkligen Grundstücks ermöglicht. Somit entsteht auch eine klare Schnittlinie zu der Reihenhaussiedlung der gegenüberliegenden Straßenseite in der Mühlholzgasse. Die Putzfassaden wirken durch ihre Struktur und setzen sich über den braunen Klinkersockeln durch hellen Farbton freundlich ab. Dem Zeitgeschmack verpflichtet zeigen sich die vollständig verbretterten Erkerbalkone und die vollständig erhaltene Ausstattung. Dazugehörig sind die seitlich beigestellten Garagen mit vorgelagerter Pflasterung. LfD/2008, 2015 | 09302421 |
| Direkt Bild zu diesem Denkmal hochladen | Einzeldenkmal o. g. Sachgesamtheit: Mehrfamilienhäuser einer Wohnanlage (siehe auch Sachgesamtheitsdokument – Obj. 09304096, Burgstädter Straße 2–22) | Narsdorfer Straße 1; 3; 5 (Karte)                     | bezeichnet 1939, Mietshauszeile (Mehrfamilienwohnhaus) | Hauszeile dem gekrümmten Straßenverlauf folgend, Putzfassade mit Sgraffiti, Eingänge in Ziegelrahmung, im traditionalistischen Stil, Teil der Wohnanlage zwischen Burgstädter Straße, Kohrener Straße und Probstheidaer Straße, siehe auch Burgstädter Straße 6–8, baugeschichtlich von Bedeutung | 09296503 |
| Direkt Bild zu diesem Denkmal hochladen | Einzeldenkmal o. g. Sachgesamtheit: Mehrfamilienhäuser einer Wohnanlage (siehe auch Sachgesamtheitsdokument – Obj. 09304096, Burgstädter Straße 2–22) | Narsdorfer Straße 2; 4; 6 (Karte)                     | 1939–1940 und bezeichnet 1939, Mietshauszeile (Mehrfamilienwohnhaus) | Hauszeile dem gebogenen Straßenverlauf folgend, Putzfassade mit Sgraffiti, Eingänge in Ziegelrahmung, im traditionalistischen Stil, Teil der Wohnanlage Burgstädter Straße, Kohrener Straße und Probstheidaer Straße, siehe auch Burgstädter Straße 2–4, Putzfassade, baugeschichtlich von Bedeutung | 09296502 |
| Direkt Bild zu diesem Denkmal hochladen | Einzeldenkmal o. g. Sachgesamtheit: Mehrfamilienhäuser einer Wohnanlage (siehe auch Sachgesamtheitsdokument – Obj. 09304096, Burgstädter Straße 2–22) | Narsdorfer Straße 7; 9; 11; 13 (Karte)                | 1936–1937 und bezeichnet 1937, Wohnblock (Mehrfamilienwohnhaus) | Hauszeile dem gekrümmten Straßenverlauf folgend, Putzfassade mit Sgraffiti, Eingänge in Ziegelrahmung, im traditionalistischen Stil, Teil der Wohnanlage Burgstädter Straße, Kohrener Straße und Probstheidaer Straße, baugeschichtlich von Bedeutung | 09296726 |
| Direkt Bild zu diesem Denkmal hochladen | Einzeldenkmal o. g. Sachgesamtheit: Mehrfamilienhäuser einer Wohnanlage (siehe auch Sachgesamtheitsdokument – Obj. 09304096, Burgstädter Straße 2–22) | Narsdorfer Straße 8; 10; 12; 14; 16 (Karte)           | 1936–1937 und bezeichnet 1937, Wohnblock (Mehrfamilienwohnhaus) | Hauszeile dem gekrümmten Straßenverlauf folgend, Putzfassade mit Sgraffiti, Eingänge in Ziegelrahmung, im traditionalistischen Stil, Teil der Wohnanlage Burgstädter Straße, Kohrener Straße und Probstheidaer Straße, siehe auch Burgstädter Straße 2–4, Putzfassade, baugeschichtlich von Bedeutung | 09296727 |
| Direkt Bild zu diesem Denkmal hochladen | Ehemaliges Landhaus, mit Garten | Neudorfgasse 1 (Karte)                                | um 1820–1837 (Landhaus) | zweigeschossiger frei stehender Putzbau in einer ca. 1 ha großen Gartenanlage mit interessantem Baumbestand und noch in Ansätzen erkennbaren Wegestrukturen, Sommerhaus des Verlagsbuchhändlers Alphons Friedrich Dürr, baugeschichtlich und ortsgeschichtlich von Bedeutung 1857 erwarb der Verlagsbuchhändler Alphons Friedrich Dürr Haus und Gartengrundstück in Connewitz von Generalkonsul Gustav Moritz Clauß. Das Landhaus wurde wahrscheinlich im ersten Viertel des 19. Jahrhunderts von der Familie Dörrien oder Dufour, den ersten Besitzern des Grundstücks, gebaut. Zeichnungen von 1879 zeigen es im Wesentlichen in heutiger Form mit überkragendem, von geschnitzten Konsolen getragenem Dach, spundiertem Erdgeschoss, Mezzaninfenster, feinprofilierten Gesimsen und Bedachungen. Es entspricht damit anderen, zu dieser Zeit in Connewitz errichteten Gartenvillen, zum Beispiel der des Bankiers Seyfferth in der Prinz-Eugen-Straße. Dürr, der als Kunstverleger junge Maler wie Preller, Cornelius, Genelli, Schwind und Ludwig Richter förderte, war eine der zentralen Figuren im Kulturleben Leipzigs um die Jahrhundertmitte. Sein Sommerhaus, das er 1866 mit Tempera-Malereien von Friedrich Gärtner ausschmücken ließ (nicht erhalten), war Treffpunkt vieler Künstler. Seine bedeutende Sammlung von Handzeichnungen kam 1909 ans Museum der bildenden Künste. Zum alten Haus gehörte eine weitere Villa sowie mehrere Nebengebäude, die alle im Krieg zerstört wurden. Das Haus, seit den 1930er Jahren mehrfach umgenutzt (Altersheim, Kinderheim, städtisches Verwaltungsgebäude), ist im Inneren häufig verändert worden. Der Außenbau ist in seiner Grundstruktur erhalten. | 09296227 |
|                                         | Mietshaus in ehemals geschlossener Bebauung und Hinterhaus | Neudorfgasse 4 (Karte)                                | 1930 (Mietshaus) | Putzfassade mit Erker, Seitenrisalit mit Stufengiebel, Tendenz zu spätexpressionistischen Formen, vergleiche Brandstraße 3, baugeschichtlich von Bedeutung Brandstraße 3 und Neudorfgasse 4: Zusammen mit dem Eckbau Brandstraße 1 (kriegszerstört) sowie Brandstraße 3 1929 bis 1931 nach Plänen von Otto Juhrich für die Wohnungsbaugesellschaft Leipziger Handwerker errichtet. Durch die Zerstörung des Eckhauses ist der Zusammenhang heute auseinandergerissen. Die beiden „Flügelbauten“ an der Brandstraße und der Neudorfgasse sind spiegelbildlich aufeinander bezogen: sie besitzen einen fünfgeschossigen, zweiachsigen Seitenrisalit, der in einen hohen Stufengiebel (mit charakteristischer Spitze und Rhombenfenster) ausläuft und jeweils einen zweigeschossigen Erker, der ebenfalls spitzgiebelig endet. Ein Fensterband in der Dachzone verband die beiden äußeren Bauten mit dem höhengestaffelten Eckbau. Der rötliche Originalputz ist bei Brandstraße 3 erhalten, ebenso die ursprünglichen „vergitterten“ Fenster und der geradlinig gerahmte Eingang. Beispiel für die bis nach 1930 anhaltende Tendenz zum Vertikalismus des gemäßigten Expressionismus, der die Bauten der zwanziger Jahre in Leipzig beherrscht. | 09295876 |
| Direkt Bild zu diesem Denkmal hochladen | Doppelmietshaus in geschlossener Bebauung und Hinterhaus | Neudorfgasse 6; 8 (Karte)                             | 1931 (Doppelmietshaus) | Putzfassade mit Klinkersockel, Eingänge mit Klinkergewänden, im traditionalistischen Stil der Zeit, baugeschichtlich von Bedeutung Nach bis 1905 zurückreichenden Vorplanungen und dem Bau eines zweigeschossigen Gartenhauses mit Kleinstwohnungen 1914 ließ der Bauherr und Architekt Artur Werner 1931 ein Fachwerkhaus von 1865 abreißen und an seine Stelle nach eigenen Plänen das viergeschossige Mietshaus errichten. Auch dieser Bau enthielt überwiegend Kleinstwohnungen: drei von vier Wohnungen pro Etage bestanden nur aus Wohnküche und Kammer. Die starke Vertikalwirkung des nur siebenachsigen Gebäudes durch den fünfgeschossigen Mittelrisalit, der durch eine Attika wie ein Stufengiebel erscheint, wird durch helle horizontale Putzstreifen vor rotem Porphyrputz gemildert. | 09295877 |
| Direkt Bild zu diesem Denkmal hochladen | Mietshaus in halboffener Bebauung und in Ecklage | Neudorfgasse 14 (Karte)                               | 1911 (Mietshaus) | Putzfassade, Reformstil-Architektur, baugeschichtlich von Bedeutung Anstelle eines eingeschossigen alten Wohnhauses 1911 nach Plänen des Architekten Artur Werner für die Witwe Anna Kämpfe erbaut. Ursprünglich sehr fein differenzierte Oberflächengestaltung in der Art eines sezessionistisch anmutenden Spätjugendstils: Die Fassade aus rötlichem Rieselputz vertikal und horizontal gegliedert durch Glattputzbänder, in den Mittelachsen lisenenartig. Die durch Gurtgesimse zusammengefassten Hauptgeschosse mit flachem Stuckdekor und farbigen Kacheln. Das breite stuckierte Gesimsband fasst nur den Ecktrakt und die jeweils anstoßenden drei Achsen zusammen. Hinter dem von kassettierten Sandsteinpfeilern mit Kugelaufsatz gerahmten Eingang ist die Ausstattung des gewölbten Flures mit dekorativer Malerei aus der Erbauungszeit erhalten. | 09296228 |
|                                         | Mietshaus in geschlossener Bebauung und in Ecklage | Neudorfgasse 16 (Karte)                               | 1880 (Mietshaus) | historisierende Putzfassade, spindelförmiges Treppenhaus, baugeschichtlich von Bedeutung 1880 nach Abbruch eines zweigeschossigen Wohnhauses durch Zimmermeister Louis Roßberger für Karl Rühlig gebaut. Das Eckhaus zur schmalen Mühlholzgasse bezeichnet das Ende des bebauten Gebietes, das durch den Pleißemühlgraben begrenzt war. Der dreigeschossige Bau mit ausgebautem Mansardgeschoss ist klar und zurückhaltend gegliedert: Gerade Bedachungen über feinen Konsolen bezeichnen das Hauptgeschoss, die verbrochene Ecke ist durch einen flachen dreiachsigen Risalit sowie Dreiecks- und Segmentbogenbekrönungen betont. Spundierung im Erdgeschoss, Gurt- und Schlussgesims sowie flache Putzstreifen fassen den Eckbau horizontal zusammen. Bemerkenswert das spindelförmige Treppenhaus. | 09296229 |
|                                         | Mietshaus in geschlossener Bebauung | Pfeffingerstraße 17 (Karte)                           | 1900–1901 (Mietshaus) | mit Laden, Klinkerfassade mit Stuckdekoration, baugeschichtlich von Bedeutung Das viergeschossige Mietshaus 1900–1901 nach Plänen des Baumeisters Gustav Hempel und des Architekten Gustav Liebmann für den Bauunternehmer Carl Albin Berlepsch errichtet. Das Erdgeschoss ehemals mit Putznutung, die Obergeschosse klinkerverkleidet. Die drei mittleren Achsen der breitgelagerten Front leicht vortretend und hervorgehoben durch Dreiecksgiebel, Fensterverdachungen und eine Pilastergliederung mit Stuckdekor. Das oberste Geschoss durch ein Gurtgesims abgesetzt und mit rundbogigen Fenstern versehen. Im Dachbereich wird durch ein Dachhaus über den beiden äußeren Achsen links die Überleitung von der benachbarten fünfgeschossigen Bebauung an der Bornaischen Straße bewerkstelligt. Der Ladeneinbau im Erdgeschoss erfolgte 1903. | 09296470 |
|                                         | Doppelmietshaus in geschlossener Bebauung | Pfeffingerstraße 19; 21 (Karte)                       | 1899–1900 (Doppelmietshaus) | mit Tordurchfahrt bei Nummer 19, Klinkerfassade mit Stuckgliederungen, baugeschichtlich von Bedeutung Die beiden in ihrer Fassadengestaltung gleichartigen viergeschossigen Mietshäuser wurden 1899–1900 nach Plänen des Architekten F. Otto Gerstenberger für die Bauunternehmer Hermann Freiberg und Oswald Hähnel errichtet. Über einem Erdgeschoss mit Putznutung Klinkerfassaden mit Stuckgliederungen. Die Fenster des ersten und zweiten Obergeschosses mit Rund- oder Dreiecksgiebeln und an den mittleren Achsen mit geraden Verdachungen, die des durch ein schmales Gurtgesims abgesetzten obersten Stockerkes stattdessen mit Schlusssteinen in den Rahmungen. Als oberer Abschluss ein kräftiges Konsolgesims, darüber, mittig zusammenstehend, vier Dachhäuser. | 09296469 |
|                                         | Mietshaus in ehemals halboffener Bebauung | Pfeffingerstraße 20 (Karte)                           | 1897 (Mietshaus) | Klinker-Putz-Fassade mit Stuckgliederungen, baugeschichtlich von Bedeutung Nummer 20 und 22: Zwei viergeschossige 1897–1898 nach Plänen des Architekten F. Otto Gerstenberger für den Geschäftsführer Carl Bock erbaute Mietshäuser. Die Erdgeschosse mit Putznutung, die Schlusssteine der Fenster bei Nummer 20 mit Spiegelkartuschen, bei Nummer 22 mit Löwenmasken. Die Obergeschosse klinkerverblendet. Bei beiden Häusern beidseitig jeweils die zwei äußeren Achsen leicht vorstehend, bei Nummer 20 mit Putznutung. Der obere Abschluss der Fassaden ist als kräftiges Konsolgesims gestaltet. Nummer 22 mit gewölbter Tordurchfahrt. | 09296471 |
|                                         | Mietshaus in geschlossener Bebauung | Pfeffingerstraße 22 (Karte)                           | 1898 (Mietshaus) | mit Tordurchfahrt, Klinkerfassade mit Stuckgliederungen, baugeschichtlich von Bedeutung Mit Pfeffingerstraße 22: Zwei viergeschossige 1897–1898 nach Plänen des Architekten F. Otto Gerstenberger für den Geschäftsführer Carl Bock erbaute Mietshäuser. Die Erdgeschosse mit Putznutung, die Schlusssteine der Fenster bei Nummer 20 mit Spiegelkartuschen, bei Nummer 22 mit Löwenmasken. Die Obergeschosse klinkerverblendet. Bei beiden Häusern beidseitig jeweils die zwei äußeren Achsen leicht vorstehend, bei Nummer 20 mit Putznutung. Der obere Abschluss der Fassaden ist als kräftiges Konsolgesims gestaltet. Nummer 22 mit gewölbter Tordurchfahrt. | 09296472 |
|                                         | Mietshaus in geschlossener Bebauung | Pfeffingerstraße 23 (Karte)                           | 1902–1903 (Mietshaus) | mit Tordurchfahrt, Klinkerfassade mit Stuckdekoration, baugeschichtlich von Bedeutung Mit Nummer 25 und 27: Die drei viergeschossigen Mietshäuser wurden 1902–1903 nach Plänen des auch als Bauherrn zeichnenden Architekten Emil Franke errichtet, Nummer 25 und 27 dabei mit der gleichen Fassadengestaltung. Die Erdgeschosse bei Nummer 23 ehemals mit Putznutung, bei Nummer 25 und 27 mit erhalten gebliebener Putzverfugung, die Obergeschosse klinkerverkleidet mit einfachen Stuckgliederungen. Die Fassade von Nummer 23 erhielt eine verhältnismäßig aufwendigere Gestaltung, indem beidseitig jeweils die beiden äußeren Achsen durch balustradenartige Fensterbrüstungen, ornamentierte Stuckfelder und Überfangbögen mit Stuckdekor und Frauenmasken betont werden, zudem erscheint das Kranzgesims durch Zahnschnittfries und Eierstab stärker durchgebildet. Frauenmasken finden sich ebenfalls bei Nummer 25 und 27, hier als Schlusssteine an den Erdgeschosseingängen und in den Dreiecksgiebeln der Fenster im ersten Obergeschoss. Im Hof von Nummer 25 und 27 als Hinterwohngebäude ein zweigeschossiges Doppelhaus. | 09296468 |
|                                         | Mietshaus in geschlossener Bebauung | Pfeffingerstraße 24 (Karte)                           | 1902 (Mietshaus) | mit Hausdurchgang, Klinkerfassade mit Stuckgliederungen, baugeschichtlich von Bedeutung Mit Nummer 26: Die beiden viergeschossigen Mietshäuser wurden 1902 nach Plänen des Architekten F. Otto Gerstenberger errichtet, Nummer 24 für den Schlossermeister Albert Krabbe, Nummer 26 für den Maurermeister Hermann Engel. Breitgelagerte Klinkerfassaden in einfacher Reihung, das Erdgeschoss bei Nummer 26 wie ursprünglich auch bei Nummer 24 mit Putznutung. Die oberen Fassadenabschlüsse werden Konsolgesimse durch Konsolgesimse gebildet. | 09296473 |
|                                         | Doppelmietshaus in halboffener Bebauung und Hinterhaus | Pfeffingerstraße 25; 27 (Karte)                       | 1902–1903 (Doppelmietshaus) | Vorderhaus Nummer 27 mit Tordurchfahrt, Klinkerfassade mit Stuckgliederungen, baugeschichtlich von Bedeutung Mit Nummer 23: Die drei viergeschossigen Mietshäuser wurden 1902–1903 nach Plänen des auch als Bauherrn zeichnenden Architekten Emil Franke errichtet, Nummer 25 und 27 dabei mit der gleichen Fassadengestaltung. Die Erdgeschosse bei Nummer 23 ehemals mit Putznutung, bei Nummer 25 und 27 mit erhalten gebliebener Putzverfugung, die Obergeschosse klinkerverkleidet mit einfachen Stuckgliederungen. Die Fassade von Nummer 23 erhielt eine verhältnismäßig aufwendigere Gestaltung, indem beidseitig jeweils die beiden äußeren Achsen durch balustradenartige Fensterbrüstungen, ornamentierte Stuckfelder und Überfangbögen mit Stuckdekor und Frauenmasken betont werden, zudem erscheint das Kranzgesims durch Zahnschnittfries und Eierstab stärker durchgebildet. Frauenmasken finden sich ebenfalls bei Nummer 25 und 27, hier als Schlusssteine an den Erdgeschosseingängen und in den Dreiecksgiebeln der Fenster im ersten Obergeschoss. Im Hof von Nummer 25 und 27 als Hinterwohngebäude ein zweigeschossiges Doppelhaus. | 09296467 |
| Direkt Bild zu diesem Denkmal hochladen | Mietshaus in geschlossener Bebauung | Pfeffingerstraße 26 (Karte)                           | 1901–1902 (Mietshaus) | mit Tordurchfahrt, Klinkerfassade mit Stuckgliederungen, baugeschichtlich von Bedeutung Mit Nummer 26: Die beiden viergeschossigen Mietshäuser wurden 1902 nach Plänen des Architekten F. Otto Gerstenberger errichtet, Nummer 24 für den Schlossermeister Albert Krabbe, Nummer 26 für den Maurermeister Hermann Engel. Breitgelagerte Klinkerfassaden in einfacher Reihung, das Erdgeschoss bei Nummer 26 wie ursprünglich auch bei Nummer 24 mit Putznutung. Die oberen Fassadenabschlüsse werden Konsolgesimse durch Konsolgesimse gebildet. | 09296474 |
| Direkt Bild zu diesem Denkmal hochladen | Denkmalschutzgebiet Prinz-Eugen-Straße in Leipzig-Connewitz (Vorschlag) | Prinz-Eugen-Straße (Karte)                            | meist Ende 19./Anfang 20. Jh., im Kern älter (Denkmalschutzgebiet) | | 09306027 |
| Direkt Bild zu diesem Denkmal hochladen | Handschwengelpumpe mit Brunnenschacht und Abdeckplatte | Prinz-Eugen-Straße (Karte)                            | um 1900 (Handschwengelpumpe) | gegenüber Nummer 29, neben Nummer 25 am ehemaligen Dorfteich Connewitz, ortsgeschichtlich von Bedeutung Brunnenschacht und Abdeckplatte einer Handschwengelpumpe vor Nummer 29. | 09297085 |
| Direkt Bild zu diesem Denkmal hochladen | Handschwengelpumpe mit Brunnenschacht und Abdeckplatte | Prinz-Eugen-Straße (Karte)                            | 1891 (Handschwengelpumpe) | vor Nummer 11, ortsgeschichtlich von Bedeutung | 09292901 |
|                                         | Doppelmietshaus in offener Bebauung | Prinz-Eugen-Straße 3; 3a (Karte)                      | 1914 (Doppelmietshaus) | wirkungsvoller Wohnbau mit repräsentativer Putzfassade, Reformstil-Architektur, baugeschichtlich bedeutsam Das städtische Mietshaus am Beginn der ländlichen Prinz-Eugen-Straße war als Eckbau an der Einmündung der 1909 projektierten Verlängerung der Hildebrandtstraße geplant. Es wurde 1914 nach Abbruch eines Bauernhauses im Auftrag des Zimmermeisters Boche nach Plänen des Architekten Gustav Pflaume errichtet. In seiner mit Loggien, kleinen Erkern, gedrechselten Balkongeländern und Fensterpfen stark plastischen Fassadendurchbildung ist es typisch für einige vom Heimatstil beeinflusste Mietshäuser dieser Zeit. LfD/1998 Topographie Südliche Stadterweiterung | 09296642 |
|                                         | Ehemaliges Landhaus, heute Café | Prinz-Eugen-Straße 5 (Karte)                          | im Kern wohl 1572 (Landhaus), Umbau 1806 (Landhaus) | traufständiges Gebäude, Fachwerk im Obergeschoss (ursprünglich mit horizontaler Holzverschalung versehen), nach 1800 Sommerhaus im Dorf Connewitz der Leipziger Kaufmannsfamilie Winckler, bauhistorisch und ortsentwicklungsgeschichtlich von Bedeutung Ein 1802 durch Friedrich Daniel Winckler, einem Angehörigen der Familie des Besitzers der berühmten Gemäldesammlung, erbautes Sommerhaus. Bis 1989 mit einer horizontalen Holzverschalung versehen. Diese klassizistische Fassadengestaltung war typisch für viele der hier entstehenden Sommerhäuser bis zur Mitte des 19. Jahrhunderts. | 09296643 |
| Weitere Bilder                          | Wohnstallhaus, Wohnhaus, Seitengebäude, Taubenhaus und Toreinfahrt eines ehemaligen Vierseithofes | Prinz-Eugen-Straße 7 (Karte)                          | 1752 (Wohnstallhaus), 1752 (Vierseithof) | älteres Wohnstallhaus mit Fachwerk-Obergeschoss, straßenseitiges Wohnhaus zeittypischer Putzbau, letzte bäuerliche Hofanlage in alter Dorflage Connewitz, baugeschichtlich und ortsentwicklungsgeschichtlich von Bedeutung „Michels Gut“, ehemaliger fränkischer Vierseithof, begründet 1548. Von 1752 bis Mitte 20. Jahrhundert Pferdnergut im Besitz der Familie Michel. Abriss der Scheune 1938. Heute noch bestehend: giebelständiges Wohnstallhaus, Fachwerk über Bruchstein-Erdgeschoss, erbaut vor 1785. 1880 Schüttboden über Stall zu Wohnungen umgebaut. Gleichzeitig Erneuerung des alten Taubenhauses (Zweigeschossig, mit Fachwerkobergeschoss. Statt des unteren Schweinestalls Einbau von Trockenklosett). Gegenüber dem alten Wohnhaus ehemaliger Pferdestall mit Kreuzgratgewölbe und Speicher- luken (um 1801, verändert). An der Straße traufständiges Wohnhaus von 1873. Toranlage mit Kugelpfeilern 1938. Letzte bäuerliche Hofanlage in Connewitz. | 09295971 |
|                                         | Villa (Nr. 13) mit Villengarten, Einfriedung, Toreinfahrt und Pflasterung der Auffahrt nebst Fußweg sowie Nebengebäude (Nr. 13b, mit ehemaliger Angestelltenwohnung) | Prinz-Eugen-Straße 13; 13b (Karte)                    | bezeichnet 1900 (Villa) | Villa repräsentative Klinkerfassade mit Bruchsteinsockel, benannt nach dem Erbauer Kaufmann Heinrich Schomburgk, Architekt: Theodor Kösser, auch Schulbergvilla genannt (nach der benachbarten alten Connewitzer Schule), im Stil des Historismus, ebenso mit Motiven des Landhausstils und Jugendstils, städtebaulich dominanter Villenbau in großzügiger Parkanlage, Geschichtswert und Erinnerungswert auch in Hinblick auf die jahrzehntelange Nutzung als Geburtsklinik, architekturhistorisch und gartenhistorisch von Interesse Villa auf dem erhöht liegenden Gelände der ehemaligen sorbischen Wallanlage, nordöstlich der alten Schule (Schulberg). Hier stand bereits um die Jahrhundertmitte das Sommerhaus des Leipziger Bankiers Küstner, das der Kaufmann und Handelsrichter Heinrich Schomburgk 1899 abreißen ließ um nach Plänen des Leipziger Architekten Theodor Kösser die herrschaftliche Villa nebst Stallgebäude, Remise, Kutscher- und Gärtnerwohnung zu errichten. Inmitten einer „englischen“ Parkanlage gelegen, zeigt sich die Villa, ein Ziegelbau mit Sandsteingliederungen, als malerisch konzipierter Bau mit bewegtem Umriss und ebensolcher Dachgestaltung. Sie enthält Elemente der französischen Beaux-Arts-Architektur (repräsentative Straßenfront und Eingangsseite) ebenso wie Motive des zeitgenössischen Landhausstils (Fachwerkgiebel, Holz- und Glasveranden an den Gartenseiten) und Jugendstilformen (Portal). Nach der 1936 erfolgten Umwandlung in eine Klinik der Hamburger Bethanien-Stiftung ist die ehemals prachtvolle Inneneinrichtung weitgehend verändert worden. Die Stall- und Wirtschaftsgebäude an der östlichen Grundstücksgrenze, ebenfalls ursprünglich in „englischer“ Landhausarchitektur, sind mit einigen Veränderungen erhalten. | 09296315 |
| Direkt Bild zu diesem Denkmal hochladen | Villa mit Villengarten, Nebengebäude und Einfriedung | Prinz-Eugen-Straße 15 (Karte)                         | 1877 (Villa), um 1900 (Nebengebäude) | zeittypische Putzfassade mit feinen Fensterrahmungen, im Schweizerhaus-Stil, erbaut für Luise Beckmann (geborene Limburger), baugeschichtlich von Bedeutung Nummer 15 und Nummer 17: Ehemaliges Landgut von Luise Beckmann, geb. Limburger. Das mit dem Giebel zur Straße stehende ältere Haus wurde um 1820 als Landhaus für Jacob Bernhard Limburger (Woll- und Seidenhandel) erbaut. Es war ursprünglich eingeschossig mit Mezzaningeschoss und besaß eine klassizistische Fassade mit horizontaler Putznutung (Bretterverschalung ?) und rundbogigen Fenster- und Türöffnungen. 1879 wurde es unter Luise Beckmann aufgestockt, wobei das zweite Geschoss eine Fachwerk-Fassade und das Obergeschoss eine Holzverschalung erhielt. (Später abgenommen und verputzt.) Im gleichen Jahr entstanden die seitlichen Stall- und Remisengebäude, die wiederum 1902 unter baulichen Anlehnungen an Heimatstilelemente erneuert wurden. Die im Hintergrund des Gartens stehende Villa ließ Luise Beckmann 1877 erbauen. Eindrucksvoll war der zur Straße hin weit vorspringende Trakt mit großem Thermenfenster, dem im Mezzaningeschoss eine verkleinerte, ins Geometrische abgewandelte Form antwortete. Der massive Umbau der vorgelagerten, einstmals in Bogenstellungen geöffneten und bewachsenen Veranda vergröbert den Gesamteindruck des stark untergliederten Baukörpers mit den erhaltenen feinen Fensterrahmungen. | 09295968 |
|                                         | Landhaus und Nebengebäude sowie Villengarten und Einfriedung mit Toreinfahrt | Prinz-Eugen-Straße 17 (Karte)                         | um 1820, später überformt (Landhaus) | Landhaus für den Kaufmann Jacob Bernhard Limburger, Ende 19. Jahrhundert aufgestockt, Wirtschaftsgebäude ehemals mit Stall, Remise und Kutscherwohnung, einfache Putzfassade, Fenster mit Klappläden, baugeschichtlich und ortsentwicklungsgeschichtlich von Bedeutung Nummer 15 und Nummer 17: Ehemaliges Landgut von Luise Beckmann, geb. Limburger. Das mit dem Giebel zur Straße stehende·ältere Haus wurde um 1820 als Landhaus für Jacob Bernhard Limburger (Woll- und Seidenhandel) erbaut. Es war ursprünglich eingeschossig mit Mezzaningeschoss und besaß eine klassizistische Fassade mit horizontaler Putznutung (Bretterverschalung ?) und rundbogigen Fenster- und Türöffnungen. 1879 wurde es unter Luise Beckmann aufgestockt, wobei das zweite Geschoss eine Fachwerk-Fassade und das Obergeschoss eine Holzverschalung erhielt. (Später abgenommen und verputzt.) Im gleichen Jahr entstanden die seitlichen Stall- und Remisengebäude, die wiederum 1902 unter baulichen Anlehnungen an Heimatstilelemente erneuert wurden. Die im Hintergrund des Gartens stehende Villa ließ Luise Beckmann 1877 erbauen. Eindrucksvoll war der zur Straße hin weit vorspringende Trakt mit großem Thermenfenster, dem im Mezzaningeschoss eine verkleinerte, ins Geometrische abgewandelte Form antwortete. Der massive Umbau der vorgelagerten, einstmals in Bogenstellungen geöffneten und bewachsenen Veranda vergröbert den Gesamteindruck des stark untergliederten Baukörpers mit den erhaltenen feinen Fensterrahmungen. | 09295967 |
|                                         | Villa mit Villengarten, Einfriedung und Toreinfahrt | Prinz-Eugen-Straße 19 (Karte)                         | vor 1874 (Villa) | Putzfassade mit außerordentlich feinen Details wie zarte Putzfelderungen und Profile, Holzveranda zur Straße, erbaut für die Bankiersfamilie Meyer, baugeschichtlich von Bedeutung Die Sommervilla für den Bankier Max Meyer ist wohl in den 1860er Jahren erbaut. Darauf deuten der schlichte Baukörper und die außerordentlich feinen Details wie zarte Putzfelderungen und Profile, flache Stuckrosetten und der Stil des Porträtmedaillons im ersten Obergeschoss. Eine spätere Zutat ist die Holzveranda an der Straßenfront, auch die schöne, wohlerhaltene eiserne Einfriedung wurde erst 1887 errichtet. | 09296314 |
|                                         | Handschwengelpumpe mit Brunnenschacht und Abdeckplatte | Prinz-Eugen-Straße 19 (bei) (Karte)                   | um 1900 (Handschwengelpumpe) | auf dem Grundstückshof, ortsgeschichtlich von Bedeutung | 09292413 |
|                                         | Ehemaliges Landhaus, heute Teile eines Kath. Pfarrhauses sowie Toranlage | Prinz-Eugen-Straße 21 (Karte)                         | Ende 18. Jh./Anfang 19. Jh. (Wohnhaus), 1999 (Kopiebau) | zweigeschossiges ländliches Wohnhaus mit Mansarddach und überhöhtem Mittelgiebel, erbaut als Sommerhaus eines Leipziger Tuchfabrikanten, seit 1926 katholisches Pfarrhaus, ortsgeschichtlich von Bedeutung Ehemaliges Wohnhaus mit Toranlage und langgestreckten Seitengebäuden, seit 1927 Pfarramt der katholischen St. Bonifatius-Gemeinde. 1863 fügte der damalige Besitzer Conrad Alfred Thieme datiertÄ., Leipziger Kaufmann und Präsident der Handelskammer, auch durch seine Kunstsammlung bekannt geworden (1886 Stiftung von 66 Gemälden niederländischer Meister des 17. Jahrhunderts für das Kunstmuseum), an das bestehende spätbarocke Sommerhaus (Ansätze der gequaderten Lisenen noch erkennbar, vordere Räume als Enfilade angelegt) Erkervorbau und einen Küchenanbau mit Entresol (rechte Giebelseite). Im gleichen Jahr entstanden nach Plänen des Leipziger Architekten Moritz Münch (Ausführung: Julius Mosenthin) die Toranlage und die langgestreckten Seitengebäude. Hier befanden sich die Küche, eine Badestube und Latrine, der Pferdestall für 4 Pferde, die Wagenremise und im Obergeschoss die Kutscherwohnung. Alle Gebäude sind in ihrer Substanz erhalten, wenn auch ihrer ursprünglichen Fassadengliederung beraubt, die mit horizontaler Putznutung das Hauptgebäude mit Tor und Nebenanlage zu einer Einheit verband. Die eiserne Einfriedung entstand 1887 unter dem neuen Besitzer Generalkonsul Rudolph Wachsmuth, Mitbegründer der Leipziger Immobiliengesellschaft, Direktor der Allgemeinen Deutschen Kreditanstalt, der das nördlich anstoßende Gelände an der Biedermannstraße hinzukaufte, auf dem 1929/30 die Bonifatius-Kirche erbaut wurde. | 09296312 |
| Direkt Bild zu diesem Denkmal hochladen | Villa mit Einfriedung und Garten | Prinz-Eugen-Straße 23 (Karte)                         | um 1884 (Villa) | Putzfassade mit Klinkergliederung, auf geschnitzten Konsolen ruhender Giebelbalkon, baugeschichtlich von Bedeutung Das Grundstück an der Einmündung zur Probstheidaer Straße gehörte 1884 Mauermeister Adolf Nolte, der im gleichen Jahr die benachbarte Villa Probstheidaer Straße 1 für den Universitätsprofessor Braune gebaut hat. Trotz der insgesamt etwas lebhafteren Gestaltung: der quadratische Baukörper zeigt mit weit vorkragenden Dach, dem ungewöhnlichen, auf geschnitzten Konsolen ruhenden Giebelbalkon, Holzveranden und -balkons, Klappläden und umlaufenden profilierten Ziegelbändern eine Tendenz zum Landhausstil - ist die Handschrift unverkennbar die gleiche wie dort. Die wohl um 1884 von Nolte gebaute Villa kam wenig später in den Besitz der Verlegerfamilie Brandstetter (genannt Degener). | 09296311 |
|                                         | Pfarrhaus, mit Garten und Einfriedung | Prinz-Eugen-Straße 25 (Karte)                         | 1875 (Pfarrhaus) | Putzbau auf quadratischem Grundriss, flacher Seitenrisalit mit Stufengiebel, Eingang mit hölzerner Laube, baugeschichtlich und ortsgeschichtlich von Bedeutung Pfarrhaus der Gemeinde Connewitz, 1878 auf dem ehemaligen Dorfplatz errichtet. Schlichter Bau auf quadratischem Grundriss, an der Westseite ein zweiachsiger flacher Seitenrisalit mit Stufengiebel. Profiliertes Gurt- und Schlußgesims, die Fenster ursprünglich mit Sandsteineinfassungen und Stichbögen. An der Südseite Eingang mit hölzernem Laubenvorbau. Ziegelmauer als Einfriedung im teil. | 09296646 |
|                                         | Villa mit Nebengebäude, Garten, Einfriedung und Toranlage | Prinz-Eugen-Straße 28 (Karte)                         | 1894 (Villa), 1913 (Stall/Remise) | Putzfassade, Giebel mit Zierfachwerk, im Landhausstil, nach Plänen des Architekten Max Pommer für den Bankier Oscar Adolph Meyer erbaut, baugeschichtlich und ortsentwicklungsgeschichtlich von Bedeutung Villa im Landhausstil, 1894 nach Plänen von Max Pommer für den Bankier und Handelsrichter Oscar Adolph Meyer erbaut (s. auch Prinz-Eugen-Straße 19). Putzbau mit ziegelumrahmten Fenstern, vorgeblendetem Zierfachwerk (die Ringe ein in den 1890er Jahren beliebtes Motiv) und Balkonloggien unter dem vorkragenden Dach der nördlichen und westlichen Giebel. Der vor allem nach Westen und Süden durch hölzerne Terrassen und Pergolen geöffnete Bau hat durch die 1933 erfolgte massive Umbauung der Eingangszone und anstoßenden offenen Veranda etwas von seinem ausgeprägten Landhauscharakter verloren. 1913 entstand nach Plänen von Peter Dybwad, dem Architekten des Bankhauses Meyer am Thomaskirchhof, das zweigeschossige Stall-Remisen- und Garagengebäude mit Kutscherwohnung im Mansardgeschoss und die Einfriedung, von der die originalen Pfeiler erhalten sind. | 09296313 |
|                                         | Mietshaus in offener Bebauung sowie seitliche Toreinfahrt, Pergola und Garage | Prinz-Eugen-Straße 29 (Karte)                         | 1934 (Mietshaus) | Putzfassade mit Erkern, Satteldach mit Treppengiebeln und dichtstehenden Schleppgaupen, im traditionalistischen Stil der Zeit, baugeschichtlich von Bedeutung Nach Abriss des Klepzigschen Gutes, einem der letzten Connewitzer Dreiseithöfe, ließ der Baumeister Herbert Heine 1934 ein Mietshaus nach Plänen des Architekten Ernst Riedel errichten. Mit seinem leicht überhöhten Baukörper, den Treppengiebeln, Erkerchen und dichtstehenden Schleppgaupen, sowie dem fleckig strukturiertem Putz zeigt der Bau noch typische Merkmale der Mietshausarchitektur der zwanziger Jahre. Kontrastierend zum Putzbau sind Sockel, Torpfeiler (mit Pergola überdacht) und der Garagenbau im Hof. | 09295965 |
|                                         | Villa mit Einfriedung und Garten | Prinz-Eugen-Straße 31 (Karte)                         | 1898 (Villa) | historisierende Putzfassade mit Zierfachwerk im ortsüblichen Landhausstil mit weit vorkragendem Giebeln, erbaut für den Fabrikanten Carl Richter, baugeschichtlich von Bedeutung Für Carl Richter, Mitinhaber der Gasmesserfabrik Schirmer, Richter und Co., baute Maurermeister Heinrich Bruno Oelschlegel (bzw. Sohn Otto Oehlschlegel) die Villa, an deren Stelle bis 1896 das Gärtnerhaus und die gläsernen Treibhausanlagen des Bankiers Schulz gestanden hatten. Das Haus im ortsüblichen Landhausstil mit weit vorkragendem Giebel an der südlichen Schauseite und Zierfachwerk in der Traufzone und den - und Westgiebeln. Das Erdgeschoss mit Eckquaderung und der ebenfalls hier häufig anzutreffenden horizontalen Spundierung. Ursprünglich Terrasse mit Freitreppe und Pergola im Einzug zwischen Hauptbau und westlichem Vorbau und Holzveranda an der Gartenseite. Eingang an der Nordseite. Die Innenräume um eine zentrale Diele angeordnet, seit den sechziger Jahren als Kinderhort genutzt. um zentrale Diele angeordnet. | 09295964 |
| Direkt Bild zu diesem Denkmal hochladen | Försterei mit Garten, Einfriedung und Toreinfahrt sowie zwei Gedenktafeln | Prinz-Eugen-Straße 32 (Karte)                         | 1911 (Forsthaus), bezeichnet 1588 (Prorphyrtuffplatten) | Putzfassade mit Krüppelwalmdach, hübsche Reformstil-Architektur, Gedenktafeln Porphyrtuffplatten bezeichnet 1558, baugeschichtlich und ortsgeschichtlich von Bedeutung Nach Abbruch des alten, traufständig zur Straße stehenden Försterhauses ließ die Stadt Leipzig 1911 vom Hochbauamt neue Pläne für ein Forsthaus ausarbeiten. Der in seinen Grundzügen erhaltene Bau hat durch die Rekonstruktion der Klappläden und der bis zur zweiten Etage reichenden Spaliere seinen spezifischen „Forsthaus“-Charakter wieder erhalten. Die Längsseiten sind mit Eckpavillon, Eingangsveranda und Giebel etwas lebhafter angelegt. | 09295966 |
|                                         | Villa mit Einfriedung und Toreinfahrt | Prinz-Eugen-Straße 33 (Karte)                         | 1904 (Villa) | Putzfassade mit polygonalem Vorbau zur Straße, im Jugendstil, erbaut für die Witwe des Amtshauptmanns Platzmann, baugeschichtlich von Bedeutung Villa, 1904 von Otto Peter für die Witwe des Amtshauptmanns Platzmann gebaut. Der schlichte quadratische Bau mit weit vorkragendem Flachdach, polygonalem Vorbau und asymmetrisch angefügter, ursprünglich offener Veranda erhält durch wenige schöne Details wie den beiden anstelle von Gurt- und Traufgesims gesetzten gemalten Friesen und den Jugendstilgittern an Freitreppe, Balkon und Einfriedung seine zurückhaltende Eleganz. | 09295963 |
| Direkt Bild zu diesem Denkmal hochladen | Wohnhaus, drei Seitengebäude und Toreinfahrt einer ehemaligen Gutsanlage | Prinz-Eugen-Straße 34 (Karte)                         | um 1525 (Klostergut), 1909 (Pächterhaus), 1884 (Ställe) | mit langgestreckten ehemaligen Stallgebäuden und barockisierenden ehemaligem Pächterhaus, Toreinfahrt Ziegelpfeiler mit Sandstein-Stadtwappen, baugeschichtlich und ortsgeschichtlich von Bedeutung Die Gebäude des ehemaligen Ritter- und späteren Klostergutes sind in ihrer langen Geschichte mehrfach erneuert worden. Die Stallanlagen, die jetzt den großen Wirtschaftshof begrenzen, entstanden 1884. Es sind eingeschossige Putzbauten auf Bruchsteinsockel mit Lisenengliederung und abschließenden Ziegellagen in Sägezahnfries. Auch die Toranlage mit Leipziger Stadtwappen an den Ziegelpfeilern stammt aus dieser Zeit. Etwa um 1909 wurde das Pächterhaus neu errichtet. Der zweigeschossige Bau mit Krüppelwalmdach und geschweiftem Giebel, der ursprünglich ein prächtiges Portal, Fensterrahmungen, Putzspiegel und Ecklisenen besaß, war typisch für die Hinwendung zum Neobarock, die bei Leipziger Bauten dieser Zeit zu beobachten ist. | 09296650 |
|                                         | Villa mit Einfriedung | Prinz-Eugen-Straße 35 (Karte)                         | 1900–1901 (Villa) | Klinker-Putz-Fassade, Hauptfront mit Loggia und rundem Eckturm, erbaut für die Privata Constanze Tauchnitz, Architekt: Rudolf Vogel, Hannover, baugeschichtlich von Bedeutung Rudolf Vogel, ein Architekt aus Hannover, entwarf 1900 die Pläne für das Wohnhaus von Constanze Tauchnitz. Die Grundform der kleinen „Damenvilla“ ist mit Eckturm und steilem Dach malerisch konzipiert. In gewissem Gegensatz stehen dazu die großflächig angelegten Material- und Farbkontraste: über hellem Sockel zieht sich ein breites Ziegelband um das obere Drittel der Fassade, das Fenster- und Bogenöffnungen ausspart und einen Teil des Turmes miteinbezieht. (Die Wirkung ist leider durch spätere „Riemchen“-Verblendung der Loggia beeinträchtigt.) Auch das Dach mit verschiedenartigen Ziegeln spielt Farb- und Formkontraste aus. Die Giebelseite nimmt mit Holzschindel- verblendung, angedeuteten schmaler „Fachwerk“-Streben und einem hölzernen, überdachten Eingangsvorbau Landhauselemente auf. Wie der Außenbau zeigt auch die Grundrissgestaltung ein sehr individuelles Eingehen auf die Vorstellungen der einstigen Bewohnerin. | 09295962 |
| Weitere Bilder                          | Villa (mit Ausstattung) sowie Vorplatz und Villengarten (mit Anschluss an den benachbarten Garten des Lindenhofes) | Prinz-Eugen-Straße 40 (Karte)                         | bezeichnet 1906 (Villa), 1908 (Relief) | repräsentatives Gebäude im Stil eines englischen Landhauses, mit einer Fassade aus Hausteinmauerwerk und Fachwerk, mit originaler Ausstattung, entworfen von dem Architekten Peter Dybwad für Martin Erich Schulz, Direktor der Deutschen Bank in Leipzig, baugeschichtlich, kunstgeschichtlich und ortsgeschichtlich von Bedeutung Villa, nach Abriss des Staubschen Gutes 1906 von Peter für Martin Erich Schulz, Direktor der Deutschen Bank, erbaut. In Grundriss und Außenbau ist das Vorbild englischer Landhäuser klar ersichtlich: Der langgestreckte Bau mit drei verschieden breiten und tiefen Risaliten und Quergiebeln, mit bewegter Dachlandschaft und einer Fassade aus Hausteinmauerwerk und Fachwerk, mit Erkern, hölzerner Loggia und offener Vorhalle ist ausgesprochen malerisch angelegt. Dem „Cottage-Typ“ entspricht auch die äußerlich erkennbare Trennung von Wohn-Wirtschaftsteil, die innere Verbindung zwischen beiden durch einen Gang vom Vestibül aus und die Lage des Speisezimmers an diesem Gang. Die große Diele befindet sich an der Vorderfront, wobei die Treppenanlage im Außenbau durch den zweigeschossigen Fenstererker kenntlich gemacht ist. Das Vestibül mit Wandbrunnen und Bronzerelief von Matthieu Molitor, Diele, Herren- und Speisezimmer mit Kassettendecke zwischen Balken, das Herrenzimmer mit Holztäfelung ausgestattet. Die Villa liegt hinter einem einst gärtnerisch gestalteten Vorhof, das Stall- und Remisengebäude an der vorderen Grundstücksgrenze ist kriegszerstört. Rückseitig schloss sich ein über 4000 m² großes, nach einem Teich abfallendes Wiesen- und Parkgelände an, das sich panoramaartig vor der großen Terrasse, welche die Rückseite des Hauptgebäudes einnimmt, ausbreitete. | 09296308 |
|                                         | Mietshaus in offener Bebauung, mit Einfriedung | Prinz-Eugen-Straße 41 (Karte)                         | 1911 (Mietshaus) | zeittypische Putzfassade, Reformstil-Architektur, baugeschichtlich von Bedeutung Erste Pläne für sein Mietshaus ließ der Maurermeister Hermann Freiberg von Otto Scharenberg, dem Erbauer der benachbarten Schule, die Freiberg ausgeführt hatte, entwerfen. Mit zierlicher, schmuckreifer Fassade lagen sie noch in der Tradition des späten Jugendstils. Ein neues Projekt schuf Otto Gerstenberger in zeitgemäßeren, vereinfachten Formen. Der umfangreiche Bau erhält durch die breiten, in den Vorgarten ragenden Vorsprünge und das ausgebaute Dachgeschoss zusätzliche Wohnfläche für die jeweils zwei unterschiedlich großen Wohnungen. Während die oberen Geschosse durch Lisenen vertikal zusammengefasst sind, war das heute glatte Erdgeschoss an den Giebel- und Frontseiten durch Spaliere gegliedert. | 09296310 |
| Direkt Bild zu diesem Denkmal hochladen | Einzeldenkmale der Sachgesamtheit: Herrenhaus, Nebengebäude, Toreinfahrt sowie Wohngebäude (sogenanntes Turmhaus) einer Hofanlage sowie als Rondell gestalteter Innenhof und Villengarten (siehe auch Sachgesamtheitsdokument – Obj. 09303850, gleiche Anschrift) | Prinz-Eugen-Straße 42 (Karte)                         | 1802 (Gut), 1792 (Herrenhaus), bezeichnet 1679 (Ofenplatten), 1792 (Nebengebäude), 1875–1877 (Turmhaus/Neues Herrenhaus) | Hofanlage mit klassizistischem Herrenhaus und gründerzeitlichem hochaufragendem Gebäude (sogenanntes Turmhaus), neben der Toreinfahrt am Nebengebäude zwei gusseiserne Ofenplatten (bezeichnet 1679), baugeschichtlich und ortsgeschichtlich von Bedeutung Sogenannter Lindenhof, ehemaliges Landgut am Ende einer Sackgasse, bestehend aus altem und neuem Herrenhaus und Stallgebäude, um einen Hof mit baumbewachsenem Rondell angeordnet. Toranlage mit Kugelaufsätzen. Das zweigeschossige Gebäude an der Nordostseite des Hofes wurde wohl 1792 als Sommerhaus für den Leipziger Verleger Friedrich Weygand, dem Erstherausgeber von Goethes „Werther“, gebaut. Der langgestreckte Bau mit gleichmäßiger Fensterreihung und flachem Walmdach, streng symmetrisch angelegt, mit betonter Geschossteilung und siebenachsigem Mittelrisalit, der wiederum durch einen dreiachsigen Eingangsrisalit geteilt wird, ist einer der letzten rein klassizistischen Bauten in Leipzig. Er ist nach Leerstellung vom Verfall bedroht. In den 1830er Jahren gelangte das umfangreiche Landgut in den Besitz des Leipzigers Bankiers Wilhelm Seyfferth, bzw. von dessen Tochter Johanna (Johanna-Park). Sein Schwiegersohn und Teilhaber Dr. Gustav Schulz ließ 1875 den Stall rechts von der Toranlage umbauen und anstelle der alten Scheune an der Südseite des Hofes durch Maurermeister Steib eine neue Villa erbauen. Das sogenannte Turmhaus (angebauter Turm an der Westseite) ist durch Neuverputz, Abtragen der Turmhaube und der Holzveranda auf der großen gartenseitigen Terrasse entstellt. In die Außenmauer des Stallgebäudes sind zwei gusseiserne Ofenplatten (16. Jahrhundert) eingemauert. Ursprünglich gehörte zum Lindenhof ein Park, der sich bis zur Eisenbahnlinie im Süden, und zur Bornaischen und Probstheidaer Straße im Osten und Norden erstreckte. (Denkmaltopographie Bundesrepublik Deutschland, Denkmale in Sachsen, Stadt Leipzig, Südliche Stadterweiterung, 1998) | 09296655 |
| Direkt Bild zu diesem Denkmal hochladen | Sachgesamtheit Lindenhof: Herrenhaus, Nebengebäude, Toreinfahrt sowie Wohngebäude (sogenanntes Turmhaus) einer Hofanlage sowie als Rondell gestalteter Innenhof und Villengarten (Einzeldenkmale, siehe Einzeldenkmalliste – Obj. 09296655, gleiche Anschrift) | Prinz-Eugen-Straße 42 (Karte)                         | 1792 (Landsitz), 1875–1877 (Turmhaus) | Hofanlage mit klassizistischem Herrenhaus und gründerzeitlichem hochaufragendem Gebäude (sogenanntes Turmhaus), neben der Toreinfahrt am Nebengebäude zwei gusseiserne Ofenplatten (bezeichnet 1679), großer Villengarten in der Mühlpleißenaue, baugeschichtlich und ortsgeschichtlich von Bedeutung Sogenannter Lindenhof, ehemaliges Landgut am Ende einer Sackgasse, bestehend aus altem und neuem Herrenhaus und Stallgebäude, um einen Hof mit baumbewachsenem Rondell angeordnet. Toranlage mit Kugelaufsätzen. Das zweigeschossige Gebäude an der Nordostseite des Hofes wurde wohl 1792 als Sommerhaus für den Leipziger Verleger Friedrich Weygand, dem Erstherausgeber von Goethes „Werther“, gebaut. Der langgestreckte Bau mit gleichmäßiger Fensterreihung und flachem Walmdach, streng symmetrisch angelegt, mit betonter Geschossteilung und siebenachsigem Mittelrisalit, der wiederum durch einen dreiachsigen Eingangsrisalit geteilt wird, ist einer der letzten rein klassizistischen Bauten in Leipzig. Er ist nach Leerstellung vom Verfall bedroht. In den 1830er Jahren gelangte das umfangreiche Landgut in den Besitz des Leipzigers Bankiers Wilhelm Seyfferth, bzw. von dessen Tochter Johanna (Johanna-Park). Sein Schwiegersohn und Teilhaber Dr. Gustav Schulz ließ 1875 den Stall rechts von der Toranlage umbauen und anstelle der alten Scheune an der Südseite des Hofes durch Maurermeister Steib eine neue Villa erbauen. Das sogenannte Turmhaus (angebauter Turm an der Westseite) ist durch Neuverputz, Abtragen der Turmhaube und der Holzveranda auf der großen gartenseitigen Terrasse entstellt. In die Außenmauer des Stallgebäudes sind zwei gusseiserne Ofenplatten (bezeichnet 1679) eingemauert. Ursprünglich gehörte zum Lindenhof ein Park, der sich bis zur Eisenbahnlinie im Süden, und zur Bornaischen und Probstheidaer Straße im Osten und Norden erstreckte. (Denkmaltopographie Bundesrepublik Deutschland, Denkmale in Sachsen, Stadt Leipzig, Südliche Stadterweiterung, 1998) | 09303850 |
| Direkt Bild zu diesem Denkmal hochladen | Doppelmietshaus (Bornaische Straße 110 und Prinz-Eugen-Straße 43) in offener Bebauung mit Vorgarten an der Prinz-Eugen-Straße | Prinz-Eugen-Straße 43 (Karte)                         | 1935–1936 (Doppelmietshaus) | zeittypischer Putzbau, Eckbetonung durch Balkon, baugeschichtlich von Bedeutung Auf dem Eckgrundstück, gegenüber dem Connewitzer Bahnhof gelegen, stand zunächst nur ein kleines Verkaufsgebäude, wohl eher als Kiosk anzusprechen. Ein 1909 initiiertes Bauvorhaben blieb unausgeführt. Auch 1933 von dem Architekten Ernst Riedel eingereichte Pläne für Kleinwohnungen kamen nicht zur Umsetzung. Erst 1935–1936 kam der heutige Bau zu stehen, vom vorgenannten Architekten mit überarbeitetem Entwurf betreut und durch die Unternehmung von R. Julius Alexander Schulz finanziert. Der Inhaber des Baugeschäftes Aug. Richter, Maurermeister Paul Körner, übernahm Ausführung und die Verbauung der von der Leipziger Westend-Betonwerk GmbH gelieferten Eisenbetonstürze. Ein im September 1940 eingereichter Garagenbau erfuhr im Januar 1942 wegen des “bestehenden Neubauverbotes” baupolizeiliche Versagung. Ausgesprochen modern ist der Erstentwurf, mit konkav verbrochener Ecke nebst Vorfahrt für motorisierte Fahrzeuge und etwas zurückgesetztem Obergeschoss. Mit den eingereichten Tekturen trat eine gewisse Biederheit in den Vordergrund, nicht aber der Verzicht auf eine gediegene Ausstattung. Es gliedern u. a. Keramikfliesen an den Hauseingängen und Eisenklinker im Sockelbereich sowie einige Eisengitter den Bau. Im Jahr 1966 übrigens wurde im Haus Bornaische Straße 110 eine Konsum-Verkaufsstelle erwähnt. Städtebaulich gegenüber dem Connewitzer Bahnhof, in unmittelbarer Nähe zur Bornaischen Brücke und am oberen Ende der ehemaligen alten Dorfstraße (heute Prinz-Eugen-Straße) gelegenes Doppelhaus mit stadtteilentwicklungsgeschichtlicher Bedeutung. LfD/2013 | 09304424 |
|                                         | Villa mit Garten, Einfriedung und Toreinfahrt | Prinz-Eugen-Straße 44 (Karte)                         | bezeichnet 1896 (Villa) | Klinkerfassade mit hohem Bruchsteinsockel und Turm, Giebel mit Schwebewerk, im Stil des Historismus, erbaut für die Braumeisterswitwe E. Offenhauer, baugeschichtlich von Bedeutung Die Villa für die Braumeisterswitwe E. Offenhauer entstand 1896 als erster Bau an dem erst kürzlich erfolgten Durchbruch zur Bornaischen Straße. Architekt war Otto Peter. Der Ziegelbau auf hohem Bruchsteinsockel (mit Hausmeisterwohnung) auf quadratischem Grundriss mit einander durchdringenden Risaliten an jeder Front. Der Eingangsrisalit mit kurzem Turm, im südlichen Risalit der Dienstboteneingang, rechts davon der Wirtschaftstrakt. Die Innenräume um eine zentrale Diele angeordnet. Veranden an den eingezogenen Außenfronten der - und Südseite. Das vorkragende Dach in den Giebeln mit Schwebewerk. Die eiserne Einfriedung zwischen Ziegelpfen gut erhalten. | 09296309 |
| Direkt Bild zu diesem Denkmal hochladen | Wohnhaus in offener Bebauung, mit Hausgarten, Pergola und Einfriedung | Prinz-Eugen-Straße 54 (Karte)                         | 1932–1933 (Wohnhaus) | kubischer Bau mit asymmetrischem, leicht vorspringenden und überhöhtem Eingangstrakt, flachem Pultdach, Fensterbändern, im Stil der Moderne, Architekt: Philipp Peter, baugeschichtlich und wissenschaftlich von Bedeutung In seiner kühlen Sachlichkeit und funktionalen Klarheit ist das 1932 entworfene Wohnhaus des Architekten Philipp Peter einer der wenigen konsequent durchgeführten Wohnbauten des Bauhaus-Stils in Leipzig. Es fügt sich zusammen aus zwei klar voneinander abgesetzten Funktionsteilen: dem zweigeschossigen Querriegel mit überdachtem Eingang und Treppenhaus und einem zurückgesetzten, etwas niedrigeren längsrechteckigen Flügel, der die Wohnbereiche enthält. Der Längsbau fällt pultartig nach hinten ab und schließt dabei die östliche Terrassenmauer mit ein. Die beiden Fensterbänder im Längsflügel kennzeichnen Wohn- und Schlafräume, die kubische Geschlossenheit des Eingangstraktes wird an der Giebelseite nur durch drei Öffnungen: Kreis, Schlitz, Quadrat, unterbrochen. Eine Pergola bildet die östliche Gartenbegrenzung, der in quadratische Felder geteilte Eisengeflechtzaun an der Straßenfront, der die Struktur des Hauses unterstrich, ist nur noch in den Torsegmenten erhalten. Die Fenster besaßen den gleichen hellen Kalkanstrich wie das Haus, auch die Fensterläden waren weiß gestrichen. | 09296660 |
| Direkt Bild zu diesem Denkmal hochladen | Mietshaus einer Wohnanlage (bauliche Einheit mit Bornaische Straße 112/114), mit Vorgarten | Prinz-Eugen-Straße 56 (Karte)                         | bezeichnet 1937 (Mietshaus) | traditionalistische Putzfassade mit Graffiti, siehe auch Bornaische Straße 112/114, baugeschichtlich von Bedeutung siehe Bornaische Straße 112–114 | 09295994 |
|                                         | Villa mit Garten | Probstheidaer Straße 1 (Karte)                        | 1884 (Villa) | Putzbau mit Bruchsteinsockel, vorkragendes flaches Zeltdach, an der Hofseite originale Bemalung am Drempelgeschoss, im Stil des Historismus, baugeschichtlich von Bedeutung Zweigeschossige, in den kubischen Formen eines südländischen Landhausstiles durch den Maurermeister Adolf Nolte 1884 für Professor Christian Wilhelm Braune errichtete Villa. Putzbau mit Sandstein- und Stuckgliederungen und hohem bruchsteinverkleideten Sockel. Über dem Hauptgesims ein niedrigeres Attikageschoss mit Zwillingsfenster, die Flächen zwischen den Fenstern mit Bemalung, die sich noch an der Rückseite erhalten hat. Darüber ein stark vorkragendes Zeltdach mit geringer Neigung. Der Eingang seitlich rechts mit Aussentreppe, rückseitig auf gemauertem Sockel eine Veranda mit Zugang zum Garten. Im Souterrain Dienstbotenwohnung, Küche, Vorratskeller und Waschküche, im Erdgeschoss Speisezimmer und Repräsentationsräume, das Obergeschoss mit Bad, Schlaf- und Arbeitszimmer. Drei weitere Zimmer im Attikageschoss. | 09296368 |
| Direkt Bild zu diesem Denkmal hochladen | Wohnhaus in offener Bebauung, mit Einfriedung | Probstheidaer Straße 3 (Karte)                        | Mitte 19. Jh. (Bauernhaus) | Putzfassade, eines der größeren Bauernhäuser nahe dem alten Dorfkern Connewitz, ortsentwicklungsgeschichtlich von Bedeutung Zweigeschossiges, um die Mitte des 19. Jahrhunderts errichtetes Bauernhaus als traufständiger Putzbau mit Sandsteingliederungen und Satteldach. Die Giebelfronten mit Halbrundfenstern. Als Einfriedung ein Holzstaket mit Sandsteinpfen. Eines der größeren der Bauernhäuser, die ab den 1830er Jahren außerhalb des alten Ortskernes entstanden. | 09296014 |
| Direkt Bild zu diesem Denkmal hochladen | Mietshaus in geschlossener Bebauung | Probstheidaer Straße 7 (Karte)                        | 1901 (Mietshaus) | Klinkerfassade mit Sandstein-Gliederungen, baugeschichtlich von Bedeutung Mit Nummer 9 und 11: Drei 1901 nach Plänen des Architekten Heinrich Lindemann zusammen mit der angrenzenden Bebauung Biedermannstraße 107–109 für den Tischlermeister Robert Klepzig errichtete viergeschossige Mietshäuser. Klinkerfassaden mit Sandsteingesimsen, Stuckgliederungen und verputzten Sockelzonen. Die Eingänge nahezu mittig, in den Hausfluren Ornamentfliesen und Stuckdekor in Jugendstilformen, bei Nummer 7 mit gut erhaltener Ausmalung. Nummer 11 mit originaler Ladenfront. In den Geschossen jeweils zwei Wohnungen. | 09296266 |
| Direkt Bild zu diesem Denkmal hochladen | Doppelmietshaus in geschlossener Bebauung | Probstheidaer Straße 9; 11 (Karte)                    | 1901 (Doppelmietshaus) | mit originalem Laden bei Nummer 11, zeittypische Klinkerfassade, baugeschichtlich von Bedeutung s. Nummer 7 | 09296013 |
| Direkt Bild zu diesem Denkmal hochladen | Zwei Mietshäuser einer Wohnanlage | Probstheidaer Straße 13; 15 (Karte)                   | 1933–1934, Nummer 13 (Mietshaus), 1933–1934, Nummer 15 (Mietshaus) | siehe auch Bornaische Straße 90–102, Putzfassade mit Ziegelsockel und Ziegeleinfassungen der Eingänge, baugeschichtlich von Bedeutung siehe Bornaische Straße 90–102, Nummer 15 Sanierung, Dachgeschossaus- und Balkonanbau 1999–2000 durch arena wohnbau GmbH in Leipzig nach Planentwurf von dem Architekten und Ingenieur Hochbau Andreas Rother aus Nürnberg. | 09295991 |
| Direkt Bild zu diesem Denkmal hochladen | Einzeldenkmal o. g. Sachgesamtheit: Lebensmittelladen (siehe auch Sachgesamtheitsdokument – Obj. 09294096, Burgstädter Straße 2–22) | Probstheidaer Straße 21 (Karte)                       | 1930–1931 (Laden) | Putzfassade mit Ziegelsockel, im Stil der Moderne, Teil der Wohnanlage Kohrener Straße, Narsdorfer Straße und Burgstädter Straße, baugeschichtlich von Bedeutung | 09295999 |
| Direkt Bild zu diesem Denkmal hochladen | Einzeldenkmal o. g. Sachgesamtheit: Mehrfamilienhaus einer Wohnanlage (siehe auch Sachgesamtheitsdokument – Obj. 09304096, Burgstädter Straße 2–22) | Probstheidaer Straße 23 (Karte)                       | 1935–1936 (Mehrfamilienwohnhaus) | Putzfassade mit Klinkergliederung, zwischen modernem und traditionalistischem Stil, Teil der Wohnanlage Kohrener Straße, Narsdorfer Straße, Burgstädter Straße, baugeschichtlich von Bedeutung | 09296783 |
| Direkt Bild zu diesem Denkmal hochladen | Einzeldenkmal o. g. Sachgesamtheit: Mehrfamilienhäuser einer Wohnanlage (siehe auch Sachgesamtheitsdokument – Obj. 09304096, Burgstädter Straße 2–22) | Probstheidaer Straße 25; 27; 29 (Karte)               | 1935–1936 und bezeichnet 1935, Mietshauszeile (Mehrfamilienwohnhaus) | Putzfassade mit Klinkergliederung, zwischen modernem und traditionalistischem Stil, Teil der Wohnanlage Narsdorfer Straße, Kohrener Straße und Burgstädter Straße, baugeschichtlich von Bedeutung | 09296504 |
| Direkt Bild zu diesem Denkmal hochladen | Doppelmietshaus in ehemals geschlossener Bebauung in Ecklage | Probstheidaer Straße 30; 30a (Karte)                  | 1902 (Doppelmietshaus) | Klinkerfassade mit einfachen Stuckgliederungen, baugeschichtlich von Bedeutung Dreigeschossiges Doppelmietshaus in abgefaster Ecklage zur Klemmstraße, errichtet 1902 nach Plänen des Architekten F. Otto Gerstenberger für Maurermeister Julius Illge (Nummer 30) und Johann Schinköthe (Nummer 30a). Das Erdgeschoss verputzt mit Nutung, die Obergeschosse klinkerverkleidet mit einfachen Stuckgliederungen. Das Eckhaus Nummer 30a mit vierläufiger Haustreppe und drei Wohnungen pro Geschoss, in den Geschossen von Nummer 30 jeweils zwei Wohnungen. | 09296000 |
| Direkt Bild zu diesem Denkmal hochladen | Doppelmietshaus in halboffener Bebauung | Probstheidaer Straße 34; 36 (Karte)                   | 1905 (Doppelmietshaus) | historisierender Putzbau mit prächtiger Jugendstildekoration, ein Erker bei Nummer 34 und geschweifter Giebel an Nummer 36, baugeschichtlich von Bedeutung Mit Nummer 38–40: Vier dreigeschossige, 1904–1905 nach Plänen des Architekten Hans Knoblauch für den Kunst- und Handelsgärtner Emil Damm auf dem ehemaligen Gärtnereigelände errichtete Mietshäuser. In der ursprünglichen Konzeption als von Ecktürmen eingefasster Wohnblock mit einer Abfolge regelmäßiger Klinkerputzfassaden, deren Mittelachsen von segmentbogigen durchfensterten Giebeln überhöht werden, wurden lediglich die beiden früheren Häuser Nummer 38 und 40 ausgeführt. Bei den anschließend errichteten, insgesamt reicher und feingliedriger gestalteten Putzbauten Nummer 34 und 36 der Baugedanke einer Asymmetrie vorherrschend, indem die Obergeschosse durch breite Putzstreifen nach Art einer rhythmischen Travee vertikal untergliedert werden. Die sich daraus ergebene Verschiebung des Erkers bei Nummer 34 und des geschweiften Giebels an Nummer 36 von der Mittelachse steht in reizvollem Kontrast zu den rundbogigen, in der Gebäudemitte sitzenden Eingängen. Die Hausflure mit Ornamentfliesen, Windfangtür und Stuckdekor, bei Nummer 36 und 38 als malerische, Mädchen, Kinder und Tiere in einer Landschaft zeigende Stuckfriese, bei Nummer 34 und 36 als zarte Stuckranken. In den Geschossen und im Dachgeschoss pro Haus jeweils zwei Wohnungen. | 09296274 |
| Direkt Bild zu diesem Denkmal hochladen | Doppelmietshaus in halboffener Bebauung | Probstheidaer Straße 38; 40 (Karte)                   | 1904–1905 (Doppelmietshaus) | originelle Klinker-Putz-Fassade, Nummer 40 mit Eckturm, baugeschichtliche Bedeutung s. Nummer 34–36 | 09296273 |
| Direkt Bild zu diesem Denkmal hochladen | Hofer Brücke; Schlachthofbrücke: Auffahrtsrampe einer Straßenbrücke über eine Eisenbahnstrecke und Brückenbogen in Richtung Kreuzung Zwickauer Straße | Richard-Lehmann-Straße (Karte)                        | 1912 (Straßenbrücke) | westliche Auffahrt vor Richard-Lehmann-Straße 114–116 und Bogen der Brücke am Zugang zum Kleingartenverein, im Zusammenhang mit dem Bau der Technischen Messe errichtet, Muschelkalkverkleidung und Geländer, die Seiten der Auffahrt mit Stadtwappen, der Brückenbogen mit Technikraum im westlichen Brückenpfeiler, ortsgeschichtlich und verkehrsgeschichtlich von Bedeutung | 09296212 |
| Direkt Bild zu diesem Denkmal hochladen | Wohnhaus in offener Bebauung, mit Garten und Einfriedung | Richard-Lehmann-Straße 8 (Karte)                      | 1928–1929 (Wohnhaus) | zeittypische Putzfassade, baugeschichtliche und stadtteilentwicklungsgeschichtliche Bedeutung Bauleitung, Statik und Entwurf für das Einfamilienhaus von Mathilde Mäckel übernahmen die Raschwitzer Architekten Fischer & Fiedler, Ausführung 1928–1929 durch die Firma des Baumeisters Curt Mißbach, Unternehmen für Hoch-, Tief- und Betonbau. Auf den Plänen ist der ursprüngliche Bauherr, der Prokurist Prof. Alfred Mäckel, namhaft. 2003 Antrag für Sanierung und Neubau Balkon mit Treppe in den Garten. Kompakt und elegant zugleich wirken die Entwürfe für den Landhausbau mit verputzen Fassaden, Kunststeingliederungen, Balkongeländern und Fensterklappläden, Akzente setzt die schmale Haustürrahmung mit Art-Déco-Schlussstein sowie ein halbrund vortretender Standerker an der Südseite. Über eine kleine Vorhalle im Erdgeschoss Zugang zur Garderobe und Diele, über die Küche, Speise-, Herren- und Damenzimmer zugänglich waren, zudem Klosett und Veranda. Darüberliegend Elternschlafzimmer, Zimmer für Tochter und Söhne, Frühstückszimmer, Ankleide und Bad. Im Dachgeschoss Mädchenkammer und zwei Fremdenzimmer sowie Bad/WC, im Keller waren unter anderem ein Raum für Blumen vorgesehen und eine Garage eingebaut. Baugeschichtlich und insbesondere wegen der Ortsrandlage ortsteilentwicklungsgeschichtlich von Bedeutung. LfD/2012 | 09299389 |
| Direkt Bild zu diesem Denkmal hochladen | Villa mit Garten und Einfriedung | Richard-Lehmann-Straße 12 (Karte)                     | 1912–1913 (Villa) | Putzfassade, Reformstil-Architektur, erbaut für den Bildhauer Albrecht Leistner, baugeschichtlich und personengeschichtlich von Bedeutung, Seltenheitswert Für den Bildhauer Karl Albrecht Leistner entstand in den Jahren 1912/1913 das “Eigen- und Atelierhaus” nach Entwurf des Architekten Walter Gruner. In die Ausführung teilten sich Baumeister und Königlich-Sächsischer Baurat Otto Enke (Eisenbetonbau Leipzig) sowie Baumeister Otto Hauschild. An das zweigeschossige verputzte Eckwohnhaus mit ausgebautem Dachgeschoss fügt sich seitlich gen Osten hin ein Atelieranbau. Dessen Traufgesims mit einfachen Konsolsteinen läuft als Sohlbankgesims am Wohngebäude weiter, wodurch dieses sehr gedrungenen wirkt. Im Werkstattbau zwei unterschiedlich große Künstlerräume neben Radierstube, Empfangsstube und Kammer, straßenseitige Vorgärten und an der Rückseite Garten mit nach Süden abfallendem Geländeniveau. Eine bauzeitliche, ausgeprägte Berücksichtigung des Freiraums belegen die bisher erschlossenen Quellenmaterialien (Bauakte, Gemälde von Leistner im Bestand des Stadtgeschichtlichen Museums Leipzig), welche mit der architektonischen Gestaltung des Baukörpers korrespondierte bzw. sich in Rankgittern an der Fassade fortsetzen sollte. Der heutige Zustand des Gartens lässt keine sichere Einschätzung zum tatsächlichen Realisierungsgrad ursprünglicher Absichten zu, Relikte der früheren Ausstattung stellen einige Altbäume dar. Im Erdgeschoss des Wohnteils Musik-, Speise- und Damenzimmer, Windfang, Diele, Garderobe und Austritt auf eine kleine Terrasse, das Obergeschoss mit drei Räumen, Mädchenkammer, Bad und Ankleidezimmer. Der Keller nahm neben Heizung und Kohlenkeller auch Waschhaus und Plättstube auf sowie Leutestube, Kochküche, Anrichte, Spülküche. Großartiges Privat- und Arbeitsgrundstück eines bedeutenden Leipziger Künstlers, Seltenheitswert, Erinnerungs- und Geschichtswert. LfD/2012, 2015 | 09296900 |
|                                         | Villa mit Garten, Pflasterung des Hauszuganges und Einfriedungsmauer | Richard-Lehmann-Straße 14 (Karte)                     | 1912–1914 (Villa) | Putzfassade mit übereck gestellten eingeschossigen Vorbauten an den Gebäudekanten, für den Bankdirektor und Justizrat Dr. Paul Harrwitz errichtete, Reformstil-Architektur, baugeschichtlich von Bedeutung 1912–1914 nach Plänen des Architekten Heinrich Mossdorf für den Bankdirektor und Justizrat Dr. Paul Harrwitz (1851–1912) errichtete Villa. Bedingt durch den Tod des Bauherrn geriet das Bauprojekt noch 1912 ins Stocken und wurde ab 1913 in reduzierter Form bei Weglassung des ursprünglich vorgesehenen Dachausbaus für seine Witwe fortgeführt. Der Hauptbau als zweigeschossiger Baukörper mit hohem Souterrain, übereck gestellten eingeschossigen Vorbauten an den Gebäudekanten zur Windscheidstraße, rundbogigem, ornamental verziertem Portal und hohem Walmdach. Rechts angrenzend ein eineinhalbgeschossiger Anbau mit Einliegerwohnung, rückseitig ein eingeschossiger, abgeschrägter Vorbau mit Veranda und Terrasse. Das Souterrain mit Wirtschaftsräumen. Im Erdgeschoss um eine zentrale Diele angeordnet vier Zimmer, Küche und Anrichte, im Obergeschoss sechs Zimmer, Ankleide, Bad und Kaffeeküche. Der umgebende Garten mit altem Baumbestand, von der Einfriedung sind Sockel und Pfen original. Heutige Nutzung als Kindergarten. | 09296252 |
| Weitere Bilder                          | Hochschulgebäude und vier die Baumeister Erwin von Steinbach, Lotter, Pöppelmann und Semper zeigende Büsten im Treppenhaus | Richard-Lehmann-Straße 32 (Karte)                     | 1913 (Hochschule) | langgestreckter Baukörper mit Mittelrisalit, Eckturm mit Sandstein-Erker, im Reformstil der Zeit um 1910, baugeschichtlich und ortsgeschichtlich von Bedeutung, (Erweiterungsbau siehe Karl-Liebknecht-Straße 132) Hochschule für Technik, Wirtschaft und Kultur, ehemals Königliche Baugewerkeschule, errichtet 1913 nach Plänen des Architekten Richard Thiele im Auftrag des Königlichen Landbauamtes. Dreigeschossiges zweiflügeliges Schulgebäude als Putzbau mit sandsteinverkleidetem Sockel, die langgezogene 27-achsige Hauptfront zur Richard-Lehmann-Straße durch einen Mittelrisalit mit erhöhtem Dachaufsatz untergliedert. An der Straßenecke zur Karl-Liebknecht-Straße städtebaulich dominierend ein Eckturm mit barockisierender Haube und Erker. Mit barocken Anklängen auch die vertikalgegliederten Fronten des Mittelrisalites und des fünfachsigen Seitenflügels zur Karl-Liebknecht-Straße wie auch die Mansarddächer. Seitlich rechts enthält der Mittelrisalit einen sandsteinverkleideten, portalartig mit abgestuften Gewänden, hochovalem Oberlicht und geschwungenem Abschluss in strengen Jugendstilformen gestalteten Eingang, flankiert von zwei unbekleideten, Baugewerbe und Auftraggeber versinnbildlichen Gestalten. Der Sockelbereich mit Durchfahrt von der Karl-Liebknecht-Straße, zwei Wohnungen und Aufenthaltsräumen. In den Geschossen eine einhüftige Grundrissaufteilung mit rückwärtig verlaufenden kreuzgratgewölbten Korridoren, an denen die Sammlungsräume, Vortrags- und Unterrichtszimmer liegen. Das dritte Obergeschoss des Flügels zur Karl-Liebknecht-Straße enthielt ursprünglich die Aula. Im Treppenhaus vier von dem Bildhauer P. Pöppelmann geschaffene Baumeisterbüsten, die die Erwin von Steinbach, Hieronymus Lotter, Matthäus Daniel Pöppelmann und Gottfried Semper zeigen. (Erweiterungsbau s. Karl-Liebknecht-Straße 132). | 09296253 |
| Direkt Bild zu diesem Denkmal hochladen | Verwaltungsgebäude (Anschriften: Karl-Liebknecht-Straße 143, Eichendorffstraße 9/11 und Richard-Lehmann-Straße 34) | Richard-Lehmann-Straße 34 (Karte)                     | 1913–1915 (Verwaltungsgebäude) | langgestrecktes, repräsentatives Gebäude mit halbrundem Risalit, Fassade mit Werksteinverkleidung und figürlichen Reliefs, Architekten: Gustav Hänichen und Heinrich Tscharmann, Dresden, im Reformstil der Zeit um 1910, baugeschichtlich, kunstgeschichtlich und ortsgeschichtlich von Bedeutung Ehemalige Teutonia-Versicherung, errichtet 1913–1915 nach Plänen der Architekten Gustav Hänichen und Richard Tscharmann für die Teutonia-Versicherungsaktiengesellschaft in Leipzig. Dreiflügeliges Verwaltungsgebäude mit langgestreckter Front zur Karl-Liebknecht-Straße. Über der gequaderten Sockelzone eine vertikalgegliederte Werksteinfassade mit Attikageschoss und halbrund vorstehendem Mittelrisalit, der das über eine Außentreppe erreichbare Portal enthält. Das Portal mit antikisierendem Porträtkopf im Halbprofil. Der Mittelrisalit wird durch Pilaster, Tiermasken und dekorativ mit Bogenfeldern ausgestaltete Fenster hervorgehoben, über den Erdgeschossfenstern des Hauptflügels handwerkliche Tätigkeiten zeigende Medaillons. Die beiden Seitenflügel zu Richard-Lehmann-Straße und Eichendorffstraße weniger durchgestaltet und im Dachbereich für die Aufnahme von Wohnungen ausgebaut. An der Rückseite des Hauptflügels analog zu dem Risaliten der Vorderfront ein gerundet vortretender Treppenhausvorbau mit Marmortreppe. Die Innenaufteilung der Geschosse doppelhüftig mit Mittelkorridoren, der Mittelrisalit im Erdgeschoss enthält ein ovales Vestibül. In der ursprünglichen Nutzung im Erdgeschoss Büroräume und Fernsprechzentrale, während die Seitenflügel jeweils eine Wohnung enthielten. Das erste Obergeschoss mit Büros, Buchhaltung und Ärztezimmer sowie einem von zwei Direktorenzimmern flankierten Sitzungssaal im Mittelrisalit. Zweites Ober- und Attikageschoss mit Großraumbüros und jeweils einer Wohnung. Zwei weitere Wohnungen sowie Archivräume im Dachgeschoss. Die Erreichbarkeit der Geschosse war neben dem Treppenhaus durch vier elektrische Aufzüge gewährleistet. 1923 Verkauf des Gebäudes an die Reichsfinanzverwaltung, anschließend Nutzung als Landesfinanzamt. LfD/1998 | 09296654 |
| Direkt Bild zu diesem Denkmal hochladen | Wohnheimgebäude (mit Speisesaal-Anbau) und Grünfläche mit Einfriedungsmauern | Richard-Lehmann-Straße 36 (Karte)                     | 1931 (Wohnheim) | quer zur Straße stehendes Wohnheimgebäude mit Einraumwohnungen an Korridoren, mit sechs Garagen im Souterrain, Eingang in einem abgewinkelten eingeschossigen Anbau, im traditionalistischen Stil, gestaltete Grünfläche mit Einfassungsmauern aus Basalt, ortsgeschichtlich und baugeschichtlich von Bedeutung Berufstätigenheim gemeinnütziger Baugenossenschaften, errichtet 1931 als Gemeinschaftsunternehmen des Bauvereins zur Beschaffung preiswerter Wohnungen und der Baugenossenschaft Festbesoldeter nach Plänen der Architekten Baurat Walter Wiesinger, Max Schönfeld und Richard Edler. Das in Kammstellung zur Straße stehende viergeschossige Heimgebäude mit horizontaler Putzbänderung, bruchsteinverkleidetem Sockel (Basalt) und Walmdach. In seiner Mitte wird der langgestreckte Baukörper durch einen fünfgeschossigen, das Treppenhaus beinhaltenden Querriegel unterbrochen, westlich daran anschließend ein eingeschossiges Kasinogebäude mit Speisesaal. Ebenfalls an der Westseite weist der vordere Gebäudeabschnitt vortretende, im Nachhinein verglaste Balkone auf. Rückseitig an der Giebelfront zur Eichendorffstraße ein halbrunder Treppenhausvorbau. Die Innenaufteilung zweihüftig mit Einraumwohnungen an einem Mittelkorridor. In der Sockelzone zur seite hin eine Abfolge von Garagen, der Garagenhof wird wie die gestaltete Grünfläche an der Westseite von einer den Gebäudesockel fortsetzenden Basaltmauer eingefasst. | 09296330 |
|                                         | Mietshauszeile einer Wohnanlage, mit begrüntem Innenhof | Richard-Lehmann-Straße 44; 46; 48; 50; 52 (Karte)     | 1927 (Mietshaus) | Putzfassade in Art-Déco-Formen, mit Läden in Nummer 44 und 52 und Tordurchfahrt zwischen Nummer 46 und 48, siehe auch Arthur-Hoffmann-Straße 122/124 und 130 sowie Bernhard-Göring-Straße 125, baugeschichtlich und sozialgeschichtlich von Bedeutung Zwischen 1927 und 1937 errichtete der Bauverein zur Beschaffung preiswerter Wohnungen nach Plänen des Architekten Richard Thiele in dem Straßenviereck Richard-Lehmann-, Bernhard-Göring-, Gustav-Freytag- und Arthur-Hoffmann-Straße einen Block von viergeschossigen Putzbauten mit 393 Wohneinheiten. Als erstes entstand 1927 die Zeile an der Richard-Lehmann-Straße mit einer langgestreckten, durch erhöhte Eingangsachsen und diese flankierenden, spitz vortretenden Risaliten untergliederten Front. Abgeschlossen werden die Eingangsachsen durch Giebel, wobei jeder zweite Giebel von einem durchbrochenen, gerade schließenden Aufbau in Art-Déco-Formen überfangen wird. Die spitz vortretenden Risalite wie auch die Fassaden mit farbig abgesetztem geometrischen Putzdekor und zurückhaltenden Ziegelgliederungen, die Sockel ziegelverblendet. An der Straßenecke zur Bernhard-Göring-Straße ein massiverer Baukörper (Bernhard-Göring-Straße 125), dessen Erdgeschoss eine Ladenzone mit Arkaden enthält. Originale Ladenfronten sind ebenfalls in Nummer 44 und 52 erhalten. Zwischen Nummer 46 und 48 eine Durchfahrt, die Zugang zu einem begrünten Innenhof bietet. Rückseitig pro Haus ein leicht vortretender Risalit mit den Küchenaustritten. In den Geschossen pro Hauseingang jeweils zwei 86–88 m² große Wohnungen mit drei Zimmern, Kammer, Küche und Bad. Von der übrigen Bebauung des Blocks sind nach den Kriegszerstörungen nur noch Teile der bis 1930 fertiggestellten Zeile längs der Arthur-Hoffmann-Straße vorhanden. 1995 erfolgte eine Wiederherstellung der Farbfassung nach originalem Befund. Reizvoll im Straßenraum erscheint der Wechsel in der Farbgebung der spitz vortretenden Risalite mit einer Abfolge von jeweils zwei grün und zwei blau gefassten. Mit Arthur-Hoffmann-Straße Nummer 122–124 und 130 sowie Bernhard-Göring-Straße Nummer 125. | 09296331 |
| Direkt Bild zu diesem Denkmal hochladen | Mehrfamilienhäuser einer Wohnanlage und Freifläche | Richard-Lehmann-Straße 54; 56 (Karte)                 | 1927–1928 (Doppelmietshaus), 1927–1928, Freifläche (Garten) | zusammen mit Arthur-Hoffmann-Straße 139–155, Putzfassade, baugeschichtlich von Bedeutung siehe Arthur-Hoffmann-Straße 139–155 | 09296380 |
| Direkt Bild zu diesem Denkmal hochladen | Beamtenwohnhaus in offener Bebauung, mit Einfriedung | Richard-Lehmann-Straße 110 (Karte)                    | 1929–1930 (Beamtenwohnhaus) | errichtet als Beamtenwohnhaus für das städtische Gaswerk II, Putzfassade, Treppenhaus-Risalit mit beidseitig angrenzenden Balkonen, im Stil der Moderne, baugeschichtlich und ortsgeschichtlich von Bedeutung Viergeschossiges, 1929–1930 nach Plänen des Architekturbüros Bornmüller und Arzt errichtetes Beamtenwohnhaus des städtischen Gaswerkes II. Freistehender kubischer Baukörper mit Putzfassaden, an der Vorderfront beidseitig an einen Mittelrisalit angrenzende Balkone sowie Okuli und über Eck gestellte Fenster. Von der Traufe zurückgesetztes Walmdach. Rückseitig zwei Risalite mit geschlossenen Veranden. In den Geschossen jeweils zwei Wohnungen, links mit vier, rechts mit zwei Zimmern. Eine weitere Vier-Zimmer-Wohnung im Dachgeschoss. Die Rundfenster dienen zur Belichtung der Bäder und der Schlafzimmer. Ein rückseitiger Dachausbau von 1938. Um den Vorgarten eine Einfriedung als Eisenzaun auf Ziegelsockel mit Ziegelpfosten. | 09296657 |
| Direkt Bild zu diesem Denkmal hochladen | Beamtenwohnhaus in offener Bebauung, mit Einfriedung und Toreinfahrt | Richard-Lehmann-Straße 112 (Karte)                    | um 1915 (Mietshaus), 1929–1930 (Einfriedung) | errichtet als Beamtenwohnhaus für das städtische Gaswerk II, Putzfassade mit Ziegelsockel, Reformstil-Architektur, ortsgeschichtlich von Bedeutung Beamtenwohnhaus des zweiten städtischen Gaswerkes, errichtet um 1910/1915 als freistehender zweigeschossiger Putzbau mit hohem Ziegelsockel und steilem Mansarddach. Die drei Achsen links erhöht, an den Brüstungen kleine Antragsarbeiten in barockisierenden Formen. | 09296167 |
| Direkt Bild zu diesem Denkmal hochladen | Einzeldenkmale o. g. Sachgesamtheit: Gaswerk (Richard-Lehmann-Straße 114) mit zwei Gasbehältern (Gasometer 1 - Gebäude Nr. 123 und Gasometer 2 - Gebäude Nr. 125, zusätzliche Anschrift Arno-Nitzsche-Straße 35), Regulierungshaus mit Anbauten für Gasbehälter 1 (Gebäude Nr. 116 mit 114 und 115), Regulierungshaus für Gasbehälter 2 (Gebäude Nr. 124), Verwaltungsgebäude (Gebäude Nr. 202), alte Gasreinigung (Gebäude Nr. 218 und 220), neue Gasreinigung (Gebäude Nr. 230), neue Benzolanlage (Gebäude Nr. 229), Transformatorenstation (Gebäude Nr. 227), Werkstatt (Gebäude Nr. 222), Sozialgebäude (Gebäude Nr. 207), Ammoniaksalzfabrik (Gebäude Nr. 224), Wasserturm (Gebäude Nr. 105), Waschhaus (Gebäude Nr. 213), Wagenhalle (Gebäude Nr. 214), Feuerwache (Gebäude Nr. 217) und Einfriedungsmauer zur Richard-Lehmann-Straße (siehe auch Sachgesamtheitsdokument – Obj. 09296679)                             | Richard-Lehmann-Straße 114 (Karte)                    | 1882–1885 (Regulierungshaus f. Gasbeh. 1), 1882–1885 (Alte Gasreinigung, Geb. 218, 220), 1900 (Regulierungshaus f. Gasbeh. 2), 1903 (Ammoniaksalzfabrik, Geb. 224), 1909–1910 (Neue Gasreinigung, Geb. 230), 1941 (Neue Benzolanlage, Geb. 229) | Ziegelbauten, Verwaltungsgebäude und Gasbehälter mit mehrfarbigen Ziegelfassaden, Gasbehälter als Rundbauten mit Tambourkuppeln, baugeschichtlich, ortsgeschichtlich und industriegeschichtlich von Bedeutung Ehemaliges Städtisches Gaswerk II, ab 1929 Städtisches Zentralgaswerk. Zur Entlastung der ersten Gasanstalt an der Yorkstraße plante der Rat der Stadt Leipzig seit Ende der 1870er Jahre den Bau des neuen Werkes südlich der damaligen Leipziger Flurgrenze auf Connewitzer Gebiet. Das auf den Bau von Gaswerken spezialisierte Architekturbüro Oechelhäuser und Klönne in Berlin legte einen ersten Entwurf vor, auf dessen Grundlage der technische Inspektor und spätere Direktor der städtischen Gasanstalten, Georg Wunder, die auszuführende Planung schuf. Vorgesehen war eine Anlage, die im ausgebauten Zustand eine Tageshöchstleistung von 120.000 Kubikmeter erbringen sollte. Sie entstand in vier Bauabschnitten für jeweils ein Viertel der vollen Kapazität in den Jahren 1882–1885, 1888–1890, 1902–1905 und 1906–1910. Eine weitere Bauphase zur Errichtung von Verwaltungs- und Nebengebäuden sowie des Wasserturmes schloss sich bis 1914 an. 1934 erfolgte eine Erweiterung des Betriebsgeländes nach Süden, wo an der Arno-Nitzsche-Straße ein zweiter Eingang geschaffen wurde. Als Baugrundstück wurde ein langer Streifen südlich der heutigen Richard-Lehmann-Straße längs der Eisenbahnlinie nach Hof ausgewählt. Es lag zur Zeit der Errichtung der Gasanstalt noch außerhalb der Stadtgrenze, befand sich aber in städtischem Besitz. Eine Mittelachse wurde als Hauptverkehrsweg angelegt, westlich daran wurden Retortenhäuser, Werkstätten sowie Anlagen zur Gasreinigung und Gewinnung von Nebenprodukten, etwa von Benzol, errichtet, östlich Kohlen- und Lagerschuppen sowie Entgasungsanlagen. Zur Richard-Lehmann-Straße hin bildeten drei runde, ziegelgemauerte Gasbehälter von 1884 und 1900 den städtebaulich wirkungsvollen Auftakt der Anlage. Ein vierter ohne Ummauerung errichteter Behälter kam in den Jahren 1923–1925 hinzu. Die Gebäude waren zumeist in rotem Rohziegelbau mit sparsamer Gliederung ausgeführt. Nach FlächenAbrissen längs der Eisenbahngleise und dem Abgang von zwei der vier Gasbehälter konnte nur noch die Westhälfte des Geländes in größerem Umfang historische Bausubstanz bewahren. Auf Grund der stetigen Vergrößerung des Gaswerks wurde für den Betrieb des Geländes eine eigenständige Wasserversorgung notwendig. Dazu veranlasste das Betriebsamt der Stadt Leipzig 1912 den Bau eines Wasserturmes, mit dessen Ausführung die Firma Dyckerhoff und Widmann betraut wurde. Es handelt sich um einen Skelettbau, dessen tragende Teile als Eisenbetonkonstruktion ausgeführt und mit Ziegelmauerwerk gefüllt sind. Die eiserne Dachkonstruktion sowie den Hängebodenbehälter fertigte die Berlin-Anhaltische-Maschinenbau AG. Bis zur Oberkante des Wasserbehälters misst der quadratische Turm 31 Meter. Er ist bis auf das mit zwei vollplastischen Löwenskulpturen und dem Leipziger Stadtwappen bekrönte Eingangsportal schmucklos und weiß gefasst und war laut Bauplan ehemals mit einem oktogonalen Aufbau versehen. Dieser ist jedoch nicht erhalten und wurde durch ein flaches Zeltdach ersetzt. Der Turm besitzt als Teil der Sachgesamt des Städtischen Gaswerks II eine stadt- und technikgeschichtliche Bedeutung. LfD/2017 | 09296307 |
| Weitere Bilder                          | Sachgesamtheit Städtisches Gaswerk II, mit folgenden Einzeldenkmalen: Gaswerk (Richard-Lehmann-Straße 114) mit zwei Gasbehältern (Gasometer 1 - Gebäude Nr. 123 und Gasometer 2 - Gebäude Nr. 125, zusätzliche Anschrift Arno-Nitzsche-Straße 35), Regulierungshaus mit Anbauten für Gasbehälter 1 (Gebäude Nr. 116 mit 114 und 115), Regulierungshaus für Gasbehälter 2 (Gebäude Nr. 124), Verwaltungsgebäude (Gebäude Nr. 202), alte Gasreinigung (Gebäude Nr. 218 und 220), neue Gasreinigung (Gebäude Nr. 230), neue Benzolanlage (Gebäude Nr. 229), Transformatorenstation (Gebäude Nr. 227), Werkstatt (Gebäude Nr. 222), Sozialgebäude (Gebäude Nr. 207), Ammoniaksalzfabrik (Gebäude Nr. 224), Wasserturm (Gebäude Nr. 105), Waschhaus (Gebäude Nr. 213), Wagenhalle (Gebäude Nr. 214), Feuerwache (Gebäude Nr. 217) und Einfriedungsmauer zur Richard-Lehmann-Straße (siehe auch Einzeldenkmalliste – Obj. 09296307) | Richard-Lehmann-Straße 114 (Karte)                    | 1882–1885 (Gasbehälter 1), 1900 (Gasbehälter 2) | Ziegelbauten, Verwaltungsgebäude und Gasbehälter mit mehrfarbigen Ziegelfassaden, Gasbehälter als Rundbauten mit Tambourkuppeln, baugeschichtlich, ortsgeschichtlich und industriegeschichtlich von Bedeutung | 09296679 |
| Direkt Bild zu diesem Denkmal hochladen | Häuslerhaus | Roßmäßlerstraße 2 (Karte)                             | um 1820 (Häusleranwesen), um 1860, Anbau (Häusleranwesen) | Putzfassade, mit Nummer 4 eines der beiden letzten erhaltenen Häusleranwesen des Neudörfchens, sozialgeschichtlich von Bedeutung Nummer 2 und Nummer 4, die beiden letzten erhaltenen Häusleranwesen des Neudörfchens. Beide bestehen aus einem alten, wahrscheinlich um 1820 entstandenen eingeschossigem giebelständigen Lehmhaus und einem in den 1860er Jahren (bei Nummer 4: 1862) erbauten neueren Wohnhaus, das bei Nummer 2 an der Straßenseite, bei Nummer 4 an der Hofrückseite traufständig hinzugefügt wurde. Die alten Häuser enthalten jeweils einen Mittelflur mit Treppenstiege, dahinter die Küche und zu beiden Seiten eine Stube, wovon links eine Kammer abgetrennt ist. Der neuere Bau von Nummer 4, mit Zwerchhaus enthielt rechts Flur mit Treppe und Küche und links eine Stube. Daneben führte ein zweiter Eingang ins Waschhaus. Nummer 2 ist leerstehend und vom Verfall bedroht (1995). | 09295878 |
| Direkt Bild zu diesem Denkmal hochladen | Zwei Häuslerhäuser | Roßmäßlerstraße 4 (Karte)                             | um 1820 (Häusleranwesen), 1862 (Häusleranwesen) | eingeschossig, Putzfassade, mit Nummer 2 eines der beiden letzten erhaltenen Häusleranwesen des Neudörfchens, sozialgeschichtlich von Bedeutung Nummer 2 und Nummer 4, die beiden letzten erhaltenen Häusleranwesen des Neudörfchens. Beide bestehen aus einem alten, wahrscheinlich um 1820 entstandenen eingeschossigem giebelständigen Lehmhaus und einem in den 1860er Jahren (bei Nummer 4: 1862) erbauten neueren Wohnhaus, das bei Nummer 2 an der Straßenseite, bei Nummer 4 an der Hofrückseite traufständig hinzugefügt wurde. Die alten Häuser enthalten jeweils einen Mittelflur mit Treppenstiege, dahinter die Küche und zu beiden Seiten eine Stube, wovon links eine Kammer abgetrennt ist. Der neuere Bau von Nummer 4, mit Zwerchhaus enthielt rechts Flur mit Treppe und Küche und links eine Stube. Daneben führte ein zweiter Eingang ins Waschhaus. Nummer 2 ist leerstehend und vom Verfall bedroht (1995). | 09295879 |
| Direkt Bild zu diesem Denkmal hochladen | Mietshaus in geschlossener Bebauung konzipiert und Waschhaus im Hof | Roßmäßlerstraße 18 (Karte)                            | 1908 (Mietshaus) | Klinkerfassade, baugeschichtlich von Bedeutung 1908 von dem Architekten Carl Feistel für Hugo Richter erbaut. Schlichte Fassade in mehrfarbigen Ziegelverblendern, horizontal betont durch Gurtgesims und nur leichte Betonung der Mitte. Ursprünglich mit Laden (Bogensteine in 3./4. Achse). Ausstattung von Flur und Treppenhaus mit zum Teil figürlichen Stuckdekorationen und Deckenmalerei erhalten. Schlicht-schönes Türblatt. | 09295882 |
| Direkt Bild zu diesem Denkmal hochladen | Doppelmietshaus (mit Windscheidstraße 27) in ehemals geschlossener Bebauung und in Ecklage | Scheffelstraße 17 (Karte)                             | 1910–1911 (Doppelmietshaus) | Putzfassade mit zurückhaltend verwendetem Fassadendekor, mit Erkern und Balkons, Reformstil-Architektur, baugeschichtlich von Bedeutung Die Architekten Johannes Keiser und Hugo Keiser übernahmen das Grundstück, um ein repräsentatives Eckwohngebäude nach eigenen Entwürfen und unter eigener Bauleitung zu errichten. Betraut mit der Ausführung wurde Alfred Klingler aus Lindenau sowie das Decken-Baugeschäft der Baumeister Weineck & Kayser. Im September 1911 erfolgte die Schlussprüfung des im Juni des Vorjahres beantragten Hauses. Eine Erschließung der Wohnungen erfolgte über zwei Treppenhäuser, im Kellergeschoss Waschküche und Wirtschaftsdurchgang, unterm Dach eine Wohnung. Ab Sommer 1915 war das Grundstück im alleinigen Besitz des Architekten Johannes Berthold Keiser, später übernahmen W. Grahneis, Emilie Pauline Clara Grahneis geb. Wöckler (ab 1920), Kaufmann und Prokurist Ernst Otto Richter (1921), die Fa. Gebr. Dietze bzw. Fa. Louis Dietze OHG Obst- und Gemüsehandel. Der Bauantrag zum Jahresausklang 1993 wurde von Ralf Dietze gestellt und beinhaltete die umfassende Instandsetzung und Umbau, das Unternehmen erfuhr erst im Juli 1996 seine Fertigstellung. Hintergrund waren die größeren Beschädigungen durch Kriegszerstörung und Folgeschäden, insbesondere der bombengeschädigten beiden Obergeschosse. Bereits 1957 war das Projekt eines Wiederaufbaus durch den Architekten Wolfgang Lohmer in Bürogemeinschaft mit Alfred Uttecht vorgelegt worden, dem 1961 ein neuerlicher Wiederaufbauantrag folgte – beide Bauanträge erfuhren keine Umsetzung. Erker und eine bewegte Dachlandschaft kennzeichnen den wirkungsvollen Reformstilbau mit Putzfassaden und zurückhaltend verwendetem Fassadendekor. Der Sockel besteht größtenteils aus Sandsteinquadern über Granitschwelle, die Ecke besitzt einen großzügigen Ladeneinbau. Hauseingangstüren und die Ausstattung der unteren Etagen ist erhalten. Wirkungsvoller Eckbau, baugeschichtlich und ortsteilentwicklungsgeschichtlich an der Nahtstelle zwischen geschlossenen Mietshausquartieren und freizügiger Villen- und Siedlungshausbebauung von Bedeutung. LfD/2013 | 09296392 |
| Direkt Bild zu diesem Denkmal hochladen | Mietshaus in geschlossener Bebauung | Scheffelstraße 18 (Karte)                             | um 1907 (Mietshaus) | Putzfassade mit Stuckdekor und Erkern, Reformstil-Architektur, baugeschichtlich von Bedeutung Das Mietshaus in ursprünglich geschlossener Bebauung, wohl um 1907 erbaut nach dem zu dieser Zeit üblichen asymmetrischen Erkerschema und sorgfältig mit Baudekor in nachlebenden Jugendstilformen (Kränze, Medaillons, Dämonenmasken) versehen. Ungewöhnlich ist die Abtrennung und dekorative Betonung des oberen Erkergeschosses mit lebensgroßen halbplastischen weiblichen Trägerfiguren. Das Portal in roter Porphyrrahmung mit Steinmetzarbeiten, der Hausflur mit Marmortreppe, Lisenengliederung und jeweils fünf fast vollplastischen Putten am Ansatz des kassettierten Tonnengewölbes. | 09296415 |
| Direkt Bild zu diesem Denkmal hochladen | Mietshaus in ehemals geschlossener Bebauung | Scheffelstraße 21 (Karte)                             | 1908 (Mietshaus) | mit Laden und mit Hausdurchfahrt, Putzfassade, Reformstil-Architektur, baugeschichtlich von Bedeutung Zum 1908 für den Architekten Gustav Schlieder nach Plänen von Martin May erbaute Mietshaus gehörte das noch bestehende Hofgebäude mit Bäckerei (Laden im Vorderhaus). Das um diese Zeit aufkommende „Piano-System“ mit zwei verschieden breiten Giebeln über den Erkern, von denen einer BalkonAbschluss besitzt,belebte die Dachlandschaft und bot zusätzlichen Wohnraum. Ähnlich wie beim Nachbarbau war auch hier die Fassade durch reliefierte Putzfelder gestaltet und die Vertikale durch Eckquaderung der Erker betont. Diese elegante Fassadengliederung ist durch den Anstrich kaum noch wirksam. | 09296414 |
| Direkt Bild zu diesem Denkmal hochladen | Mietshaus in geschlossener Bebauung | Scheffelstraße 23 (Karte)                             | 1909 (Mietshaus) | mit Laden, Putzfassade mit Erkern, Reformstil-Architektur, baugeschichtlich von Bedeutung 1908 vom Zimmermeister und Bauunternehmer Franz Dietze erbautes Mietshaus mit zeittypischer großzügiger Fassade: Über dem zart gefugten Naturstein-Sockel sind die Obergeschosse durch schlanke polygonale Erker zusammengefasst, glatte Putzspiegel und Fensterrahmungen vor dunklerem Rieselputz strukturieren die Fassadenhaut. Die großzügigen Grundrisse dieses Haustyps enthalten Bäder im tiefen und breiten rückseitigen Treppenhaus-Vorsprung. | 09296426 |
| Direkt Bild zu diesem Denkmal hochladen | Mietshaus in geschlossener Bebauung | Scheffelstraße 27 (Karte)                             | 1912 (Mietshaus) | Putzfassade, Reformstil-Architektur, baugeschichtlich von Bedeutung 1912 nach Plänen des Architekten Albert Hadley für Wilhelm Schössling erbaut. Das viergeschossige Mietshaus besitzt einen für die Zeit typischen,überhöhten fünfgeschossigen Fassadenteil und eine hohe spundierte Erdgeschosszone. Die Obergeschosse sind durch flache Lisenen zwischen den Fensterachsen zusammengefasst. Giebel und Haustür schmückt ein ovales Ochsenauge. | 09295892 |
| Direkt Bild zu diesem Denkmal hochladen | Fabrikgebäude in rückwärtiger Lage (Scheffelstraße 30a/30b) und weiteres Fabrikgebäude im Hof (Scheffelstraße 30, auf winkelförmigem Grundriss) sowie Hofpflasterung (Kochstraße 122) | Scheffelstraße 30; 30a; 30b (Karte)                   | 1910–1911 (Fabrikgebäude), 1910–1911 (Fabrikgebäude) | Fabrikbauten mit zeittypischen Klinkerfassaden, Gebäude der wohl bedeutendsten deutschen Firma für gesunde Ernährung und Bekleidung, baugeschichtlich und firmengeschichtlich von Bedeutung In den Bauakten sind der Kaufmann Hermann Sand und Otto Friedrich Dürr als Besitzer des Grundstückes an der Ecke zur Scheffelstraße namhaft. Am 2. Juni 1906 wird von August Leo Maximilian Montag (Max Montag) aus Borsdorf ein Vorprojekt für Wohnhaus und Fabrik – entworfen von dem Leutzscher Architekten und Baumeister Kurt Sennewald – eingereicht. Unter Rückgriff auf dieses Vorprojekt wird am 19. März ein Bauantrag durch den neuen Besitzer Paul Erich Garms - Inhaber der Deutschen Reformwaren-Werke Thalysia - eingereicht. Der aus Ostpreußen gebürtige Garms interessierte sich für naturnahe Lebensweise und gesunde Ernährung, entwickelte seine Verkaufsunternehmungen zur respektablen Reformwarenfirma Thalysia und gründete einen eigenen Verlag, in dem zu Werbezwecken Handbücher und Ratgeber zu gesunder Lebensweise erschienen. Somit kann Paul Erich Garms gemeinsam mit seiner ebenfalls sehr umtriebigen Gattin Amalie als ein Wegbereiter der Reformhaus-Bewegung bzw. der heutigen Ökoindustrie gelten. Ein Firmenbogen der 1888 gegründeten Firma wirbt mit zwölf eigenen Reformhaus-Filialen in deutschen Großstädten, 35 Anschluss-Reformhäusern, 60 Allein-Vertretungen und Auslandsaktivitäten in verschiedenen europäischen Ländern und Argentinien. Zunächst Ablehnung des von Baumeister und Architekt Max Lorenz gezeichneten Fabrikbau-Entwurfs, Einreichung geänderter Pläne im Mai 1910. Erteilung der Baugenehmigung am 28. Juli des Jahres für zwei Vorderwohngebäude, ein Fabrikgebäude und ein Stallgebäude. Die Fa. Eisenbeton-Konstruktionen und Beton-Brunnen Johann Odorico aus Dresden zeichnet für Entwurf und Ausführung der Säulenfundamente verantwortlich. Der Aufzug durch die bekannte Fa. Unruh & Liebig, die schmiedeeiserne Treppe durch Fa. Münch & Richter. Fertigstellung des Fabrikgebäudes im Mai 1911. Im März 1912 erfolgte die Schlussabnahme der viergeschossigen Wohngebäude an der Kochstraße, die mit Ausnahme der Kellerräume und des Erdgeschosses kriegszerstört sind. Die wirkungsvollen Mietshäuser mit einheitlicher Fassadengestaltung, großer Durchfahrt zur Andienung des rückwärtig gelegenen Fabrikgebäudes und Kontorräumen im Erdgeschoss (Umzug aus Peterskirchhof 7). Verantwortlicher Architekt auch hier Max Lorenz, Architektur- und Ingenieur-Büro Leipzig, Bayerschestraße 102. Der wirkungsvolle gelbe Klinkerbau der Fabrik ist komplett als Stahlbetonkonstruktion errichtet worden, die verwendeten dicken Moniereisen zeigen Parallelen zum nur wenig später erbauten Kino in der heutigen Wolfgang-Heinze-Straße 12a (UT Connewitz). Die Stahlbetondecken weisen eine Dicke von ca. 24 Zentimetern auf, die soliden Stützkonstruktionen ermöglichen eine großzügige Belichtung durch große Fensterflächen. Der sowohl mit der vorderen Fassade als auch auf der Rückseite um eine Fensterachse zurückspringende Mitteltrakt ist einschließlich des nutzbaren Souterrains viergeschossig, die sich gleichsam anschmiegenden Seitentrakte mit jeweils drei Vollgeschossen. Schräge Dachfenster ermöglichten gute Fabrikationsbedingungen auch im Dachbereich. LfD/2008                                                                    | 09301892 |
| Direkt Bild zu diesem Denkmal hochladen | Mietshaus in halboffener Bebauung und in Ecklage | Scheffelstraße 35 (Karte)                             | 1899 (Mietshaus) | Ziegelverblender mit Putzgliederungen, Eckbetonung durch Erker, baugeschichtlich von Bedeutung 1899 für den Kaufmann Hermann König vom Architekten E. Eckardt errichtet. Sparsame und konventionelle Fassadengliederung mit Ziegelverblendern über Kissenquaderung, flachen Eckrisaliten und ausgeschiedenem Obergeschoss. Die verbrochene Ecke betont mit Kastenerker, der im obersten Geschoss in einen polygonalen Turmaufbau übergeht (Der bekrönende Turm mit Tambour und schlanker Haube entfernt).Im Souterrain Eckeingang zu Kellerwerkstatt. | 09296425 |
| Direkt Bild zu diesem Denkmal hochladen | Mietshaus in ehemals geschlossener Bebauung | Scheffelstraße 36 (Karte)                             | 1903–1904 (Mietshaus) | Klinkerfassade mit Stuckornamentik, baugeschichtlich bedeutsamer Mietshausbau im Spannungsfeld zwischen Historismus und Jugendstil 1903 für den Bauunternehmer Oskar Dossin von dem Architekten H. Heusing entworfen. Ein konventionelles Fassadenschema - Ziegel über genutetem Putzsockel, Andeutung von Seitenrisaliten, Fensterbedachungen mit Stuckfüllungen und schmuckreich betontes Schlußgesims- wird hier durch Umwandlung der Einzelformen ins „moderne“, das heißt Jugendstilige transponiert. Der Abbruch der filigranen schmiedeeisernen Balkons schädigte die flache und zierliche Fassade. | 09296424 |
| Direkt Bild zu diesem Denkmal hochladen | Mietshaus in halboffener Bebauung | Scheffelstraße 37 (Karte)                             | 1914 (Mietshaus) | Putzfassade, Reformstil-Architektur, baugeschichtlicher und ortsentwicklungsgeschichtlicher Wert Nachdem verschiedene Pläne vom Bauamt abgelehnt worden waren, konnte am 13. Mai 1914 eine Baugenehmigung für einen Entwurf des Architekten und Baumeisters Oscar Schade erwirkt werden, der auch die Bauleitung übernahm. Bauherr war Zimmermeister und Geschäftsinhaber Ferdinand Laußmann, die Ausführung der Massivdecken über dem Kellergeschoss sowie der Balkons besorgte Baumeister Otto Bergelt. Die Schlußabnahme des Mietshausbaues erfolgte am 17. September im Jahr der Antragstellung. 1948 Einreichung eines Projektes für den Einbau von drei Wohnungen im Dachgeschoss durch Architekt Erich Roesner. Den schlichten Putzbau in halboffener Bebauung akzentuieren neben dem Rundbogenportel des Hauszuganges ein zweigeschossiger Polygonalerker rechts und Loggien mit vorspringenden Brüstungen in der linken Gebäudeachse. Am Außenbau findet wenig Zierrat Verwendung, während das Innere mit einer reicheren Ausstattung aufwartet, drei Wohnungen je Etage. LfD/2008 | 09302298 |
| Direkt Bild zu diesem Denkmal hochladen | Mietshaus in halboffener Bebauung | Scheffelstraße 38 (Karte)                             | bezeichnet 1903 (Mietshaus) | Fassade mit üppiger Jugendstil-Dekoration, baugeschichtlich von Bedeutung 1903 von den Maurermeistern Anton und Hans Möbius als Spekulationsbau errichtet. Fassade im reinsten Jugendstil mit flachen üppigen Blütenfüllungen in den Brüstungsfeldern, Kränzen und dem bekannten Bandnudeldekor als Fensterrahmung vor einem mit delikatem Rieselputz abgesetztem Mittelteil. Besonderes Detail an den beiden äußeren Fenstern des Mittelteils im ersten Obergeschoss: die an den Kränzen naschenden Papageien. Im tiefen Hof befanden sich ursprünglich gestaltete Mietergärten mit Lauben. | 09296423 |
| Direkt Bild zu diesem Denkmal hochladen | Kinderheim mit Einfriedung | Scheffelstraße 42 (Karte)                             | 1901–1902 (Jugendheim/Kinderheim) | freistehender Bau, eine Seite mit halbrundem Abschluss, Putzfassade, ortshistorisch und baugeschichtlich von Bedeutung Im Auftrag des Vereins „Kinderheim“ schuf Max Pommer 1901 die Pläne für das auf städtischem Grund zu errichtente Heimgebäude. Der zweigeschossige, ursprünglich nur neunachsige Bau wird durch einen seitlichen angefügten Treppenturm erschlossen. Den größeren Teil der beiden Hauptetagen nahmen je zwei Schlafsäle für 45 bzw. 18 Kinder ein, während sich die Wirtschaftsräume im Souterrain, Pflege-, Isolier- und Arbeitszimmer im Dachgeschoss befanden. Der Neuverputz 1938 beseitigte die einstige Fassaden- gliederung: ursprünglich betonte eine bis zum Ansatz der Fensterbögen reichende Putzfugung die horizontale Gelagertheit des Baukörpers, die in der Dachzone von dem ebenfalls später verunklärten Fensterband zu Seiten des geschweiften Giebels aufgenommen wurde. Der östliche Anbau mit halbrundem Abschluss erfolgte 1906. Seit etwa 1960 dient das Gebäude als Kinderheim der Inneren Mission. | 09296422 |
| Direkt Bild zu diesem Denkmal hochladen | Mehrfamilienhaus (zusammen mit Gustav-Freytag-Straße 46–52) einer Wohnanlage, mit Einfriedung und Grünflächen | Scheffelstraße 45; 47; 47a (Karte)                    | 1935–1936 (Wohnblock) | Putzfassade mit Klinkersockel, Haustür-Portal Kunststeinrahmung, baugeschichtlich von Bedeutung | 09301280 |
| Direkt Bild zu diesem Denkmal hochladen | Mehrfamilienhäuser einer Wohnanlage, mit Vorgarten | Scheffelstraße 51; 53; 55; 57 (Karte)                 | 1930 (Wohnblock) | bildet eine Wohnanlage zusammen mit Arthur-Hoffmann-Straße 157–173 (Arthur-Hoffmann-Straße 167/169/171 kriegszerstört), traditionalistische Putzfassade, baugeschichtlich von Bedeutung siehe Arthur-Hoffmann-Straße 157–173 | 09296381 |
| Direkt Bild zu diesem Denkmal hochladen | Platzanlage | Selneckerstraße - (Karte)                             | 1929 (Stadt- und Siedlungsgrün) | Schmuckplatz vor dem Paul-Gerhardt-Haus (Kirchgemeindehaus, Selneckerstraße 7, siehe Objekt 09296413), mit Treppen und altem Gehölzbestand, ortsentwicklungsgeschichtlich und stadtgrüngeschichtlich von Bedeutung | 09292452 |
|                                         | Doppelmietshaus in halboffener Bebauung | Selneckerstraße 1; 3 (Karte)                          | 1929 (Doppelmietshaus) | traditionalistische Putzfassade, baugeschichtlich von Bedeutung Mit Wolfgang-Heinze-Straße 4/6: Wohnanlage Ecke Selnecker / Wolfgang-Heinze-Straße, erbaut 1928–1929 nach Plänen des Bauherrn, des Architekten Alfred Lingner. Die drei Häuser an der Selnecker Straße, dem leicht ansteigenden und an dieser Stelle etwas kurvigem Straßenverlauf folgend, hoch aufgesockelt, zur Kreuzung hin tiefengestaffelt und schmaler werdend. Nummer 1 und 3 durch stark betonte Horizontalgliederung - ursprünglich rote Putzstreifen vor gelblichem Grund über grauem Sockel - verbunden. Zeittypische breite Kastenfenster mit Gittersprossung, regelmäßig gereiht. Eingänge mit gratiger Rahmung, bei Nummer 3 durch Verdoppelung symmetrische Fassadenteilung. Der Eckbau fünfgeschossig mit hohem Giebel über den platzartigen Kreuzungsbereich des „Connewitzer Kreuz“ dominierend. (Ursprünglich mit drei spitzwinklig auslaufenden Blendbögen in Kolossalordnung noch stärkere Höhenwirkung). Fassade zur Wolfgang-Heinze Straße betont vertikal angelegt durch vier dreigeschossige Kastenerker. Drei schmale Gurtgesimse als zurückhaltende horizontale Zusammenfassung. Die im Rahmen des privaten Wohnungsbaus entstandene Anlage enthielt modern (mit Zentralheizung) ausgestattete Zwei-Drei- und Vier-Zimmerwohnungen. | 09296026 |
| Weitere Bilder                          | Mehrfamilienhäuser einer Wohnanlage, mit straßenseitigem begrünten Ehrenhof | Selneckerstraße 4; 6; 8; 10; 12; 14; 16; 18 (Karte)   | 1910–1911 (Mietshaus) | in Form einer Dreiflügelanlage, gegenüber der Paul-Gerhardt-Kirche, Putzfassade mit Laden, mit Loggien, Reformstil-Architektur, baugeschichtlich von Bedeutung Wohnanlage aus acht zusammenhängenden Einzelhäusern, 1911 nach Plänen der Architekten Theodor Kösser und Hans Böhme für den Bauverein zur Beschaffung preiswerter Wohnungen errichtet (Relief und Inschrift an der Ecke des westlichen Seitenflügels). Bei der in Form einer Dreiflügelanlage um begrünten Ehrenhof konzipierten umfangreichen Wohnanlage ist das Bemühen um Gruppierung, um Höhen- und Tiefenstaffelung und Auflockerung des Straßenraumes zu erkennen: Der von der Straße zurückgesetzte Mitteltrakt ist durch einen nach der Mitte zu gestaffelten Vorbau mit Loggien geöffnet, schräg gestellte Treppenhäuser mit säulenflankierten Eingängen verbinden ihn mit den kurzen Seitenflügeln, die durch ein ausgebautes Dachgeschoss mit den vierachsigen erhöhten Ecktrakten verbunden sind, welche die jeweils 17-achsigen Straßenfronten überragen. Auch diese im Ganzen etwas strenger wirkenden straßen- seitigen Fassaden sind durch verschieden breite Kasten- und Polygonalerker und Dachaufbauten belebt. Farbig abgesetzte Putzbänder verbinden in der Art einer Kolossalordnung drei Geschosse der überhöhten Ecktrakte, während die anstoßenden Fassaden kleinteiliger, auch mit plastischem Baudekor in den Erkern und heruntergezogenen verschieferten Erkerdächern usw. erscheinen. Die insgesamt Zwei- und Dreizimmerwohnungen sind groß und von einfacher Ausstattung, mit AWC im hinteren Treppenhausvorbau und je einem Gemeinschaftsbad für jedes Haus im Dachgeschoss. Im rechten Straßenflügel befindet sich ein Laden. Die Renovierung von 1993 hat durch zum Teil unlogische Farbgestaltung den Zusammenhang der Anlage verunklärt. | 09296420 |
| Weitere Bilder                          | Kirche (mit Ausstattung) und Kirchplatz mit Treppenanlage zum Gemeindehaus | Selneckerstraße 5 (Karte)                             | 1898–1900 (Kirche), 1900 (Kanzel), 1900 (Lesepult), 1900 (Taufe), 1972/1973 (Orgel) | Saalbau mit östlichem Turm und eingezogenem Chor, Putzbau mit Gliederungen aus Rochlitzer Porphyrtuff, architekturgeschichtlich und ortsbildprägend von Bedeutung Paul-Gerhardt-Kirche. Evangelisch-lutherische Pfarrkirche für Connewitz, errichtet 1898–1900 nach Plänen des Leipziger Architekten Julius Zeißig als Saalbau mit Turm und eingezogenem Chor auf dem im Verhältnis zur Selnecker Straße erhöht liegenden Gelände des alten Connewitzer Friedhofes, nachdem die an der heutigen Prinz-Eugen-Straße gelegene und 1902 abgerissene alte Pfarrkirche zu klein geworden war. Der Kirchenneubau erfolgte zusammenhängend mit dem 1892 in Angriff genommenen nördlichen Connewitzer Erweiterungsgebiet, in welchem er in seiner erhöhten Lage und mit seinem Turm eine städtebauliche Dominante darstellt. 1934 Benennung in Paul-Gerhardt-Kirche nach dem im 16. Jahrhundert lebenden Dichter protestantischer Kirchenlieder. In den Kriegsjahren 1943 und 1944 Beschädigung durch Luftangriffe, dabei Verlust der Glasfenster und der Innenausmalung. Eine neue Verglasung wurde 1953–1954 nach Entwürfen Max Alfred Brummes ausgeführt. 1981–1983 Aussenerneuerung, 1986 Neuausmalung teilweise in Anlehnung an die Erstfassung. Die Saalkirche in altdeutsch-renaissancehaften Formen als verputzter Ziegelbau mit Werksteingliederungen aus Rochlitzer Porphyr. An der östlichen Stirnseite der 60 Meter hohe, sich im Bereich der Schallarkaden leicht verjüngende Turm mit Krüppelwalmdach, über dem sich eine geschlossene Laterne mit geschweifter Kuppelhaube erhebt. Flankiert wird der Turm von zwei zurückspringenden Treppenhäusern mit Nebenportalen, über diesen ehemals Mosaiken der vier Evangelisten. An der Seite des Turmes ein Portalvorbau mit zwei Glasmosaiken nach Entwürfen von Professor Viktor Paul Mohn: im Tympanon eine Darstellung des einladenden Christus, im Giebelfeld ein Ecce Homo nach Guido Reni. Darüber die Inschrift „Christo in Ehren“ und ein reich ornamentiertes Steinkreuz. Das Innere als weiter stützenloser Saal mit Holzemporen und hölzerner Stichkappentonne, der annähernd quadratische Chorraum ist von einem verputzten Sterngewölbe bedeckt. Reste der originalen Innenausmalung noch an der Holztäfelung der Emporen vorhanden. Die Innenausstattung weitgehend aus Eichenholz durch den Leipziger Bildschnitzer Heinrich Behr gefertigt: der Altar von 1900 in byzantinischen Formen unter Verwendung eines das Abendmahl zeigenden Lindenholzreliefs von 1893, darüber ein Kruzifix, die Kanzel von 1890 ebenfalls in byzantinischen Formen, das Lesepult von 1900. Der aus Rochlitzer Porphyr gearbeitete Taufstein 1900 von Steinmetzmeister Hermann Hempel. Anstelle der ursprünglich vorhanden gewesenen Ladegast-Orgel nun eine Schuke-Orgel von 1973. | 09296421 |
|                                         | Kirchgemeindehaus (mit Ausstattung, bauliche Einheit mit Wohnhaus Brandstraße 40) und Einfriedungsmauern | Selneckerstraße 7 (Karte)                             | 1926–1927 (Gemeindehaus) | Putzfassade, mit hohem Treppengiebel, spitzbogiges Hauptportal, zweigeschossiger Saalbau, im Innern Art-Déco-Ausstattung, mit vorgelagerter Grünfläche und Treppe zur Kirche (siehe Objekt 09296421 und Objekt 09292452), kunsthistorisch, baugeschichtlich und ortsgeschichtlich von Bedeutung Gemeindehaus der Paul-Gerhardt-Gemeinde, 1926–1927 nach Plänen des Architekten Richard Wagner erbaut. Saalbau mit hohem Stufengiebel zur Brandstraße und der Längsseite zurückgesetzt hinter einer Grünanlage zur Selneckerstraße. Mit der höher gelegenen Kirche durch eine Treppenanlage verbunden. Das Pfarramt an den Saalgiebel zur Brandstraße gebaut. Hier Hauptportal, gerahmt mit Pfeilerbündeln auf dreieckigem Grundriss, darüber Aufsatz im „Zackenstil“. Sockel und Fensterrahmungen in Klinker. Der Saalbau mit schmalen hohen Fenstern im Ober- und Parabelbogenfenstern im Erdgeschoss. Auch der Saaleingang (mit St. Georg-Relief im Schlussstein) und die Fenster im Klinkersockel besitzen diese Parabelbogenform, eine zeittypische Verwandlung des gotischen Spitzbogens, der die sakrale Bestimmung des Bauwerks andeutet. Das langgestreckte Saalgebäude wird durch ein Querhaus, ebenfalls mit Stufengiebel, unterbrochen, das zwei kleine Konfirmandenräume enthält und mit einem niedrigeren Bühnenanbau abgeschlossen. Im Saalinneren art-déco - Schmuck an den Pfeilern der Halle und den Pilastern zwischen den hohen Fenstern. Die Grünanlage mit Ziegelmauern, Treppen und regelmäßiger Heckenbegrenzung im Stil den zwanziger Jahre erhalten. Insgesamt ist der Bau ein sehr charakteristisches Beispiel für eine Tendenz in der Leipziger Baukunst dieser Zeit, die die latent an den „gotischen“ Ziegelexpressionismus anknüpfte. Gemeindehaus ist ein für die zwanziger Jahre in Leipzig typischer B enthält und durch einen niedrigeren Bühnenanbau abgeschlossen. | 09296413 |
|                                         | Mietshaus in geschlossener Bebauung | Selneckerstraße 20 (Karte)                            | 1908 (Mietshaus) | Putzfassade mit Erker, Reformstil-Architektur, baugeschichtlich von Bedeutung Selneckerstraße Nummer 20, 22, 24, 26: Geschlossene Reihe von Mietshäusern bis zur Ecke Windscheidstraße, die sämtlich von März 1908 bis Januar 1909 von dem Maurer- und Zimmermeister Wilhelm Kother, der als Bauherr, Bauleiter, Ausführender und wahrscheinlich auch für die Planung zeichnet, ausgeführt worden sind. Alle Häuser wurden kurz nach Fertigstellung verkauft. Obwohl in den Details unterschiedlich, sind sie doch als zusammenhängende Reihe konzipiert. Bestimmend für den Gesamteindruck ist der betonte Vertikalaufbau der Fassaden mit den dreigeschossigen übergiebelten Erkern. Auch die Fassadendekoration bindet die Details, glatte und gekämmte Putzflächen, flach aufgelegte Rhomben, Kränze und Medaillons immer zu geradlinigen hochrechteckigen Formen zusammen. Zu dieser zarten Rechteckstruktur gehörten ursprünglich auch die Fenster mit Oberlichtsprossen. Das gleiche geradlinige Dekorationsprinzip findet sich in der erhaltenen Ausstattung der Flure und Treppenhäuser. | 09296419 |
|                                         | Mietshaus in geschlossener Bebauung | Selneckerstraße 22 (Karte)                            | 1908 (Mietshaus) | Putzfassade mit geometrischer Jugendstil-Dekoration, mit Erkern, Reformstil-Architektur, baugeschichtlich von Bedeutung s. Nummer 20 | 09296418 |
|                                         | Mietshaus in geschlossener Bebauung | Selneckerstraße 24 (Karte)                            | 1908 (Mietshaus) | Putzfassade mit geometrischer Jugendstil-Dekoration, mit Erkern, Reformstil-Architektur, baugeschichtlich von Bedeutung s. Nummer 20 | 09296417 |
|                                         | Mietshaus in ehemals geschlossener Bebauung und in Ecklage | Selneckerstraße 26 (Karte)                            | 1908 (Mietshaus) | Putzfassade, turmartige Eckbetonung, mit Erkern und Balkons, Reformstil-Architektur, baugeschichtlich von Bedeutung s. Nummer 20 | 09296416 |
| Direkt Bild zu diesem Denkmal hochladen | Kasernengebäude (Windscheidstraße 48) in offener Bebauung und in Ecklage, mit Seitentrakt (Selneckerstraße 28), sowie Vorgarten und Auffahrt | Selneckerstraße 28 (Karte)                            | 1937 (Kaserne) | traditionalistische Putzfassade der 1930er Jahre, zum Teil Werksteinverkleidung, ehemals mit Garagengebäude sowie zwei Offizierswohnhäusern an der Heilemannstraße, militärhistorisch, baugeschichtlich und ortsgeschichtlich von Bedeutung | 09296718 |
|                                         | Straßenpflaster, Straßenbahnschienen, Bordsteine und Mosaikpflaster der beiden Fußwege | Simildenstraße (Karte)                                | um 1880 (Pflaster) | Ergänzung und Bestandteil des Pferdebahndepots der Großen Leipziger Pferdebahn, verkehrshistorische Bedeutung | 09261282 |
| Direkt Bild zu diesem Denkmal hochladen | Mietshaus (Nr. 1) in offener Bebauung in Ecklage und Hinterhaus (Nr. 1a) | Simildenstraße 1; 1a (Karte)                          | 1877 (Mietshaus) | mit Laden, historisierende Putzfassade, Eckbetonung, baugeschichtlich von Bedeutung Das Eckhaus mit der Hauptfront zur Wolfgang-Heinze-Straße entstand 1877 nach Plänen des Architekten Moritz für den Sattlermeister Karl F. Michael. Wie die alte Hausnummer Chausseestraße Nummer 2 bezeugt, war es damals das zweite Haus an der Westseite der späteren Wolfgang-Heinze-Straße. Ähnlich wie die anderen älteren Eckhäuser (zum Beispiel Ecke Mathildenstraße) besitzt es einen Eckaufbau über flachem Walmdach und einen mit flachen Nutungen versehenen um die Ecke gezogenen Risalit, der durch Fensterbedachungen hervorgehoben ist. Das Obergeschoss mit zum Teil gekuppelten Dreipassfenstern knüpft an die bei Leipziger Bauten der Jahrhundertmitte häufig anzutreffende „venezianische“ Tradition an. Im Erdgeschoss befanden sich ursprünglich drei Läden mit „Gewölbe“, der Eingang befindet sich an der Rückseite. | 09295897 |
|                                         | Mietshaus (mit zwei Hausteilen) in geschlossener Bebauung und in Ecklage | Simildenstraße 2 (Karte)                              | 1888 (Mietshaus) | mit Tordurchfahrt und zwei originalen Ladenfronten, Eckbetonung, historisierende Putzfassade, baugeschichtlich von Bedeutung Das Eckhaus zur Wolfgang-Heinze-Straße 1888 für Robert Müller, Holzhändler und Gemeindeältester von Connewitz, gebaut. Der Flügel zur Simildenstraße durch Fassadenglättung verändert, ursprünglich wie der fünfgeschossige Trakt an der Hauptstraße mit zwei Gurtgesimsen und geraden Fensterbedachungen. Die Connewitzer Bauordnung schrieb vor der Eingemeindung keine „verbrochenen Ecken“ vor, deshalb findet sich am vierachsigen Eckrisalit nur eine leicht abgerundete Kante, flankiert von gequaderten Lisenen, die ursprünglich die Quaderung des Erdgeschosses aufnahmen. Der Eckteil war mit einem turmartigen Aufbau versehen. leicht abgerundete Ecke, die von gequaderten Lisenen (die ursprünglich die Putzquaderung des Erdgeschosses aufnahmen),fl ist, dass hier, im Geltungsbereich der noch selbständigen Gemeinde Connewitz, | 09295898 |
| Direkt Bild zu diesem Denkmal hochladen | Mietshaus in halboffener Bebauung | Simildenstraße 3 (Karte)                              | 1892 (Mietshaus) | Klinkerfassade, baugeschichtlich von Bedeutung 3,5: Beide Mietshäuser, viergeschossig, mit einer dichten Reihe von Dachhäusern im „französischen“ Dach, wurden zwischen 1892 und 1895 nach Zeichnungen von Otto Gersten- berger für den ausführenden „selbständigen Baugewerker“ Hermann Jahn ausgeführt. Die schlichten Ziegelfassaden, besonders die später entstandene von Nummer 5, lassen bereits ein Abgehen von der streng geschichteten Geschossgliederung erkennen: die Gurtgesimse sind nur leicht hervorgehoben, während die eingetieften Brüstungsfelder unter den Fenstern mit ihrem Schattenwurf eine stärkere Vertikalbetonung bewirken. | 09295896 |
|                                         | Mietshaus in geschlossener Bebauung | Simildenstraße 4 (Karte)                              | 1898 (Mietshaus) | historisierende Putzfassade, baugeschichtlich von Bedeutung 4,6: Beide Häuser gehören zu den von Maurermeister Pirnsch entworfenen Blockrandbebauung der nordöstlichen Straßenseite. Der Putzbau Nummer 4 für Robert Müller, der Ziegelbau Nummer 6 für Bernhard Thielemann errichtet, beide unter Verwendung des gleichen konventionellen Fassadenschemas, an dem nur einzelne Details wie die zu Konsolen umfunktionierten Schlusssteine bei Nummer 4 und die flachen Putzrahmungen bei Nummer 6 auf das Entstehungsjahr 1901 hindeuten. | 09295891 |
| Direkt Bild zu diesem Denkmal hochladen | Mietshaus in geschlossener Bebauung, mit Waschhaus im Hof | Simildenstraße 5 (Karte)                              | 1895 (Mietshaus) | Klinkerfassade, baugeschichtlich von Bedeutung s. Nummer 3 | 09295895 |
|                                         | Mietshaus in geschlossener Bebauung | Simildenstraße 6 (Karte)                              | 1901 (Mietshaus) | Fassade Ziegelverblender mit Putzgliederungen, baugeschichtlich von Bedeutung s. Nummer 4 | 09296242 |
| Direkt Bild zu diesem Denkmal hochladen | Mietshaus in geschlossener Bebauung | Simildenstraße 7 (Karte)                              | 1910 (Mietshaus) | mit originalen Läden, zeittypische Putzfassade, baugeschichtlich von Bedeutung Das Projekt des Baumeisters Kurt Bergk, der 1908 das Areal der Turnhalle des Connewitzer Turnvereins erworben und mit dem Bau der beiden benachbarten Mietshäuser begonnen hatte, sah vor, die giebelseitig zur Straße stehende Halle zu erhalten und in ihr ein Kinematographentheater einzurichten. Mit Rücksicht auf die sonst zu dichte Hofbebauung lehnte die Stadt das Projekt ab und zwang den Bauherrn 1909 zum Abriss der Halle. An deren Stelle entstand 1910 nach Plänen des Architekten Arno Pohle das Mietshaus Nummer 7. Im Vergleich zu den nur wenig früher entstandenen Nachbarbauten des Bauherren selbst weist es eine zeitgemäßere, vereinfachte Fassadengestaltung auf. Die glatten Flächen sind nun durch die zeittypischen aufgelegten Gußelemente sparsam belebt. | 09295894 |
| Direkt Bild zu diesem Denkmal hochladen | Mietshaus in geschlossener Bebauung | Simildenstraße 7a (Karte)                             | 1908 (Mietshaus) | Fassade gelbe Ziegelverblender und Putzgliederung, Sockel mit grün glasierten Ziegeln, Jugendstil-Ornamentik, baugeschichtlich von Bedeutung 7a, 7b: Beide Mietshäuser 1908 neben der noch vorhandenen Turnhalle des Connewitzer Turnvereins nach Plänen des Bauherrn Kurt Bergk errichtet. Die achtachsigen Bauten in der Materialwahl umgekehrt spiegelbildlich: verputzter Mittelteil und mit gelblichen Ziegeln verblendete Seitenrisalite bei Nummer 7a, ziegelverkleideter Mittelteil und verputzte Risalite in 7b. Beide über grünglasiertem Sockel und fein genutetem Erdgeschoss und mit einer für den Baumeister typischen, leicht teigig wirkenden geometrischen Dekoration. Ebenso typisch ist die in der Tradition des Jugendstils begründete Vielfalt von Farben, Materialien und Putzstrukturen. Die Hauseingänge betont gegensätzlich mit klassischer Ädikula-Rahmung bei Nummer 7b und amorphem Grottenwerk in Nummer 7a. In beiden Häusern ist die der Fassade entsprechende Ausstattung von Fluren und Treppenhäusern erhalten. | 09295890 |
| Direkt Bild zu diesem Denkmal hochladen | Mietshaus in geschlossener Bebauung | Simildenstraße 7b (Karte)                             | 1908 (Mietshaus) | Klinker-Putz-Fassade, Sockel mit grünen glasierten Ziegeln, baugeschichtlich von Bedeutung s. Nummer 7a | 09295889 |
|                                         | Doppelmietshaus in geschlossener Bebauung in Ecklage, mit Gaststätte | Simildenstraße 8; 10 (Karte)                          | 1901–1902 (Doppelmietshaus) | mit Eckkneipe, östliche Ecke der Abzweigung zur Kirche, Putzfassade, baugeschichtlich von Bedeutung Nummer 8/10, 12,14,16: 1901 entwarf der Maurermeister Theodor Pirnsch für verschiedene Bauherren, allesamt Maurermeister, eine Reihe von 5 Mietshäusern an der zum Pferdebahndepot führenden Abzweigung. Obwohl in einigen Details unterschiedlich, entsprechen sie mit ihrer Fassadengliederung: Horizontalschichtung durch Gurtgesimse über spundiertem Erdgeschoss, Vertikalgliederung durch Dreiecks- und Segmentbogenbedachung, dem überkommenen historistischem Schema. Nur wenige Details deuten auf die Zeit der Jahrhundertwende. Gleiches gilt für die Grundrisse mit WC auf Treppenpodest und ohne Bad. | 09296241 |
| Direkt Bild zu diesem Denkmal hochladen | Mietshaus in geschlossener Bebauung | Simildenstraße 9 (Karte)                              | 1887 (Mietshaus) | Putzfassade mit Stuckgliederung, baugeschichtlich von Bedeutung Nummer 9,11: Beide 1887 entstandenen, nur dreigeschossigen Häuser gehören zur frühesten, von der Brandstraße ausgehenden Bebauung der Simildenstraße. Von den Zimmermeistern Moritz Jahn (Nummer 11) und Friedrich Haufe nach Plänen des Connewitzer Architekten August Franke errichtet, besitzen beide bei sieben Achsen eine symmetrische aber gegensätzlich akzentuierte Fassadengliederung: Sie betont bei Nummer 9 die beiden äußeren und bei Nummer 11 die drei Mittelachsen. Umgekehrt sind dazu in der Gewichtung die Dachhäuser angeordnet. Nummer 11 ist durch die Glättung des Erdgeschosses, Nummer 9 durch Entfernung des Konsolgesimses beeinträchtigt. | 09295888 |
| Direkt Bild zu diesem Denkmal hochladen | Mietshaus in geschlossener Bebauung | Simildenstraße 11 (Karte)                             | 1887 (Mietshaus) | Putzfassade mit Stuckgliederung, baugeschichtlich von Bedeutung s. Nummer 9 | 09295887 |
|                                         | Mietshaus in geschlossener Bebauung (bauliche Einheit mit Nr. 14) | Simildenstraße 12 (Karte)                             | 1901–1903 (Mietshaus) | Putzfassade, Historismusbau im geschlossenen Straßenzug, baugeschichtlich und ortsentwicklungsgeschichtlich von Wert Nummer 8/10, 12, 14, 16: 1901 entwarf der Maurermeister Theodor Pirnsch für verschiedene Bauherren, allesamt Maurermeister, eine Reihe von 5 Mietshäusern an der zum Pferdebahndepot führenden Abzweigung. Obwohl in einigen Details unterschiedlich, entsprechen sie mit ihrer Fassadengliederung: Horizontalschichtung durch Gurtgesimse über spundiertem Erdgeschoss, Vertikalgliederung durch Dreiecks- und Segmentbogenbedachung, dem überkommenen historistischem Schema. Nur wenige Details deuten auf die Zeit der Jahrhundertwende. Gleiches gilt für die Grundrisse mit WC auf Treppenpodest und ohne Bad. | 09296239 |
| Direkt Bild zu diesem Denkmal hochladen | Mietshaus in geschlossener Bebauung, mit Waschhaus im Hof | Simildenstraße 13 (Karte)                             | 1887–1888 (Mietshaus) | Putzfassade, ortsteilentwicklungsgeschichtlich und baugeschichtlich bedeutsam 1887/1888 im Zusammenhang mit dem Eckbau Brandstraße 26 von Maurermeister Otto Jaenicke für Karl-August Riehl errichtet und in Geschosshöhe und Fassadengliederung diesem angeglichen. Wie beim genannten Eckbau ist auch das Obergeschoss nur als Halbgeschoss mit 2,85 anstelle von 3,25 angegeben. Das nur fünfachsige Haus besaß bei zwei Kleinwohnungen pro Etage nur ein gemeinsames Trocken- „Privat“. | 09295886 |
|                                         | Mietshaus in geschlossener Bebauung (bauliche Einheit mit Nr. 12) | Simildenstraße 14 (Karte)                             | 1901–1902 (Mietshaus) | Putzfassade, baugeschichtlich bedeutsamer Mietshausbau im geschlossenen Ensemble Nummer 8/10, 12, 14, 16: 1901 entwarf der Maurermeister Theodor Pirnsch für verschiedene Bauherren, allesamt Maurermeister, eine Reihe von 5 Mietshäusern an der zum Pferdebahndepot führenden Abzweigung. Obwohl in einigen Details unterschiedlich, entsprechen sie mit ihrer Fassadengliederung: Horizontalschichtung durch Gurtgesimse über spundiertem Erdgeschoss, Vertikalgliederung durch Dreiecks- und Segmentbogenbedachung, dem überkommenen historistischem Schema. Nur wenige Details deuten auf die Zeit der Jahrhundertwende. Gleiches gilt für die Grundrisse mit WC auf Treppenpodest und ohne Bad. | 09296240 |
| Direkt Bild zu diesem Denkmal hochladen | Mietshaus in geschlossener Bebauung | Simildenstraße 16 (Karte)                             | 1901–1902 (Mietshaus) | Klinkerfassade, baugeschichtlich von Bedeutung Nummer 8/10, 12, 14, 16: 1901 entwarf der Maurermeister Theodor Pirnsch für verschiedene Bauherren, allesamt Maurermeister, eine Reihe von 5 Mietshäusern an der zum Pferdebahndepot führenden Abzweigung. Obwohl in einigen Details unterschiedlich, entsprechen sie mit ihrer Fassadengliederung: Horizontalschichtung durch Gurtgesimse über spundiertem Erdgeschoss, Vertikalgliederung durch Dreiecks- und Segmentbogenbedachung, dem überkommenen historistischem Schema. Nur wenige Details deuten auf die Zeit der Jahrhundertwende. Gleiches gilt für die Grundrisse mit WC auf Treppenpodest und ohne Bad. | 09295893 |
| Direkt Bild zu diesem Denkmal hochladen | Mietshaus in geschlossener Bebauung | Simildenstraße 18a (Karte)                            | 1912–1913 (Mietshaus) | mit Tordurchfahrt, Putzbau im geschlossenen Straßenzug mit besonderer städtebaulicher Bedeutung bezüglich des Filmtheaters UT Connewitz (im Hof des Nachbargrundstücks), baugeschichtlich von Interesse Zunächst erging Bauantrag durch Dr. Josef Petersmann mit 1912 eingereichten Plänen aus dem Büro für Architektur und Bauausführung Artur Werner in Connewitz, knapp drei Monate später erfolgte der Verkauf des Grundstücks an den Architekten Artur Werner, Privatmann Emil Seyfarth und Klempnermeister William Pittschaft. Statische Berechnungen steuerte Baumeister Otto Bergelt bei für den ohne Dekor schlichten, verputzten Reformstilbau, dessen Bauabnahme am 4. Februar 1913 erfolgte. Auf dem seinerzeit bis zur Pegauer Straße (heute Wolfgang-Heinze-Straße) reichenden Grundstück entstand ein heute noch erhaltenes Kinogebäude (später UT Connewitz), dessen Zuwegung zunächst über die Simildenstraße gewährleistet war. 1925 ist Buchdruckereibesitzer Nicolaus Koppel Israel Leff in Borsdorf Eigentümer des Hauses, derselbe betreibt im Keller des Kinogebäudes seine Firma: Leipziger Kunstdruckerei N. Leff. Am 7. September 1940 ist im Grundbuch eingetragen Marie Amalie verw. Leff geb. Hessel-Ziehr. Sanierung einhergehend mit Dachgeschossausbau und Balkonanbau 1998–1999. Zur erhaltenen Ausstattung gehören unter anderem die weißen Verblendkacheln im Durchgang, die auf den ehemaligen Kinozugang verweisen und auch im Durchgang zum Filmtheater über die Wolfgang-Heinze-Straße 12a zu finden sind. Beinahe baugleiche dreiflüglige hölzerne Eingangstüren mit Strukturglas an beiden Mietshäusern und am Kinobau der Südseite. In unmittelbarem Zusammenhang mit dem Kinogebäude im Hinterhof von hervorgehobenem stadtteilentwicklungsgeschichtlichem und baugeschichtlichem Wert. LfD/2011 | 09298994 |
| Direkt Bild zu diesem Denkmal hochladen | Mietshaus in halboffener Bebauung | Simildenstraße 18b (Karte)                            | 1912–1914 (Mietshaus) | Putzbau im geschlossenen Straßenzug, in Nähe zur Paul-Gerhardt-Kirche, Reformstil-Architektur, baugeschichtlich von Interesse Erste Pläne für das Mietshaus am Connewitzer Kirchberg zeichnen Dr. Josef Petersmann 1912 als Bauherr sowie der im Ortsteil ansässige Architekt Artur Werner, bevor das Grundstück wenige Monate später verkauft wird an Privatmann Emil Seyfarth, Klempnermeister William Pittschaft und Architekt Artur Werner. Im März 1913 Ausreichung der Baugenehmigung, im März 1913 erfolgt die Schlussbauprüfung. Ausführung des Hauses vermutlich durch Maurermeister Gustav Kämpfe unter bauleitender Mitwirkung von Paul Röder. Besitzerwechsel erfolgten 1919 an Bäckermeister Ernst Robert Mann in Borsdorf, 1924 an Architekt Friedrich Karl Feistel und vermutlich ab 1930 an Kaufmann Arthur Willy Petzsche. In den Jahren 1996–1998 umfassende Sanierung und weiterer Dachgeschossausbau. Ein in den Plänen konzipierter Pfarrhausneubau auf dem linken Nachbargrundstück kam nicht zur Ausführung. Der Reformstilbau mit dekorfreier Putzfassade über rotem Klinkersockel sowie vierachsigem Dachhaus, die Ausstattung weitgehend erhalten. Im geschlossenen Ensemble erhaltener Mietshausbau mit baugeschichtlichem Wert. LfD/2011 | 09299290 |
|                                         | Verwaltungsgebäude (Brandstraße 38) und zwei ehemalige Straßenbahndepotgebäude (Simildenstraße 20) | Simildenstraße 20 (Karte)                             | 1891 (Verwaltungsgebäude), 1890 (Straßenbahndepot) | gründerzeitliche Klinkerbauten auf dem Gelände des letzten durch die Pferdebahngesellschaft errichteten Straßenbahndepots, Durchgangsgrundstück zwischen Brandstraße und Simildenstraße, technikgeschichtlich und ortsgeschichtlich von Bedeutung | 09298218 |
| Direkt Bild zu diesem Denkmal hochladen | Mietshaus in halboffener Bebauung in Ecklage | Simildenstraße 26 (Karte)                             | 1909–1911 und bezeichnet 1911 (Mietshaus) | mit Eckladen, westliche Ecke der Abzweigung zur Kirche, Eckgebäude mit Putzfassade, Reformstil-Architektur, baugeschichtlicher Wert Auf dem Eckgrundstück an der zum Straßenbahndepot führenden Abzweigung der Simildenstraße ließ der Zimmermeister Karl Nöller 1909 bis 1911 durch die Architekten G. Neu und Voigt ein Mietshaus für „wohlfeile Wohnungen“ erbauen. Obwohl sich die Architekten ausdrücklich zu den Bestrebungen des „Vereins Sächsischer Heimatschutz“ bekannten, scheint der Grundcharakter des Hauses mit der flachen Putzquaderung im Erdgeschoss, den aufgelegt wirkenden Lisenen mit tuchartigen Kartuschen-Kapitellen und den flachen Festons über Medaillons eher einer verspäteten, in Richtung Zopfstil tendierenden Jugendstilvariante anzugehören. Nur das als Fußwalm ausgebildete Gesims über dem 3. Geschoss und die „vergitterten“ Erdgeschoss-Fenster erinnern an Bauten der Heimatschutz-Bewegung. LfD/1998 | 09296236 |
|                                         | Doppelmietshaus in geschlossener Bebauung | Simildenstraße 28; 30 (Karte)                         | 1890 (Doppelmietshaus) | mit Laden, Klinker-Putz-Fassade mit Sandsteingliederungen, baugeschichtlich von Bedeutung Das Doppelhaus mit spiegelbildlich angelegter Ziegel/Putzfassade 1890 durch den Bauherren selbst, den Architekten August Franke vollendet. Auch hier ist die Fassade durch zwei zweiachsige Seitenrisalite, reich geschmückt mit dekorierten Säulen bzw. Hermenpilastern, gesprengten Giebeln und Balustern, zusammengefasst. Die Dachzone bei Nummer 30 zerstört. | 09296235 |
| Direkt Bild zu diesem Denkmal hochladen | Mietshaus in geschlossener Bebauung sowie Hofgebäude | Simildenstraße 32 (Karte)                             | 1889 (Mietshaus), 1889 (Nebengebäude) | Mietshaus mit Tordurchfahrt und Laden, beide Gebäude mit Putzfassaden, Kreuzgratgewölbe in der Tordurchfahrt, baugeschichtlich von Bedeutung 1889 vom Architekten August Franke für Tischlermeister Franz Richter erbaut. Putzbau mit Laden und Durchfahrt, die jeweils zwei äußeren Achsen zusammengefasst, mit Pfeilerrahmung, Kapitellen und Stuck in Beschlagwerkformen geschmückt. Das Erdgeschoss ursprünglich mit versetzter Putzquaderung (vgl. Nummer 30). | 09296234 |
| Direkt Bild zu diesem Denkmal hochladen | Mietshaus in geschlossener Bebauung sowie Hofgebäude | Simildenstraße 34 (Karte)                             | 1888–1889 (Mietshaus) | Mietshaus mit Tordurchfahrt, Putzfassade, baugeschichtlich von Bedeutung | 09299821 |
| Direkt Bild zu diesem Denkmal hochladen | Mietshaus in geschlossener Bebauung und in Ecklage | Simildenstraße 36 (Karte)                             | 1888 (Mietshaus) | ehemals mit Eckladen, historisierende Putzfassade, baugeschichtlich von Bedeutung 1888 durch Maurermeister Otto Jänicke für Johann Schiebold und Carl August Riehl errichtet. Das Eckhaus zur Brandstraße knüpft sehr deutlich an klassische Fassadenmuster an: Die starke Horizontalbetonung durch zwei Gurtgesimse fasst den 15-achsigen Bau zusammen, betont wird sie ferner durch die regelmäßig gereihten Fenster mit spätklassizistischen Rundbogenblenden im ersten und den für die achtziger Jahre typischen kräftigen Bekrönungen (mit „Ohren“) im zweiten Geschoss. Das ausgebaute Dachgeschoss verbindet die viergeschossigen Häuser der schmaleren Similden- mit den fünfgeschossigen Bauten der Brandstraße. Fenster, die im 2. Geschoss durch Blendbögen als Rundbogen Fensterreiheung, kräftige Bedachung (mit „Ohren“) in der „Beletage“, bis ins 2. Geschoss gezogene Horizontalnutung und regelmäßig gereihte Fensterachsen, wobei die Fenster des zweiten Geschosses durch Blendbögen wie Rundbogenfenster wirken. | 09296233 |
|                                         | Mietshaus in halboffener Bebauung | Stockartstraße 4 (Karte)                              | 1891–1892 (Mietshaus) | Klinkerfassade, baugeschichtlich von Bedeutung 1891–1892 durch den Maurermeister Hermann Döge für Gustav Schallenberg errichtet, anstelle eines kurz vor 1860 erbauten eingeschossigen Wohnhauses. Schlichter Putzbau mit Mansardgeschoss und vier Dachhäusern. 1990–1992 befand sich im Erdgeschoss die alternative, einem Brandanschlag zum Opfer gefallene Stöck-Art-Galerie. | 09295929 |
|                                         | Mietshaus in ehemals geschlossener Bebauung | Stockartstraße 6 (Karte)                              | 1906 (Mietshaus) | Klinker-Putz-Fassade, baugeschichtlich von Bedeutung Nach Plänen des Architekten Hugo Grasemann 1906 für den Bauunternehmer und Zimmermeister Ernst Strieter errichtet, nach dem Abriss eines eingeschossigen Wohnhauses von 1860. Einfacher Klinkerbau mit schlichter Jugendstilornamentik. Hausflur mit Stuckdekor und Stuckdecke. | 09295930 |
|                                         | Wohnhaus in ehemals geschlossener Bebauung | Stockartstraße 10 (Karte)                             | 1860 (Wohnhaus) | eingeschossiger Putzbau mit drei Dachhäusern, vorstädtisches Arbeiterwohnhaus, bauhistorisch und sozialgeschichtlich von Bedeutung 1860 für Friedrich August Köhler errichtet. Eingeschossiger Putzbau mit drei Dachhäusern und Kranzgesims mit Zahnschnittfries. Als das früheste weitgehend unverändert erhaltene Wohnhaus der Stockartstraße mit ursprünglich zwei Wohnungen ein charakteristisches Beispiel eines vorstädtischen Arbeiterwohnhauses der Zeit um 1860. | 09295932 |
| Direkt Bild zu diesem Denkmal hochladen | Wohnhaus in halboffener Bebauung; Putzfassade | Stockartstraße 12 (Karte)                             | 1862 (Wohnhaus) | Putzfassade | 09295933 |
|                                         | Mietshaus in halboffener Bebauung in Ecklage | Stockartstraße 13 (Karte)                             | 1897 (Mietshaus) | mit Ladenzone, Klinker-Putz-Fassade, baugeschichtlich von Bedeutung 1897 durch den Maurermeister Hermann Engel errichteter schlichter Klinkerbau mit abgefaster Ecke und einfachen Gliederungen. Zu Bornaischen Straße hin enthält das Erdgeschoss Läden. | 09296511 |
|                                         | Mietshaus in halboffener Bebauung (bauliche Einheit mit Nr. 17) und Hinterhaus | Stockartstraße 15 (Karte)                             | 1903–1904 (Mietshaus) | Vorderhaus mit Tordurchfahrt, Klinkerfassade mit Stuckgliederungen, baugeschichtlich von Bedeutung Mit Nummer 17, 19 und 21: Vier Klinkerbauten mit breitgelagerten Fronten und Tordurchfahrten, im Auftrag der Bauunternehmer Richard, Friedrich und Bernhard Thielemann entworfen und durch das Baugeschäft Gebrüder Thielemann ausgeführt. Zunächst entstanden 1903 die Häuser Nummer 19 und 23 nach Plänen des Maurermeisters Emil Theodor Pirnsch mit sparsamen Stuckgliederungen in barockisierender und gotisierender Ornamentik, dann folgten 1904 die Häuser Nummer 15 und 17 nach Entwürfen des Architekten F. Otto Gerstenberger, deren reduzierter Stuckdekor Jugendstilformen anklingen lässt. Die Tordurchfahrten von Nummer 15 und Nummer 21 mit Stuckausstattung. In den Höfen vier, jeweils paarweise zusammenstehende zwei- bzw. dreigeschossige Hinterwohngebäude. Dachausbauten erfolgten bei Nummer 15 1912, bei Nummer 17 1924. | 09296512 |
|                                         | Mietshaus in ehemals geschlossener Bebauung | Stockartstraße 16 (Karte)                             | 1906–1907 (Mietshaus) | Klinkerfassade, baugeschichtlich von Bedeutung 1906–1907 nach Plänen des Architekten Hugo Grasemann für den Bauunternehmer und Zimmermeister Ernst Strieter errichtet, anstelle eines um 1860 entstandenen eingeschossigen Wohnhauses. Klinkerfassade mit Stuckdekor, in den Stuckfeldern unter den Fenstergiebeln im ersten Obergeschoss die Initialen Strieters. | 09296479 |
|                                         | Mietshaus in geschlossener Bebauung in Ecklage | Stockartstraße 16a (Karte)                            | 1907 (Mietshaus) | mit Ladenzone, gelbe Klinkerfassade mit Stuckdekorationen, Eckbetonung durch Eckerker und -turm, baugeschichtlich von Bedeutung 1907 nach Plänen des Architekten Hugo Schuhknecht für den Bauunternehmer und Zimmermeister Ernst Strieter errichtetes Wohn- und Geschäftshaus an der Ecke zur Bornaischen Straße. Gelbe Klinkerfassade mit Stuckreliefs an den Brüstungsfeldern. Die abgefaste Ecke wirkt markant durch den zweigeschossigen Eckerker mit Balkon und das Pyramidendach über dem steilen Eckgiebel, das von einem niedrigeren seitlichen Giebelaufsatz an der Fassade zur Bornaischen Straße wiederholt wird. Das Dach wurde an der Front zur Stockartstraße 1921 stellenweise massiv ausgebaut. | 09296659 |
|                                         | Mietshaus in geschlossener Bebauung (bauliche Einheit mit Nr. 15) und Hinterhaus | Stockartstraße 17 (Karte)                             | 1904 (Mietshaus) | Vorderhaus mit Tordurchfahrt, Klinkerfassade mit Stuckgliederungen, baugeschichtlich von Bedeutung s. Nummer 15 | 09296513 |
|                                         | Mietshaus in geschlossener Bebauung | Stockartstraße 18 (Karte)                             | 1896 (Mietshaus) | Klinker-Putz-Fassade, baugeschichtlich von Bedeutung 1896 zusammen mit dem benachbarten Eckhaus Bornaische Straße 21 von dem Maurermeister Hermann Engel, der auch als Bauherr zeichnet, erbaut und wie dieses im Gegensatz zu der anschließenden und etwas späteren Bebauung an der Stockartstraße 5-geschossig. Einfache Klinkerfassade. | 09295909 |
|                                         | Mietshaus in geschlossener Bebauung (bauliche Einheit mit Nr. 21) und Hinterhaus | Stockartstraße 19 (Karte)                             | 1903 (Mietshaus) | mit Tordurchfahrt, ehemals mit Laden, Klinkerfassade mit Stuckgliederungen, baugeschichtlich von Bedeutung s. Nummer 15 | 09296506 |
|                                         | Mietshaus in geschlossener Bebauung | Stockartstraße 20 (Karte)                             | 1899–1900 (Mietshaus) | Klinker-Putz-Fassade, baugeschichtlich von Bedeutung 1899–1900 nach Plänen des Architekten August Franke für Marie Louise Busse gebaut. Eine mit sieben Achsen verhältnismäßig schmale Klinkerfassade. Durch ein Dachhaus über den beiden linken Achsen wird eine Überleitung von der Fünfgeschossigkeit des Nachbarhauses Nummer 18 hergestellt. Im Hausflur die originale Ausstattung mit Ornamentfliesen, Holzpaneelen und Stuckdecke. | 09295910 |
|                                         | Mietshaus in geschlossener Bebauung (bauliche Einheit mit Nr. 19) und Hinterhaus | Stockartstraße 21 (Karte)                             | 1903 (Mietshaus) | Vorderhaus mit Tordurchfahrt, Klinkerfassade mit Stuckgliederungen, baugeschichtlich von Bedeutung s. Nummer 15 | 09296507 |
|                                         | Mietshaus in geschlossener Bebauung | Stockartstraße 22 (Karte)                             | 1901 (Mietshaus) | mit Tordurchfahrt, Klinkerfassade, baugeschichtlich von Bedeutung 1901 als erstes von insgesamt sechs Häusern des Bauunternehmers Ernst Strieter an der Stockartstraße errichtet. Ein ursprünglich viergeschossiger Klinkerbau mit Tordurchfahrt, das Dachgeschoss 1915 massiv ausgebaut. Im Hof ein eingeschossiges Hintergebäude, das ursprünglich als Pferdestall, Wagenschuppen und Rollkammer diente. | 09295911 |
|                                         | Doppelmietshaus in geschlossener Bebauung und mit zwei Hinterhäusern | Stockartstraße 23; 25 (Karte)                         | 1903–1904 (Doppelmietshaus) | Putzfassade mit reicher Jugendstil-Dekoration, mit zwei Tordurchfahrten, baugeschichtlich von Bedeutung 1903–1904 nach Plänen des Architekten F. Otto Gerstenberger für den Baugeschäftsinhaber August Koch errichtetes Doppelhaus mit zwei Tordurchfahrten. Gerstenberger, einer der meistbeschäftigten Leipziger Architekten, der für die Pläne zahlloser um die Jahrhundertwende entstandenen Serienwohnbauten verantwortlich zeichnet, konnte hier sein ganzes entwerferisches Können zeigen. Aus einer Grundfläche, die im Erdgeschoss von einer Putznutung und in den Obergeschossen aus einem horizontalen Kammputz gebildet wird, stehen die Gliederungselemente nur wenig und dennoch wirkungsvoll hervor: über den Erdgeschossfenstern kreuzförmige Gebilde ergebende Ranken, über den Fenstern des ersten Obergeschosses Umrahmungen, deren glatte Kartuschen einen auffälligen Kontrast zu dem Kammputz und ein Blattwerkfries über den Fenstern des zweiten Obergeschosses. Insbesondere erfolgt eine Gliederung der Fassade durch die leichte Hervorhebung von sechs Achsen in den Obergeschossen: jeweils die beiden aneinander grenzenden seitlichen Achsen der Doppelhaushälften mit die Fenster überfangenden Bögen in Erd- und zweitem Obergeschoss und die sich aus ihrem Abzug ergebenden Mittelachsen beider Hälften, die durch eine flache Schwingung des gekehlten Kranzgesimses und darunter sitzenden Frauenmasken besonders betont sind. Im Hof zwei zusammenstehende zweigeschossige Hinterwohngebäude. | 09296508 |
|                                         | Mietshaus in geschlossener Bebauung | Stockartstraße 24 (Karte)                             | 1903 (Mietshaus) | mit Tordurchfahrt, Klinkerfassade, baugeschichtlich von Bedeutung Mit Nummer 26: Zwei auf die gleiche Planung des Architekten F. Otto Gerstenberger zurückgehende und lediglich in der Fassadengestaltung etwas variierte Mietshäuser. Nummer 24 1903 für den Kohlenhändler Oswald Freiberg ausgeführt, Nummer 26 1904–1905 für den Bauunternehmer Oswald Hähnel. Klinkerbauten mit Tordurchfahrten, in den Höfen jeweils ein zweigeschossiges Hinterwohngebäude. | 09295912 |
|                                         | Mietshaus in geschlossener Bebauung und Hinterhaus | Stockartstraße 26 (Karte)                             | 1904–1905 (Mietshaus), 1904–1905 (Hinterhaus) | Klinkerfassade, mit Tordurchfahrt, baugeschichtlich von Bedeutung s. Nummer 24 | 09295913 |
|                                         | Mietshaus in geschlossener Bebauung sowie Hofgebäude | Stockartstraße 27 (Karte)                             | 1901 (Mietshaus), 1901–1902 (Bäckerei) | ehemals mit Laden, mit Tordurchfahrt, Putzfassade, Wohnungsbau im geschlossenen Straßenzug, mit baugeschichtlichem Wert Maurermeister Hermann Engel stellte am 15. März 1901 den Bauantrag für ein Mehrfamilienwohnhaus mit Waschhausanbau und Bäckereigebäude im Hof. Er beauftragte den Architekten F. Otto Gerstenberger mit den Entwurfsarbeiten. Sechs Wochen später erfolgte die Grundbauprüfung, am 21. September die Schlussrevision. Im Folgejahr übernahm der Bäckermeister Gustav Conrad Schumann das Grundstück. 1912 wurde eine Kutscherwohnung im Hofgebäude eingerichtet. Der viergeschossige Bau mit neun Achsen ist durch einen nur in den Obergeschossen wenig vorspringenden Mittelrisalit mit reicherer Stuckierung gegliedert. Hinter der ansonsten schlichten, später etwas geglätteten Putzfassade verbirgt sich eine originale Innenausstattung mit umfangreicher Treppenhaus-Schablonierung. LfD/2005 | 09299702 |
|                                         | Mietshaus in geschlossener Bebauung und Hofgebäude | Stockartstraße 28 (Karte)                             | 1904–1905 (Mietshaus), 1904–1905 (Hofgebäude) | Vorderhaus mit Tordurchfahrt, Klinkerfassade, baugeschichtlich und ortsteilentwicklungsgeschichtlich von Bedeutung, Zeugnis für die Ortserweiterung zur Zeit des Jugendstils Mit Nummer 30: Die beiden ähnlich gestalteten Klinkerbauten nach Plänen des Bauunternehmers und Zimmermeisters Ernst Strieter, der auch als Bauherr verantwortlich zeichnet. Nummer 30 1901–1902 ausgeführt, Nummer 28 mit den etwas jüngeren Formen der Fensterumrahmungen und der Tordurchfahrt folgte 1904–1905. Gleichzeitig mit dem Vorderwohngebäude von Nummer 28 das zweigeschossige Hinterwohngebäude. Das Hinterhaus von Nummer 30 bereits bei Baubeginn des Vorderhauses 1901 vorhanden. | 09295914 |
|                                         | Mietshaus in geschlossener Bebauung (bauliche Einheit mit Nr. 31) | Stockartstraße 29 (Karte)                             | 1900–1901 (Mietshaus) | Klinkerfassade, baugeschichtlich von Bedeutung Mit Nummer 31: Zwei 1900–1901 nach Plänen des Architekten F. Otto Gerstenberger für den Maurermeister Hermann Engel errichtete Klinkerbauten mit sparsamer Gliederung, Nummer 31 dabei in abgefaster Ecklage zur Zwenkauer Straße. In Nummer 31 bemerkenswert die spindelförmige Haustreppe. | 09296509 |
|                                         | Mietshaus in halboffener Bebauung | Stockartstraße 30 (Karte)                             | 1901–1902 (Mietshaus) | Klinkerfassade, baugeschichtlich von Bedeutung s. Nummer 28 | 09295915 |
|                                         | Mietshaus in geschlossener Bebauung und in Ecklage (bauliche Einheit mit Nr. 29) | Stockartstraße 31 (Karte)                             | 1900 (Mietshaus) | mit Eckladen, Klinkerfassade mit sparsamer Stuckgliederung, baugeschichtlich von Bedeutung s. Nummer 29 | 09296510 |
|                                         | Mietshaus in halboffener Bebauung | Teichstraße 2 (Karte)                                 | um 1895 (Mietshaus) | historisierende Putzfassade, am Rand eines Ortserweiterungsgebietes, ortsentwicklungsgeschichtlich und bauhistorisch von Interesse Zwei Wohnungen pro Etage mit zwei Stuben, Korridor, Küche und Kammer besitzt das 1900–1901 durch Zimmermeister Hermann Winkler im Eigenauftrag errichtete Wohnhaus, für das erstmals 1896 ein Bauantrag erging. Verlegung des Hauseinganges zur Straße und Nutzung des Hausdurchganges als Laden 1912. Im Jahr 1934 Aktivierung des im Keller bereits zur Erbauung vorgesehenen Waschhauses, da das Waschküchengebäude im Hof zur Werkstatt umgenutzt werden sollte, 1939 neuer Fassadenanstrich durch Dekorationsmaler Wilhelm Kaiser. Zwei Jahre später Bauantrag zur Einrichtung einer Dachgeschosswohnung nach Entwurf von Baumeister Erich Becker für Erna Klarner. Innerhalb von zwölf Monaten 1997/1998 Umbau, Sanierung einhergehend mit Balkonanbau und einer Umgestaltung des Dachgeschosses, der Laden für Wohnzwecke rückgebaut. Der recht schmucklose Historismusbau noch ohne Bezug zum Jugendstil als verputztes Ziegelgebäude, Gliederung durch Kunststein-Formteile. Am Rand eines Ortserweiterungsgebietes ortsentwicklungsgeschichtlich und bauhistorisch von Interesse. LfD/2012 | 09299059 |
|                                         | Turnhalle (und Kopfbau mit Hausmeisterwohnung) | Teichstraße 12 (Karte)                                | 1907 (Turnhalle) | Putzbau mit zwei seitlichen Türmen, Reformstil-Architektur, städtebaulicher Akzent am Rand des Auwalds, sozialgeschichtlich und ortsteilentwicklungsgeschichtlich von Bedeutung 1907 vom Architekten Arthur Werner für den Allgemeinen Connewitzer Turnverein gebaut. Halle mit 2 flankierenden Treppentürmen und hohen Thermenfenstern, die in Höhe der innen umlaufenden Galerie unterbrochen sind. Die drei Fenster außen durch gequaderte Strebepfeiler getrennt. Der rustizierte Sandsteinsockel in den Turmuntergeschossen und am Eingangsvorbau unregelmäßig gestaltet und so den Eindruck von altem Mauerwerk hervorrufend. Der Kopfbau (mit Garderoben und Archiv unten und Verwalterwohnung oben), stark durch Gruppierung verschiedener Bauteile und eine bewegte Dachlandschaft durchgliedert, ehemals mit Klappläden und Spalier, zeigt deutliche Anklänge an den Heimatstil. | 09295883 |
| Direkt Bild zu diesem Denkmal hochladen | Mietshäuser einer Wohnanlage, mit Grünflächen und Einfriedung | Teichstraße 17; 19 (Karte)                            | 1935–1936 (Doppelmietshaus) | traditionalistische Putzfassade, zur Teichstraße verbretterten Erkerbalkone, bildet Wohnanlage mit Mühlholzgasse 44–48, baugeschichtlich von Bedeutung Die kleine Mietshausgruppe in Ecksituation entstand 1935–1936 nach Entwurf der OHG Fa. Bock & Paatzsch Architekten im Auftrag der Gustav Edlichs Erben und Genossen Wohnungsbaugesellschaft mbH. Zunächst waren viergeschossige Bauten vorgesehen, diese jedoch nicht genehmigt. Dann wurden die Häuser doch nur mit drei Wohngeschossen errichtet, nachdem die Bauherren „mit der Leipziger Handels- und Verkehrsbank als Verkäuferin des Grundstücks dahin einig gegangen sind, dass sie uns bei dem Verkaufspreis entgegenkommen will.“ Es entstanden auf dem 1700 m² großen Grundstück fünf Häuser mit 30 Wohnungen: jeweils zwei pro Etage mit zwei Zimmern, Küche, Bad und Vorplatz. Für die Ausführung unter Vertrag genommen wurden Baumeister F. Herbert Heine (Haus an der Mühlholzgasse), Baumeister Voigt & Böhme (Teichstraße) sowie Baumeister Paul Grafe für die Stützmauer-Einfriedung zur Grundstücksabgrenzung Richtung Roßmäßlerstraße. Im Oktober waren die Häuser bezugsfertig und wurden Ende Dezember verkauft an die Allianz- und Stuttgarter Lebensversicherungsbank AG Berlin. 1937 Anerkennung als steuerbefreiter Kleinwohnungsbau. An einer städtebaulich interessanten Kreuzungssituation nehmen beide Gebäude die Fluchten der zwei Straßen auf, durch eine Lücke wird die Belüftung des spitzwinkligen Grundstücks ermöglicht. Somit entsteht auch eine klare Schnittlinie zu der Reihenhaussiedlung der gegenüberliegenden Straßenseite in der Mühlholzgasse. Die Putzfassaden wirken durch ihre Struktur und setzen sich über den braunen Klinkersockeln durch hellen Farbton freundlich ab. Dem Zeitgeschmack verpflichtet zeigen sich die vollständig verbretterten Erkerbalkone und die vollständig erhaltene Ausstattung. LfD/2008 | 09302420 |
| Direkt Bild zu diesem Denkmal hochladen | Mietshaus in offener Bebauung mit Vorgarten | Thierbacher Straße 4 (Karte)                          | 1905 (Mietshaus) | Klinkerfassade mit Sandsteingliederung, baugeschichtlich von Bedeutung 1905 nach Plänen des Architekten Alban Poser für den Maurerpolier Albert Gebhardt errichtetes dreigeschossiges freistehendes Mietshaus als Klinkerbau mit Sandsteingliederungen. Das Erdgeschoss verputzt und ehemals genutet. Unter den Sohlbänken der Fenster im zweiten Obergeschoss Stuckreliefs mit Kränzen. In den Geschossen jeweils drei Wohnungen. Zur Straße hin ein Vorgarten mit schmiedeeiserner Einfriedung. | 09296216 |
|                                         | Mietshaus in geschlossener Bebauung | Wiedebachstraße 2 (Karte)                             | 1899 (Mietshaus) | Klinkerfassade mit Stuckgliederungen, Teil der Fassadenfront zum Wiedebachplatz, städtebaulich und baugeschichtlich von Bedeutung Viergeschossiges, 1899 durch den Bauunternehmer F. Pittschaft für den Tischlermeister Robert Klepzig errichtetes Mietshaus. Das Erdgeschoss verputzt mit Nutung, die Obergeschosse klinkerverkleidet mit Stuckgliederungen. Über dem mittig angeordneten rundbogigen Eingang eine Löwenmaske. Beidseitig jeweils über den beiden äußeren Achsen befanden sich ursprünglich Dachhäuser. Die Geschosse enthalten jeweils zwei Wohnungen. 1910 rückseitig Anbringung von Küchenaustritten. Nach einer Kriegszerstörung des Daches 1947 Wiederinstandsetzung mit massivem Dachausbau über den vier Achsen seitlich rechts. | 09296431 |
|                                         | Mietshaus in geschlossener Bebauung | Wiedebachstraße 4 (Karte)                             | 1901–1902 (Mietshaus) | mit Tordurchfahrt, gelbe Klinkerfassade mit Stuckgliederungen, Teil der Fassadenfront zum Wiedebachplatz, städtebaulich und baugeschichtlich von Bedeutung Nach Plänen des Architekten Gustav Liebmann 1901–1902 für den Maurer und Gastwirt Arthur Bertram erbautes viergeschossiges Mietshaus. Klinkerbau mit Stuckgliederungen, das Erdgeschoss verputzt mit Nutung. Seitlich links eine Tordurchfahrt. Im Erdgeschoss zwei, in den Obergeschossen jeweils drei Wohnungen. Im Hof ein zweigeschossiges Hintergebäude, ursprünglich mit Werkstatt, Pferdestall und Heuboden. | 09296427 |
|                                         | Mietshaus in geschlossener Bebauung | Wiedebachstraße 6 (Karte)                             | 1902–1903 (Mietshaus) | mit Tordurchfahrt, blaue Klinkerfassade mit kräftigen Stuckgliederungen, Teil der Fassadenfront zum Wiedebachplatz, städtebaulich und baugeschichtlich von Bedeutung Mit Nummer 8 und 10: Drei viergeschossige, 1902–1903 nach Plänen des Maurermeisters Ernst Theodor Pirnsch durch den Bauunternehmer Richard Thielemann errichtete Mietshäuser. Im Gegensatz zu den breitgelagerten, jeweils zehnachsigen Fronten von Nummer 8 und 10 das zuletzt errichtete und eine weniger gleichförmige Fassadengliederung aufweisende Haus Nummer 6 nur sechsachsig. Klinkerbauten mit Stuckgliederungen, die Erdgeschosse verputzt mit Nutung. In den Geschossen aller drei Häuser jeweils zwei Wohnungen, bei Nummer 8 wurde das Erdgeschoss ursprünglich von einer Bäckerei eingenommen. Die Höfe mit zweigeschossigen Hinterwohngebäuden. | 09296428 |
|                                         | Mietshaus in geschlossener Bebauung sowie Hofgebäude | Wiedebachstraße 8 (Karte)                             | 1902 (Mietshaus) | Vorderhaus mit Tordurchfahrt, Klinkerfassade mit kräftigen Stuckgliederungen, Teil der Fassadenfront zum Wiedebachplatz, städtebaulich und baugeschichtlich von Bedeutung s. Nummer 6 | 09296429 |
|                                         | Mietshaus in geschlossener Bebauung und Hinterhaus | Wiedebachstraße 10 (Karte)                            | 1902 (Mietshaus) | Vorderhaus mit Tordurchfahrt, Klinkerfassade, Teil der Fassadenfront zum Wiedebachplatz, städtebaulich und baugeschichtlich von Bedeutung s. Nummer 6 | 09296430 |
|                                         | Mietshaus in geschlossener Bebauung | Wiedebachstraße 12 (Karte)                            | 1901–1902 (Mietshaus) | Putzfassade mit Erker, Teil der Fassadenfront zum Wiedebachplatz, städtebaulich und baugeschichtlich von Bedeutung Mit Nummer 14, 16 und 18: Vier viergeschossige, nach einer 1900 durch den Architekten Heinrich Lindemann für die Kaufleute Törpsch und Graff vorgelegten Gesamtplanung des Straßenzuges in den Jahren 1901–1902 errichtete Mietshäuser. Nummer 12 als Putzbau mit Putzgliederungen und Stuckdekor, dessen Mittelerker die Mittelachse des Straßenzuges markieren sollte, unter Veränderung der ursprünglichen Fassadengestaltung für den Bauherrn Wilhelm Wendt. Demgegenüber ist bei Nummer 14, 16 und 18, die für die Hausbesitzerin Anna Oehlert erbaut wurden, der ursprüngliche Entwurf beibehalten wurden, es entstanden drei Klinkerbauten mit verputzten Erdgeschossen, Stuckgliederungen und seitlichen Loggien, denen ursprünglich drei spiegelsymmetrisch entsprechende Hausfassaden auf den Grundstücken Nummer 6, 8 und 10 entsprechen sollten. In den Geschossen jeweils zwei Wohnungen. | 09296514 |
|                                         | Mietshaus in geschlossener Bebauung | Wiedebachstraße 14 (Karte)                            | 1901–1902 (Mietshaus) | mit Tordurchfahrt, Klinker-Putz-Fassade mit Stuckdekorationen und Loggien, vergleiche Nummer 16 und 18, Teil der Fassadenfront zum Wiedebachplatz, städtebaulich und baugeschichtlich von Bedeutung s. Nummer 12 | 09296436 |
|                                         | Mietshaus in geschlossener Bebauung | Wiedebachstraße 16 (Karte)                            | 1901–1902 (Mietshaus) | Klinker-Putz-Fassade mit geometrischen Dekorationen und Loggien, vergleiche Nummer 14 und 18, Teil der Fassadenfront zum Wiedebachplatz, städtebaulich und baugeschichtlich von Bedeutung s. Nummer 12 | 09296435 |
|                                         | Mietshaus in geschlossener Bebauung | Wiedebachstraße 18 (Karte)                            | 1901 (Mietshaus) | Putzfassade mit Stuckdekorationen und Loggien, vergleiche Nummer 14 und 16, Teil der Fassadenfront zum Wiedebachplatz, städtebaulich und baugeschichtlich von Bedeutung s. Nummer 12 | 09296434 |
|                                         | Mietshaus in geschlossener Bebauung | Wiedebachstraße 20 (Karte)                            | 1899–1900 (Mietshaus) | mit Tordurchfahrt, Klinkerfassade mit Stuckgliederung, Teil der Fassadenfront zum Wiedebachplatz, städtebaulich und baugeschichtlich von Bedeutung Durch den auch als Bauherrn verantwortlichen Zimmermeister und Bauunternehmer Friedrich Ernst Strieter 1899 bis 1900 errichtetes viergeschossiges Mietshaus. Klinkerbau mit Stuckgliederungen, bruchsteinverkleideter Sockelzone sowie verputztem und ehemals genutetem Erdgeschoss. In den Geschossen jeweils zwei Wohnungen, das Erdgeschoss zudem mit Laden. | 09296433 |
|                                         | Mietshaus in geschlossener Bebauung und in Ecklage | Wiedebachstraße 22 (Karte)                            | 1899–1900 (Mietshaus) | mit Laden und Eckkneipe, Klinkerfassade, Teil der Fassadenfront zum Wiedebachplatz, städtebaulich und baugeschichtlich von Bedeutung Viergeschossiges, 1899–1900 nach Plänen des Architekten F. Otto Gerstenberger zusammen mit den angrenzenden Häusern Zwenkauer Straße Nummer 2 und 4 für den Maurermeister Hermann Engel errichtetes Mietshaus in abgefaster Ecklage. Das Erdgeschoss verputzt und ehemals genutet, die Obergeschosse klinkerverkleidet mit Stuckgliederungen. Im Erdgeschoss ein großer Eckladen und zwei Wohnungen, die Obergeschosse dagegen mit jeweils vier Wohnungen. | 09296432 |
| Direkt Bild zu diesem Denkmal hochladen | Villa mit Garten und Einfriedung | Windscheidstraße 2 (Karte)                            | 1911–1912 (Villa) | Putzfassade, Reformstil-Architektur, benannt nach dem ersten Besitzer, dem Apotheker Wilhelm Reinstein, baugeschichtlich von Bedeutung Der zur Stadtgärtnerei (ehemalige Wasserkunst) gehörende Bauplatz wurde 1911 an den Apotheker Wilhelm Reinstein verkauft, der 1912 nach Plänen des Dresdener Architekten Heinrich Tscharmann eine Villa errichten ließ, die an den Rauchwarenhändler Elias Ormann vermietet wurde. Der kubisch wirkende Baukörper ist zurückhaltend durch asymmetrisch angeordneten halbrunden Balkonerker an der Straßenfront, elegant geschwungene flache Ausbuchtung an der Südseite und den nördlichen Eingangsvorbau mit Freitreppe und Terrasse belebt. Die stufig angeordneten Treppenhausfenster wie die angedeutete spitzige Stilisierung der aufgelegten Putzreliefs erinnern an die expressionistische Herkunft solcher, in den zwanziger Jahren bevorzugten Dekorationsformen. | 09296717 |
|                                         | Mietshaus einer Wohnanlage (bauliche Einheit mit Gustav-Freytag-Straße 19–23), mit Vorgarten und Einfriedung | Windscheidstraße 17 (Karte)                           | 1925–1926, bezeichnet 1925 (Mietshaus) | kleine Wohnanlage, Vorgarten mit niedriger Kunststeinmauer als Einfassung, Putzfassade im Art-Déco-Stil, baugeschichtlich von Bedeutung mit Gustav-Freytag-Straße 19–23: 1925–1926 im Auftrag der Gemeinnützigen Beamten-Baugenossenschaft nach Plänen von Fritz Riemann erbaute Dreiflügel-Anlage an der Ecke Windscheidstraße. Der Mittelbau mit zwei Eingängen zur Gustav-Freytag-Straße viergeschossig, mit breitem Zwerchhaus über Fußwalm, die Seitenflügel, die einen Innenhof umschließen, dreigeschossig mit ausgebautem Mansardgeschoss. Die gesamte Anlage als Gruppenbau mit Höhenstaffelung nach der Mitte zu und mit belebter Dachlandschaft gestaltet. Der Mittelbau von polygonalen Standerkern flankiert. Ebenso Treppenhäuser und Eckrisalite aus der Front vorspringend. Horizontale Zusammenfassung durch schmales Gurtgesims. Eingänge und Erker mit Baudekor im Art-Déco-Stil, Fenster des Erdgeschosses mit Bogenblenden. Im Mansardgeschoss zur Windscheidstraße zwei lebensgroße Steinguß-Frauenfiguren. Hofseitig Loggien. Enthält insgesamt 33 eher kleine Drei- bzw. Vier-Zimmer-Wohnungen. Ursprünglich mit Vorgarten und Einfriedung. | 09296664 |
|                                         | Mietshaus in geschlossener Bebauung | Windscheidstraße 19 (Karte)                           | 1930 (Mietshaus) | kubischer Bau mit profiliertem Klinker-Sockelgeschoss, im Stil der Moderne, Architekten: Jaeger & Hertel (Brüder Heinz und Albrecht Jaeger mit Arno Hertel), baugeschichtlich von Bedeutung Fünfgeschossiges Eckhaus zur Gustav-Freytag-Straße, 1930 von den „akademischen Architekten“ Gebr. Jäger und A. Härtel für den Ingenieur Hans Rothmann gebaut. Der sachlich-kubische Bau durch den hohen, mit profilierten Lagen plastisch gestalteten Klinkersockel, die Gruppierung der quadratischen Fenster ohne Querholz und die über Eck geführte Klinkerrahmung der Eckfenster gegliedert. Typisch für die Zeit sind auch die hochgestellten quadratischen kleinen Kellerfenster. Im Souterrain Garagen, an der Straßenseite überhöhter Dachaufbau und massive Balkons. Der Bau enthält drei Wohnungen pro Etage; im Winkel der Flügel Treppenhaus und Fahrstuhl. | 09296395 |
|                                         | Villa mit Vorgarten, Einfriedung und Toranlage | Windscheidstraße 22 (Karte)                           | 1910–1911 (Villa) | Putzfassade, bemerkenswerte Reformstil-Architektur, Architekt: Raymund Brachmann, benannt nach dem Kaufmann Theodor Hartmann, Mitinhaber der Firma Th. Hartmann & Schultze Tafelglas-Großhandlung, baugeschichtlich von Bedeutung Villa für den Kaufmann Theodor Hartmann, 1911 nach Plänen von Raymund Brachmann vollendet. Entsprechend der schmalen und tiefen Parzelle entwickelt sich der umfangreiche Bau vorrangig in die Tiefe. Die Straßenfront mit Halbrundgiebel akzentuiert und sparsam gegliedert durch Fenstergruppierung und kleinen Gitterbalkon. Hoher Treppenhaus-Vorbau an der Nordseite, dahinter Vestibül und Diele. Süd- und Westseite mit Wintergarten, Terrasse und zartem Baudekor weniger streng gehalten als die Fassade, deren überhöhtes Erdgeschoss mit Staketerie für Rankenpflanzen versehen war. | 09295907 |
|                                         | Villa mit Einfriedung, Brunnen und Garage | Windscheidstraße 24 (Karte)                           | 1912 (Villa) | Putzfassade, Reformstil-Architektur, benannt nach dem Kaufmann Emil Krebs, Inhaber der Firma E. Krebs & Co., Leinen- und Baumwollwaren-Großhandlung, baugeschichtlich von Bedeutung Auch diese Villa, 1912 von Curt Einert für Emil Krebs gebaut, mit schmalerer Straßenfront, nördlichem Eingangsvorbau und gartenseitigen Anbauten. Die Straßenfront mittig ausgerichtet mit eingeschossigem flachen Erker unter dem Dachgiebel, darunter Wandbrunnen. Auch hier ursprünglich Spalier vor dem hohen Erdgeschoss, das Obergeschoss mit Klappläden. Der Grundriss ähnlich wie bei Nummer 22 mit Diele und Treppenhaus nach Norden. Zur Villa gehörte ein Stall- und Remisengebäude im Garten (später zum Kindergarten umgebaut). | 09295906 |
|                                         | Mietshaus in geschlossener Bebauung | Windscheidstraße 25 (Karte)                           | 1896–1901 (Mietshaus) | Putzfassade mit zwei Erkern und Balkons, baugeschichtlich von Bedeutung Windscheidstraße 25 Das Haus, 1909 von den Architekten Hugo und Berthold Keiser für Maurermeister Hermann Freiberg erbaut, zeigt das um diese Zeit beliebte „Piano-Motiv“: Zwei durch Balkons verbundene Erker, von denen einer mit Balkon abschließt, der andere von einem Giebel überfangen wird. Die hohe Sockelzone mit Werksteinverkleidung, der schöne Hauseingang mit verstrebtem Oberlicht, von Ädikulen gerahmte Fenster im zweiten Erker-Geschoss bilden den akzentuiert eingesetzten zurückhaltenden Fassadenschmuck. Der Grundriss ebenfalls zeittypisch mit dem zum Schlafzimmer hin offenen Bad am Ende des dielenartigen Korridors. (Denkmaltopographie Bundesrepublik Deutschland, Denkmale in Sachsen, Stadt Leipzig, Südliche Stadterweiterung, 1998) | 09296396 |
|                                         | Villa mit Einfriedung, Wegepflaster und Vorgarten | Windscheidstraße 26 (Karte)                           | 1912 (Villa) | Putzfassade, Reformstil-Architektur, benannt nach dem Oberlehrer Prof. Dr. Robert Rampendahl, baugeschichtlich von Bedeutung 1912 vom Architekten Hermann Fischer für Oberlehrer Dr. Robert Rampendahl erbautes villenartiges Zweifamilienhaus. Die Struktur des Außenbaues: Zuordnung von rechteckigen oder halbrunden Bauteilen zum quadratischen Kernbau, macht die innere Raumstruktur sichtbar. In der stark durchgliederten Dachlandschaft dominiert der straßenseitige dreiachsige Volutengiebel mit von Ornament umrahmtem Ochsenauge. Die Fassaden sind, von Putzspiegeln am Erker abgesehen, schmucklos. Sie waren ursprünglich von einem Rankenspalier bedeckt. Zum Haus gehört eine Einfriedung aus konkav geschwungener Mauer und Holzstaketen. LfD/1998 | 09295905 |
|                                         | Doppelmietshaus (mit Scheffelstraße 17) in geschlossener Bebauung in Ecklage | Windscheidstraße 27 (Karte)                           | 1910–1911 (Doppelmietshaus) | mit Laden, Putzfassade mit Erkern, Reformstil-Architektur, baugeschichtlich von Bedeutung Die Architekten Johannes Keiser und Hugo Keiser übernahmen das Grundstück, um ein repräsentatives Eckwohngebäude nach eigenen Entwürfen und unter eigener Bauleitung zu errichten. Betraut mit der Ausführung wurde Alfred Klingler aus Lindenau sowie das Decken-Baugeschäft der Baumeister Weineck & Kayser. Im September 1911 erfolgte die Schlussprüfung des im Juni des Vorjahres beantragten Hauses. Eine Erschließung der Wohnungen erfolgte über zwei Treppenhäuser, im Kellergeschoss Waschküche und Wirtschaftsdurchgang, unterm Dach eine Wohnung. Ab Sommer 1915 war das Grundstück im alleinigen Besitz des Architekten Johannes Berthold Keiser, später übernahmen W. Grahneis, Emilie Pauline Clara Grahneis geb. Wöckler (ab 1920), Kaufmann und Prokurist Ernst Otto Richter (1921), die Fa. Gebr. Dietze bzw. Fa. Louis Dietze OHG Obst- und Gemüsehandel. Der Bauantrag zum Jahresausklang 1993 wurde von Ralf Dietze gestellt und beinhaltete die umfassende Instandsetzung und Umbau, das Unternehmen erfuhr erst im Juli 1996 seine Fertigstellung. Hintergrund waren die größeren Beschädigungen durch Kriegszerstörung und Folgeschäden, insbesondere der bombengeschädigten beiden Obergeschosse. Bereits 1957 war das Projekt eines Wiederaufbaus durch den Architekten Wolfgang Lohmer in Bürogemeinschaft mit Alfred Uttecht vorgelegt worden, dem 1961 ein neuerlicher Wiederaufbauantrag folgte – beide Bauanträge erfuhren keine Umsetzung. Erker und eine bewegte Dachlandschaft kennzeichnen den wirkungsvollen Reformstilbau mit Putzfassaden und zurückhaltend verwendetem Fassadendekor. Der Sockel besteht größtenteils aus Sandsteinquadern über Granitschwelle, die Ecke besitzt einen großzügigen Ladeneinbau. Hauseingangstüren und die Ausstattung der unteren Etagen ist erhalten. Wirkungsvoller Eckbau, baugeschichtlich und ortsteilentwicklungsgeschichtlich an der Nahtstelle zwischen geschlossenen Mietshausquartieren und freizügiger Villen- und Siedlungshausbebauung von Bedeutung. LfD/2013 | 09296391 |
| Direkt Bild zu diesem Denkmal hochladen | Wohnhaus in geschlossener Bebauung mit Vorgarten und Einfriedung | Windscheidstraße 28 (Karte)                           | um 1910/1915 (Wohnhaus) | Putzfassade, vergleiche Nummer 30, 32 und 34, zwischen Jugend- und Reformstil, nach Plänen des Leipziger Werkbund-Architekten Raymund Brachmann, baugeschichtlich und kunstgeschichtlich von Bedeutung s. Nummer 34 | 09296383 |
|                                         | Mietshaus in ehemals geschlossener Bebauung und in Ecklage | Windscheidstraße 29 (Karte)                           | 1908 (Mietshaus) | Putzfassade mit Erkern, Eckbetonung, baugeschichtlich von Bedeutung Eckhaus zur Scheffelstraße, 1908 durch das Baugeschäft Friedrich und Jahn errichtet. Der klar durchgestaltete Bau mit der eleganten Jugendstilfassade lässt vermuten, dass sich dahinter der Architekt Adalbert Friedrich, bis 1904 Mitarbeiter von Karl Poser, verbirgt. Die betonte Vertikal- gliederung durch schlanke Erker und das Zusammenfassen der Fensterachsen aller drei Obergeschosse nimmt dem umfang- reichen Eckbau jegliche Schwere. Blendbögen im Obergeschoss vermitteln den Eindruck einer Pilastergliederung mit Bogenabschluss, Basen und Kapitelle dieser Scheinpilaster sind durch ein filigranes Stuckband angedeutet, das gleichzeitig umlaufend die Fassade zusammenfasst. Ansonsten ist der zierliche und flache Dekor an den Erkern konzentriert. Von den Kellergittern bis zur Marmor- und Stuckausstattung von Flur und Treppenhaus sind alle Details erhalten. | 09296393 |
| Direkt Bild zu diesem Denkmal hochladen | Wohnhaus in geschlossener Bebauung, mit Vorgarten und Einfriedung | Windscheidstraße 30 (Karte)                           | um 1910/1915 (Wohnhaus) | Putzfassade, vergleiche Nummer 28, 32 und 34, zwischen Jugend- und Reformstil, nach Plänen des Leipziger Werkbund-Architekten Raymund Brachmann, baugeschichtlich und kunstgeschichtlich von Bedeutung s. Nummer 34 | 09296379 |
| Direkt Bild zu diesem Denkmal hochladen | Wohnhaus in geschlossener Bebauung, mit Vorgarten und Einfriedung | Windscheidstraße 32 (Karte)                           | um 1910/1915 (Wohnhaus) | Putzfassade, Souterrain mit farbigen Kacheln, vergleiche Nummer 28, 30 und 34, zwischen Jugend- und Reformstil, nach Plänen des Leipziger Werkbund-Architekten Raymund Brachmann, baugeschichtlich und kunstgeschichtlich von Bedeutung s. Nummer 34 | 09296386 |
|                                         | Mietshaus in ehemals geschlossener Bebauung | Windscheidstraße 33 (Karte)                           | 1909 (Mietshaus) | mit Tordurchfahrt, Putzfassade, zwei Erker, Fachwerk-Giebel, Reformstil-Architektur, baugeschichtlich von Bedeutung Mietshaus, 1909 für die Firma Walter Hinrichsen erbaut, wahrscheinlich, wie das Eckhaus Nummer 29 und die (zerstörte) Nummer 31, durch die Firma Friedrich und Jahn. Die Putzfassade über dem Natursteinsockel nur in den Erkern mit zarter vertikaler Stuckdekoration. Das „Piano-Motiv“- hier durch Fachwerk-Giebel ins Landhausmäßige gewandelt. Die Tordurchfahrt führte zu einem Werkstattgebäude im Hof („Physiko-chemisches Apparate-Institut“ von Dr. Fritz Köhler | 09296394 |
| Direkt Bild zu diesem Denkmal hochladen | Wohnhaus in halboffener Bebauung mit Vorgarten und Einfriedung | Windscheidstraße 34 (Karte)                           | 1909–1910 (Wohnhaus) | Zierkacheln und Keramik-Reliefs, Putzfassade, vergleiche Nummer 28, 30 und 32, zwischen Jugend- und Reformstil, nach Plänen des Leipziger Werkbund-Architekten Raymund Brachmann, baugeschichtlich und kunstgeschichtlich von Bedeutung Nummer 28, 30, 32,34: Die vier dreigeschossigen, nur drei- bis vierachsigen Einfamilienhäuser, an die sich rückseitig schmale und tiefe Gärten schließen, gehören zu einer Reihe von ursprünglich sieben zusammenhängenden Bauten. Es fehlen heute der südliche Kopfbau (Nummer 36) und die beiden nördlich abschließenden Häuser. Die Bauten entstanden zwischen 1909 und 1915 nach Plänen des Werkbund-Architekten Raymund Brachmann. Als Besitzer der Parzellen konnte dieser hier eine architektonische Idee verwirklichen, ohne vorrangig auf die Wünsche der späteren Käufer Rücksicht nehmen zu müssen. Beginnend mit Nummer 34 entwickelte sich sukzessive eine Baureihe, deren Einzelfassaden durch unterschiedliche plastische Akzentuierung und Fenstergruppierung voneinander abgehoben sind, durch eine asymmetrisch bewegte Dachlinie jedoch zusammengefasst werden. Die Grundrisse sind offenbar auf die Wünsche der späteren Bewohner abgestimmt, wobei sich die Wirtschaftsräume meist im Souterrain befinden- die Häuser liegen etwas unter dem Straßenniveau hinter Vorgärten, deren ursprüngliche sezessionistische Einfriedung verloren ist. Durch den Verlust der Kopfbauten an beiden Seiten und durch spätere Fassadenglättung ist dieses bemerkenswerte Zeugnis expressionistischen Wohnbaus, dessen Beziehung zur Bremer Böttcherstraße trotz des unterschiedlichen Materials unverkennbar ist, heute stark beeinträchtigt. | 09296385 |
|                                         | Mietshaus in geschlossener Bebauung | Windscheidstraße 35 (Karte)                           | 1910 (Mietshaus) | Putzfassade, zwei Erker, Reformstil-Architektur, baugeschichtlich von Bedeutung 1910 von der Firma Friedrich und Jahn nach ähnlichem Fassadensystem wie Nummer 35 entworfen (der Giebel über dem nördlichen Erker zerstört). Der abweichende Fassadendekor - hier die moderneren eingetieften Schmuckelemente und eine aufwendigere Portalrahmung mit kranztragenden Putti in Gußstein) - wohl durch den Architekten H. E. Reichardt, der den Bau weiterführte, hinzugefügt. Erhalten die Stuckmarmor-Ausstattung des Hausflurs, die Kellergitter und charakteristischen Fensterformen. | 09296387 |
|                                         | Mietshaus in geschlossener Bebauung | Windscheidstraße 37 (Karte)                           | 1909–1912 (Mietshaus) | Putzfassade mit zwei Erkern und Balkons, Reformstil-Architektur, baugeschichtlich von Bedeutung Erster Entwurf, 1909 für Zimmermeister Oskar Ponitzsch. Eine 1912 durchgeführte Änderung des Fassadenplans (Architekten Hädrich und Albrecht) veranschaulicht den in dieser Zeit stattgefundenen Geschmackswandel: Statt der zierlich wirkenden Polygonalerker erscheinen jetzt kantige Kastenerker auf schweren Konsolen, statt des zarten Jugendstilstucks teigig breite, aufgelegte oder in Feldern eingetiefte Zementstuck-Dekors. Die Hauseingänge erhalten schwere Bekrönungen, wobei kranztragende Putti ein bevorzugtes Motiv sind. | 09296388 |
| Direkt Bild zu diesem Denkmal hochladen | Villa (Nr. 40) mit Gartenhaus (Nr. 38a), Einfriedung und Garten | Windscheidstraße 38a; 40 (Karte)                      | 1911–1912 (Villa) | repräsentativer Putzbau, von der Ausstattung u. a. Tresor erhalten, im Reform- und Heimatstil, benannt nach dem Erstbesitzer, Rauchwarenhändler Felix Reimann, baugeschichtlich und personengeschichtlich von Bedeutung | 09296384 |
| Weitere Bilder                          | Doppelmietshaus (Nr. 39/41) in halboffener Bebauung und Hofgebäude (Nr. 41a/41b) | Windscheidstraße 39; 41; 41a; 41b (Karte)             | 1912 (Doppelmietshaus) | Vorderhaus Nummer 41 mit Tordurchfahrt, Putzfassade mit Kastenerkern, Reformstil-Architektur, Hofgebäude alte Fabrik, ortsentwicklungsgeschichtlich und baugeschichtlich von Bedeutung Doppelmietshaus, 1912 von Baumeister Curt Stengel für den Bauunternehmer Theodor Berk errichtet. Die beiden Haushälften aufeinander bezogen, aber nicht identisch. Nummer 39 mit breitem Doppelerker über dem Eingang, Nummer 42 mit zwei einachsigen Erkern. Jeweils die beiden inneren Erker mit Balkonaufsatz und von zurückgesetztem geschweiftem Giebel überfangen. Über flach gefugtem Erdgeschoss die glatte Fassade nur durch Ecklisenen und Putzfelder an den Erkern gegliedert. Die Fenster mit Oberlichtsprossen, wichtiges Gliederungselement solcher leicht monumental wirkenden Fassaden, sind leider durch unprofilierte Plastikfenster ersetzt worden. Akzentuiert eingesetzter Bauschmuck sind die figürlichen Flachreliefs neben den schmalen hohen Eingängen. 1913 Bau eines langgestreckten dreigeschossigen Fabrikgebäudes im tiefen Hofgelände. (Nach Teilzerstörung 1943 wiederaufgebaut). Hier neben kleineren Fabrikationsstätten (Graupner, Bronzewaren, Hiller, Bau- und Kunstmöbel, Liemann, Türkische Tabak- und Zigarettenfabrik) die chemische Fabrik von Ernst Colditz, Hoflieferant für Parfümerien, Drogerie- und Apothekenbedarf ansässig. | 09296389 |
|                                         | Doppelmietshaus in offener Bebauung | Windscheidstraße 47; 49 (Karte)                       | 1888 (Doppelmietshaus) | historisierende Putzfassade, baugeschichtlich von Bedeutung Teil eines Doppelhauses, 1888 für Gärtnermeister Carl Wilhelm Müller und Restaurateur Friedrich Eduard Wernicke an der in nördliche Richtung verlängerten Brandstraße gebaut.(Das rückwärtig bis zur Kochstraße reichende Gärtnereigelände, schon seit dem frühen 19. Jahrhundert hier ansässig, wurde später in seinem östlichen Teil von der wachsenden Fabrikanlage Siry und Lizars eingenommen.) Jede der beiden Haushälften (Nummer 49 verändert) war, obwohl nur fünfachsig, sorgfältig durchgegliedert mit einem durch Eckquaderung, Dreiecksgiebel und Pilaster hervorgehobenem Mittelrisalit, feinem Stuckornament in den Seitenachsen, Putzbänder und Konsolgesims unter dem stark ausgebauten französischen Dach. Von sorgfältiger Ausführung zeugt auch die abgerundete Gebäudeecke und die gestaltete Giebelfläche. Ein erster Entwurf von 1887 wurde nicht ausgeführt. | 09296390 |
|                                         | Kasernengebäude (Windscheidstraße 48) in offener Bebauung und in Ecklage, mit Seitentrakt (Selneckerstraße 28), sowie Vorgarten und Auffahrt | Windscheidstraße 48 (Karte)                           | 1937 (Kaserne) | traditionalistische Putzfassade der 1930er Jahre, zum Teil Werksteinverkleidung, ehemals mit Garagengebäude sowie zwei Offizierswohnhäusern an der Heilemannstraße, militärhistorisch, baugeschichtlich und ortsgeschichtlich von Bedeutung | 09296718 |
| Direkt Bild zu diesem Denkmal hochladen | Gasmesserfabrik Schirmer, Richter & Co. (ehem.); Halle 5 e. V. in der Kulturfabrik Leipzig: Fabrikanlage, bestehend aus mehreren Gebäuden | Windscheidstraße 51 (Karte)                           | 1875–1907 (Fabrik) | Ziegelbauten, baugeschichtlich und ortsgeschichtlich von Bedeutung, siehe auch Kochstraße 132; Kochstraße 130, 132: Das heutige „Werk II“ wurde 1847 durch Eduard Siry und Charles Lizars als Filiale ihrer Pariser Fabrik für Gasmesseranlagen gegründet. Da die Leipziger Klempner-Innung gegen eine solche Fabrikanlage protestierte, begann man 1848 mit dem Fabrikbau in Connewitz auf dem Areal zweier Gärtnereien. Vor allem nach der Übernahme der Fabrik durch die bisherigen Geschäftsführer Wilhelm Schirmer und Carl Richter (Fa. Schirmer, Richter & Cie.) 1887 entstanden unter der Leitung des Baumeisters Otto Backhaus umfangreiche Um- und Erweiterungsbauten. 1893 beschäftigte die Firma 80 Arbeiter. Die Fabrikanlage besteht heute aus folgenden Gebäuden 1. Fabrikationshalle (1886), Ziegelbau mit hohem Mittelschiff mit Ziergiebel und flacheren Seitenschiffen; 2. südlicher Hof-Seitenflügel (1899), Ziegel, mit Treppenhausrisalit und dekorativer Eingangsgestaltung (Fabrikationsräume), daran anschließend an der Straße dreigeschossiger wohnhausartiger Putzbau mit gespundetem Erdgeschoss und flachem Walmdach (1899, Privatcomptoir, Ingenieurbüros, Ausstellungsräume, Hausmeisterwohnung). Der gegenüberliegende Hofflügel von 1907 stärker verändert. An der Rückseite der Fabrikhalle wurde 1906 eine zweite Ziegelhalle angefügt, auch sie mit charakteristischem Ziergiebel (Windscheidstraße 51). Von 1953 bis zur Stilllegung 1990 wurde die Fabrikanlage durch den VEB Werkstattprüfmaschinen genutzt; seit etwa 1992 etabliert sich in den Hallen die alternative Kulturwerkstatt „Werk II“. Zum Fabrikkomplex gehörte ursprünglich die Fabrikantenvilla (Nr. 130), 1878 für Alcide de Siry, Lizars und Comp. ebenfalls nach Plänen von Otto Backhaus errichtet. Der von der Straße zurückgesetzte (alte Baufluchtlinie der Connewitzer Chaussee) zweigeschossige quadratische Bau, symmetrisch angelegt mit flachem Mittelrisalit, vor dem sich ursprünglich ein halbrunder Verandaanbau befand, ist durch Glättung und Neuverputz verändert. Zusammen mit den weitgehend in ihrer Originalsubstanz bewahrten Werksgebäuden bildet er ein komplett erhaltenes Ensemble einer gründerzeitlichen Fabrikanlage. | 09296482 |
| Weitere Bilder                          | Connewitzer Kreuz: Weichbildzeichen und Prellsteine | Wolfgang-Heinze-Straße (Karte)                        | bezeichnet 1536 (Weichbildstein) | Säule aus rotem Rochlitzer Porphyrtuff, Sandstein-Aufsatz mit ehemals originalem, verwittertem Relief (ein Kruzifix und ein »Kreuz«, am Ort heute nur noch eine Kopie von 1997, das Original im Stadtgeschichtlichen Museum) sowie originale Prellsteine aus Rochlitzer Porphyrtuff, geschichtlich von Bedeutung | 09296321 |
|                                         | Doppelmietshaus in geschlossener Bebauung und in Ecklage | Wolfgang-Heinze-Straße 4; 6 (Karte)                   | 1927 (Doppelmietshaus) | Eckbetonung durch leicht vortretenden Kopfbau, Putzfassade mit Kastenerkern, im Stil der 1920er Jahre, baugeschichtlich von Bedeutung siehe Selneckerstraße 1/3. (Denkmaltopographie Bundesrepublik Deutschland, Denkmale in Sachsen, Stadt Leipzig, Südliche Stadterweiterung, 1998) | 09295866 |
| Direkt Bild zu diesem Denkmal hochladen | Mietshaus in geschlossener Bebauung | Wolfgang-Heinze-Straße 8 (Karte)                      | 1901 Planung, 1911 Ausführung (Mietshaus) | mit Ladenzone, Putzbau, Reformstil-Architektur, baugeschichtlich von Bedeutung | 09295867 |
|                                         | Mietshaus in ehemals geschlossener Bebauung | Wolfgang-Heinze-Straße 9 (Karte)                      | 1897 (Mietshaus) | mit Tordurchfahrt und Ladenzone, Klinkerfassade mit Stuckgliederung, baugeschichtlich von Bedeutung Nach Abriss eines ursprünglich eingeschossigen, fünfachsigen Hauses, das 1874 bereits um zwei Geschosse aufgestockt worden war, 1897 durch Zimmer- und Maurermeister Theodor Albrecht für Frau Dr. Hermsdorf aus Plagwitz in seiner jetzigen Form errichtet. Die schlichte Ziegelfassade durch sehr hohe Fensterbekrönungen in den Hauptgeschossen aufgewertet. Seitliche Tordurchfahrt zu den ehemaligen Hofgebäuden. | 09296363 |
|                                         | Mietshaus in geschlossener Bebauung | Wolfgang-Heinze-Straße 10 (Karte)                     | 1886 (Mietshaus) | mit Tordurchfahrt, mit zwei originalen Läden, historisierende Putzfassade, baugeschichtlich von Bedeutung 1886 für Fleischermeister Gustav Adolf Müller und G.H. Rietzschel von Maurermeister Richard Uhlmann gebautes viergeschossiges Mietshaus mit späterem Dachausbau. Schlichte Putzfassade zwischen zwei leicht hervorgehobenen Seitenrisaliten. Die Läden original. | 09295868 |
|                                         | Mietshaus in geschlossener Bebauung | Wolfgang-Heinze-Straße 11 (Karte)                     | 1899 (Mietshaus) | mit Ladenzone, repräsentative historisierende Putzfassade, zwei Erker, baugeschichtlich von Bedeutung Erste Pläne von 1897, ebenfalls von Theodor Albrecht für Frau Hermsdorf ähnlich wie der Nachbarbau Nummer 9. 1899 ließ der neue Bauherr Maurermeister Franz Dietze vom Architekten Eugen Horn neue Pläne entwerfen, die nun eine deutliche Hinwendung zu Jugendstilformen zeigen: Die Fassade wird bewegt durch polygonale Erker, der Dachausbau markant durch zwei Aufbauten in Form gerundeter Kegelstümpfe mit großen Thermenfenstern. Ursprünglich TurmAbschluss mit durchbrochener Laterne. Floraler Stuck im Obergeschoss über der Eingangsachse, sonst geschwungene eher geometrisierende Formen. Historistisches noch in dem neogotischen Maßwerkfries über dem Erdgeschoss mit der original erhaltenen Schaufensterfront. Die Ladenräume gewölbt und mit hängendem Schlussstein, aufwendige Jugendstilausstattung in Flur und Treppenhaus. Die Wohnungsgrundrisse nun individueller: mit Speisekammer im hinteren Treppenhausvorsprung und Bad. | 09296364 |
|                                         | Doppelmietshaus in geschlossener Bebauung sowie Filmtheatergebäude im Hof bei Nr. 12a und Fleischerladenausstattung bei Nr. 12 | Wolfgang-Heinze-Straße 12; 12a (Karte)                | 1912 (Doppelmietshaus) | Putzfassade im Reformstil, mit Ladenzone, im Hof eines der ältesten Kinogebäude Deutschlands, ortsgeschichtlich und baugeschichtlich von Bedeutung Anstelle eines 1864 erbauten zweigeschossigen Wohnhauses mit dichter gewerblicher Hofbebauung erfolgte 1912 der Bau je eines Doppelhauses an der Wolfgang-Heinze-Straße und der Simildenstraße (rückseitige Grundstücksbegrenzung) durch William Pittschaft, Emil Seyfarth und den Architekten Artur Werner. Im Hof wurde der Kino-Saal, seit etwa 1920 „U.T. Connewitz“, errichtet, in dessen Kellerräumen sich die Leipziger Kunstdruckerei befand, deren Besitzer auch Betreiber des Kinos war. 1927 entstand der überdachte Verbindungsgang zwischen seitlichem Durchgang und Kinosaal. Die Fassade des Vorderhauses mit Wohnungen und Geschäften ist betont schlicht, die ungleichen Haushälften werden durch zwei Gurtgesimse zusammengefasst. Unter den asymmetrisch angeordneten Giebeln ein vierachsiger Mittelrisalit mit den flachen, etwas teigigen Putzdekorationen der Zeit und von einem Fußwalm überdacht. Das „U.T. Connewitz“, nach der Zerstörung des nahen „C.T. Connewitz“ in der Bornaischen Straße 3b einziges Kino der Südvorstadt, war bis 1992 in Betrieb. Wiederbelebung als Veranstaltungsort 2001 durch einen neu gegründeten Verein. Nummer 12 mit sehr schöner Ausstattung eines Fleischerladens. | 09295869 |
|                                         | Mietshaus in geschlossener Bebauung | Wolfgang-Heinze-Straße 13 (Karte)                     | 1898 (Mietshaus) | mit Tordurchfahrt und mit Laden, Klinkerfassade mit Stuckdekoration, zwei Erker, baugeschichtlich von Bedeutung 1898 im Auftrag von Hermann Liersch vom Architekten Richard Füssel erbaut. Ziegelfassade mit Sandsteingliederung und gotisierenden Zierformen: Dreipassfenster und Stabgewände in den Erkerfenstern und -Balkonbrüstungen, eingestellte Säulchen in den Fesntergewänden und Wanddienste als Träger des Kranzgesimses, mit Blenden zusammengefasste gekuppelte Fenster usw. Von 1898 bis etwa 1926 Pamt im Erdgeschoss (Phorn über dem Durchgang), 1933 Peingang links zu Schaufenster umgestaltet. | 09296365 |
|                                         | Mietshaus in geschlossener Bebauung | Wolfgang-Heinze-Straße 14 (Karte)                     | 1883–1884 (Mietshaus) | mit Laden, historisierende Putzfassade, Mietshaus im geschlossenen Quartier, wissenschaftlich-dokumentarischer Wert und baugeschichtlich von Bedeutung Holzhändler Robert Müller als Bauherr und Maurermeister Julius Mosenthin als Ausführender errichteten auf dem Müllerschen Gewerbegrundstück 1883–1884 ein neues Wohnhausgebäude mit Souterrain und Schieferdach nebst Niederlagsgebäude im Hof. Ein rechts vorhandener Hausdurchgang verschwand im Jahreswechsel 1900/1901 für den Einbau zweier Läden und die Verlegung des Hauseingangs von der Hof- nach der Straßenseite. Privatmann August Carl Friedrich beauftragte hiermit die Architekten Friedrich & Poser, Büro für Architektur und Bauausführungen (nochmaliger Umbau 1911). 1901 erfolgten ferner die Wohnungsteilung im 1. und 2. Obergeschoss, im Februar 1902 erging Antrag für eine Hausmannswohnung im Dachgeschoss, zu der 1946–1948 eine zweite Wohnung hinzukam. Nach Rückübertragung und Weiterverkauf des Grundstücks 1995 Bauantrag für Um- und Ausbau sowie Modernisierungsarbeiten, 2000 Antrag für die Neuerstellung einer hofseitigen Balkonanlage. Der recht kleine und schmale Mietwohnungsbau mit Putzfassade und Akzentuierung der Fensterzone in der ersten Etage im Kontrast zu den palaisartigen Historismusbauten der gegenüber liegenden Straßenseite. Stadtteilentwicklungsgeschichtlich und baugeschichtlich bedeutsam. LfD/2012 | 09299375 |
|                                         | Mietshaus in geschlossener Bebauung | Wolfgang-Heinze-Straße 15 (Karte)                     | 1898 (Mietshaus) | mit Tordurchfahrt und Ladenzone, Klinkerfassade mit Stuckdekoration, baugeschichtlich von Bedeutung 1898 von Otto Gerstenberger für Bauunternehmer Friedrich Thielemann errichtet. Flache Ziegelfassade mit zwei angedeuteten verputzten und genuteten Seitenrisaliten, die in historisierenden Volutengiebeln mit Dreiecksgiebel- bekrönung auslaufen. Dazwischen Dachhäuser mit verbretterten Fronten. Ursprünglich auch die Ladenzone mit Putzquaderung entsprechend der Fensterrahmung in den beiden Hauptgeschossen. Die Mitte betont, das Obergeschoss leichter gestaltet. Neben konventionellen Formen wie den Giebeln ist in den flachen schnittigen Fensterrahmungen mit Masken im Schlussstein oder in den kannelierten Konsolen die Nähe des Jugendstils erkennbar. Der Grundriss enthält neben den Seitenwohnungen je eine aus Stube, Kammer und Korridor bestehende Kleinstwohnung. Im Hof die erhaltenen Nebengebäude (ursprünglich Bäckerei, Ställe und Werkstätten). | 09296366 |
|                                         | Mietshaus in geschlossener Bebauung und drei Werkstattgebäude im Hof | Wolfgang-Heinze-Straße 16 (Karte)                     | 1902 (Mietshaus) | Vorderhaus mit Tordurchfahrt und mit zwei Läden, Klinkerfassade, baugeschichtlich von Bedeutung Nummer 16,18: Beide viergeschossigen und neunachsigen Mietshäuser mit schlichter, in der Dekoration leicht variierter Ziegelfassade 1910–1902 für Maurermeister Julius Ihme nach Plänen von Heinrich Lindemann gebaut. Schaufenster-Umbauten von 1909, die Durchfahrt von Nummer 18 führte zu Werkstattgebäuden. | 09295870 |
|                                         | Mietshaus in ehemals geschlossener Bebauung | Wolfgang-Heinze-Straße 17 (Karte)                     | bezeichnet 1912 (Mietshaus) | mit Läden, Putzfassade im Reformstil, baugeschichtlich von Bedeutung Auf dem auch unter Auerbachstraße 1 gehandelten Grundstück wurde im Februar 1912 Bauantrag für ein repräsentatives Doppelmietshaus gestellt, wobei zunächst der Neubau (heute Nummer 17) vorsehen war und nach temporärem Umzug der Gaststätte “Gute Quelle” dann der zweigeschossige Altbau Auerbachstraße abgebrochen und dann hier das Eckwohnhaus (Auerbachstraße 1) errichtet werden sollte. Als Unternehmer trat Gastwirt Karl Paul Nebe in Erscheinung, der Baumeister Otto Jaenicke aus Connewitz mit den Entwurfszeichnungen und den Dölitzer Maurermeister Hermann Nebe mit den Ausführungsarbeiten beauftragte. Im Mai übernahm Architekt Alwin Hädrich die Bauleitung und reichte bis Juni 1913 auch einige Tekturen ein. Zu den zwei Wohnungen pro Etage und einer Dachgeschosswohnung wurde wohl 1930 eine weitere Wohnung in der Dachetage hinzugefügt. Sanierung, Wiederaufbau Balkone und der unsenbible Komplettausbau des Dachgeschosses für Wohnnutzung 1997–1998 durch Maik Gottas aus Leipzig, die Planentwürfe von Dipl.-Ing. Knut Ballasus aus Naumburg. Das konzipierte Eckwohngebäude kam nicht zur Ausführung. Die verputzte Reformstilfassade mit giebelabgeschlossenem Zwerchhaus, Ladenzone und Kunststeinreliefs (u. a. die in der Zeit beliebten Darstellungen spielender Kinder) gegenüber dem Erstentwurf recht zurückhaltend. Wohnungseingangstüren, Haustür und ein bleiverglastes Treppenhausfenster erhalten. Baugeschichtlich wichtiger Mietshausbau an einer Ortsausfallstraße, Zeugnis der Stadtteilentwicklung. LfD/2012 | 09299268 |
|                                         | Mietshaus in geschlossener Bebauung und Hinterhaus | Wolfgang-Heinze-Straße 18 (Karte)                     | 1902 (Mietshaus) | Vorderhaus mit Tordurchfahrt, mit zwei Läden, Klinkerfassade, baugeschichtlich von Bedeutung s. Nummer 16 | 09295871 |
| Direkt Bild zu diesem Denkmal hochladen | Mietshaus in geschlossener Bebauung und in Ecklage | Wolfgang-Heinze-Straße 19 (Karte)                     | 1893 (Mietshaus) | mit Ladenzone, abgeschrägte Ecke mit Erker und Dachaufbau, Klinker-Putz-Fassade, baugeschichtlich von Bedeutung Der Eckbau zur Auerbachstraße (auch Auerbachstraße 2) wurde 1893 für den Tierhändler Emil Geupel-White von August Franke errichtet. Seit etwa 1870 befanden sich hier- hinter dem alten eingeschossigen Wohnhaus und bis weit in die damalige Friedrichstraße hinein - Vogelvolieren, Ställe und ein Affenkäfig.Dem fünfgeschossigen Mietshaus verleiht vor allem der verputzte, dreiachsige Eckrisalit mit säulengestützten Scheinbalkonen, Hermen, Kartusche, gesprengtem Giebel und Dachaufbau repräsentatives Gewicht. Die Ziegelfronten sind mit ihrer klaren Horizontalbetonung dem dominierenden Ecktrakt untergeordnet. | 09296665 |
|                                         | Mietshaus in geschlossener Bebauung | Wolfgang-Heinze-Straße 21 (Karte)                     | 1896 (Mietshaus) | mit Hausdurchgang und Ladenzone, Klinker-Putz-Fassade mit Stuckgliederungen, baugeschichtlich von Bedeutung 1896 anstelle eines zweigeschossigen alten Hauses von August Franke für Richard Thielemann gebaut. Die fünfgeschossige Ziegelfassade horizontal betont, mit abnehmender Plastizität nach oben hin. Vertikale Zusammenfassung durch verputzte und genutete Seitenrisalite. In Giebel- und Sohlbankfeldern Stuck in Beschlagwerk- und Kartuschenformen. Das Obergeschoss über Fries mit „laufendem Hund“ durch Konsolen und Festons reich geschmückt. Die Schaufensterfront und die zu den Werkstattgebäuden im Hof führende Durchfahrt schon 1907 durch Klempnermeister Gustav Wolle vereinfacht. | 09296367 |
|                                         | Mietshaus in ehemals halboffener Bebauung und in Ecklage, mit Vorgarten zur Mathildenstraße | Wolfgang-Heinze-Straße 26 (Karte)                     | 1880 (Mietshaus) | ehemals mit originalem Laden, historisierende Putzfassade, baugeschichtlich von Bedeutung Das 1880 von Maurermeister Julius Mosenthin für den Pferdehändler Hermann Rose erbaute Haus gehört in den Zusammenhang der Bebauung Mathildenstraße. Als Eckhaus zur breiteren Hauptstraße ist es höher und als massiger, fast quadratischer Baukörper mit flachem Walmdach angelegt. Da die Kreuzungssituation durch den Vorgarten zur Mathildenstraße entschärft ist, wurde auf die abgeflachte Ecke verzichtet. Wie die angedeuteten Eckrisalite war auch das Erdgeschoss mit originalem Ladeneinbau horizontal gefugt. Die Entfernung der Sohlbank- und Gurtgesimse über Erdgeschoss, ersten und zweitem Geschoss verunklärt die ursprünglich klare Geschossteilung. | 09295872 |
|                                         | Mietshaus in halboffener Bebauung und in Ecklage, mit Vorgarten zur Mathildenstraße | Wolfgang-Heinze-Straße 28 (Karte)                     | 1884 (Mietshaus) | mit originalem Laden und ehemals mit Eckgaststätte, Eckbetonung durch Abschrägung und oktogonaler Kuppel, historisierende Putzfassade, baugeschichtlich von Bedeutung 1884 zusammen mit der südlich anschließenden Nummer 30 als Eckhaus zur Mathildenstraße nach Zeichnungen des Architekten Bechmann für Karl Munkwitz gebaut. Das nur dreigeschossige Gebäude mit kuppelbekröntem Eckrisalit und ausgebautem Mansardgeschoss, mit ursprünglich gequadertem Erdgeschoss und gebänderten Obergeschossen ist auf damals bereits nicht mehr ganz moderne Weise gegliedert: Die feinen Fensterrahmungen und Konsolen, der Zahnschnittfries unter profilierten Bedachungen, Rosetten, Pfeiler mit ionischen Kapitellen und ein abschließendes Mäanderband unter dem Kranzgesims entsprechen der bis etwa 1880 üblichen Fassadendekoration im „hellenistischen“ Stil. In der verbrochenen Ecke befand sich eine Restauration (zwei gusseiserne Säulen als Stützpfeiler erhalten), der dazugehörige Biergarten schloss sich in der Mathildenstraße an. Die originale Ausstattung des Hausflurs mit Stuckpilastern, Medaillons und geätzter Verglasung erhalten. | 09295873 |
|                                         | Wohn- und Geschäftshaus in halboffener Bebauung und in Ecklage (mit Gaststätte, bauliche Einheit mit Hermannstraße 1, siehe dort), im benachbarten »Kronengarten« Reste der Einfriedungsmauer des ehemaligen Biergartens und des dortigen Baumbestandes | Wolfgang-Heinze-Straße 35; 37; 39 (Karte)             | 1912–1914 (Wohn- und Geschäftshaus) | Putzfassade mit Erkern, große Tordurchfahrt bei Nummer 35/37, bemerkenswerte Reformstil-Architektur, Innenausstattung der Gaststätte im »altdeutschen Stil«, ortsgeschichtlich und baugeschichtlich von Bedeutung 1858 eröffnete Hermann Hempel durch Verbindung zweier alter Häuser den Gasthof „Zur Krone“ und ließ 1861 an der (später nach ihm benannten) Hermannstraße eine Tanzsaal nebst Kegelbahn im Garten errichten. Bruno Ermisch, neuer Besitzer von Gastwirtschaft und der 1875 von Hempel begründeten Brauerei an der Biedermannstraße, ließ den Biergarten im Hinterland zwischen Brauerei und Gastwirtschaft mit Mauer und Konzertkolonnade einfrieden und 1896 den Saal vergrößern. Der heute bestehende große Komplex an der Ecke zur Hermannstraße entstand 1912–1914 im Auftrag von Ermischs Erben nach Plänen der Architekten K. Herrmann und P.C. Küster auf dem Areal der drei alten Häuser an der Hauptstraße und Hermannstraße 1–5. Er enthielt im linken Seitentrakt (Nummer 35) die Union-Bank, im größeren Mittelteil (Nummer 37/39) den Gasthof mit Gast- und Gesellschaftszimmern, und setzte sich an der Hermannstraße mit einem eingeschossigen Verbindungsbau und dem umgebauten Saal (1944 zerstört) fort. Hof und Biergartenkolonnaden wurden neu gestaltet (Heute nur noch Mauerreste und alter Baumbestand). Die Obergeschosse enthalten Wohnungen. Der Außenbau ist ebenso wie die erhaltene Ausstattung der Gastwirtschaft nach den Intentionen der Architekten im „altdeutschen Stil“ gehalten- einer romantischen Variante des Heimatstils mit einem über die gewölbte Decke der Tordurchfahrt sich breitenden Relief eines „wilden Mannes“ im Geäst und üppigem Bauschmuck an Eingängen und Treppenhausfenstern, der lose an Formen der deutschen Renaissance anknüpft. weitläufig an Formen der deutschen Renaissance erinnert. der deutschen Renaissance nachempfunden ist. Saal und einem 1Ermisch als neuer Besitzer der von Hempel 1875 gegründeten Brauerei an der Biedermannstraße befindliche Gasanstalt die Beleuchtung lieferte. nebeneinander stehenden zweigeschossigen seit 1858 hier befand,ließ der Brauereibesitzer Ermisch 1912 bis 1914 diesen großen Baukomplex mit Restaurant, Gesellschafts- und Vereinszimmern sowie einem Saalbau an der Herrmannstraße (zerstört) errichten. Ein großer Biergarten mit Konzertkollonnaden, auf den nur noch der alte Baumbestand hinweist, schuf die Verbindung zur Kronen-Brauerei in der Biedermannstraße. Der Außenbau mit seinen großen Giebeln, mehreren Fenstererkern, der tonnengewölbten Durchfahrt mit einem „wilden Mann“ an der Decke und den breiten Rundbogenfenstern im Erdgeschoss ist,ebenso wie die Gaststättenausstattung, im sogenannten altdeutschen Stil gehalten. Die Pläne stammen von den Architekten K. Herrmann und P.C. Küster. | 09295820 |
|                                         | Mietshaus in ehemals geschlossener Bebauung | Wolfgang-Heinze-Straße 38 (Karte)                     | 1904 (Mietshaus) | mit zwei originalen Läden, historisierende Klinkerfassade aufgewertet mit Jugendstildekor, Hausflur mit originaler Ausstattung und Ausmalung, siehe auch Nummer 38b und Brandstraße 2, baugeschichtlich von Bedeutung Nummer 38 und 38b: Die Eckbebauung Nummer 38, 38 a und Brandstraße 2 entstand auf dem einstigen Gelände der Dürr'schen Gärtnerei 1904 für den Tischlermeister Robert Klepzig nach Plänen des Architekten Karl Wolf. Die schlichten gelben Ziegelbauten mit Geschäften und einer Gaststätte im Erdgeschoss sind durch Jugendstildekor in konventionellem Gliederungsschema aufgewertet. | 09295874 |
|                                         | Mietshaus in geschlossener Bebauung und in Ecklage | Wolfgang-Heinze-Straße 38b (Karte)                    | 1904 (Mietshaus) | Eckladen mit Konditorei, historisierende Klinker-Putz-Fassade aufgewertet mit Jugendstildekor, Eckerker, siehe auch Nummer 38 und Brandstraße 2, baugeschichtlich von Bedeutung Nummer 38 und 38b: Die Eckbebauung Nummer 38, 38 a und Brandstraße 2 entstand auf dem einstigen Gelände der Dürr'schen Gärtnerei 1904 für den Tischlermeister Robert Klepzig nach Plänen des Architekten Karl Wolf. Die schlichten gelben und roten Ziegelbauten mit Geschäften und einer Gaststätte im Erdgeschoss sind durch Jugendstildekor in konventionellem Gliederungsschema aufgewertet. | 09299216 |
|                                         | Mietshaus in geschlossener Bebauung (bauliche Einheit mit Nr. 43) | Wolfgang-Heinze-Straße 41 (Karte)                     | 1888 (Mietshaus) | mit Tordurchfahrt, ehemals mit Laden, historisierende Putzfassade, baugeschichtlich von Bedeutung Wolfgang-Heinze-Straße 41, 43, 45: Alle drei (nach Zerstörung des nördlichen Eckhauses) viergeschossigen Mietshäuser zwischen Herrmann- und Leopoldstraße 1887–1888 von Richard Hagemann gebaut, Nummer 41 und 43 als Doppelhaus angelegt für den Tischlermeister Hermann Müller, das etwas höhere Eckhaus Nummer 45 zur Leopoldstraße für den Restaurateur Hermann Albrecht. Die Entwürfe des gleichen Architekten betont unterschiedlich: Das Doppelhaus mit breitgelagerter verputzter Fassade, bei der flache genutete Lisenen die Fensterachsen der beiden Hauptgeschosse vertikal verbinden und die „Beletage“ durch gleichmäßig gereihte Bekrönungen über feinen Stuckmedaillons hervorgehoben wird, das Eckhaus mit Ziegelfassade, gegliedert durch Seitenrisalite an beiden Straßenfronten und einem um die Ecke geführtem Risalit mit Erker, Loggia, Balkon und (entferntem) Zwiebelturm. Alle drei Bauten besitzen das für die achtziger Jahre typische französische Dach mit stehenden Dachhäusern. In den Erdgeschossen befanden sich Läden und ein Eckrestaurant. | 09296260 |
| Direkt Bild zu diesem Denkmal hochladen | Mietshaus in geschlossener Bebauung (bauliche Einheit mit Nr. 41) | Wolfgang-Heinze-Straße 43 (Karte)                     | 1888 (Mietshaus) | mit Tordurchfahrt und mit Läden, historisierende Putzfassade, baugeschichtlich von Bedeutung Wolfgang-Heinze-Straße 41, 43, 45: Alle drei (nach Zerstörung des nördlichen Eckhauses) viergeschossigen Mietshäuser zwischen Herrmann- und Leopoldstraße 1887–1888 von Richard Hagemann gebaut, Nummer 41 und 43 als Doppelhaus angelegt für den Tischlermeister Hermann Müller, das etwas höhere Eckhaus Nummer 45 zur Leopoldstraße für den Restaurateur Hermann Albrecht. Die Entwürfe des gleichen Architekten betont unterschiedlich: Das Doppelhaus mit breitgelagerter verputzter Fassade, bei der flache genutete Lisenen die Fensterachsen der beiden Hauptgeschosse vertikal verbinden und die „Beletage“ durch gleichmäßig gereihte Bekrönungen über feinen Stuckmedaillons hervorgehoben wird, das Eckhaus mit Ziegelfassade, gegliedert durch Seitenrisalite an beiden Straßenfronten und einem um die Ecke geführtem Risalit mit Erker, Loggia, Balkon und (entferntem) Zwiebelturm. Alle drei Bauten besitzen das für die achtziger Jahre typische französische Dach mit stehenden Dachhäusern. In den Erdgeschossen befanden sich Läden und ein Eckrestaurant. | 09296261 |
|                                         | Mietshaus in geschlossener Bebauung und in Ecklage | Wolfgang-Heinze-Straße 45 (Karte)                     | 1888 (Mietshaus) | mit Läden, historisierende Klinker-Putz-Fassade, Eckerker, baugeschichtlich von Bedeutung Wolfgang-Heinze-Straße 41, 43, 45: Alle drei (nach Zerstörung des nördlichen Eckhauses) viergeschossigen Mietshäuser zwischen Herrmann- und Leopoldstraße 1887–1888 von Richard Hagemann gebaut, Nummer 41 und 43 als Doppelhaus angelegt für den Tischlermeister Hermann Müller, das etwas höhere Eckhaus Nummer 45 zur Leopoldstraße für den Restaurateur Hermann Albrecht. Die Entwürfe des gleichen Architekten betont unterschiedlich: Das Doppelhaus mit breitgelagerter verputzter Fassade, bei der flache genutete Lisenen die Fensterachsen der beiden Hauptgeschosse vertikal verbinden und die „Beletage“ durch gleichmäßig gereihte Bekrönungen über feinen Stuckmedaillons hervorgehoben wird, das Eckhaus mit Ziegelfassade, gegliedert durch Seitenrisalite an beiden Straßenfronten und einem um die Ecke geführtem Risalit mit Erker, Loggia, Balkon und (entferntem) Zwiebelturm. Alle drei Bauten besitzen das für die achtziger Jahre typische französische Dach mit stehenden Dachhäusern. In den Erdgeschossen befanden sich Läden und ein Eckrestaurant. | 09296262 |
|                                         | Wohnhaus in halboffener Bebauung | Wolfgang-Heinze-Straße 53 (Karte)                     | 1891 (Wohnhaus) | ehemals Villa im Landhausstil, historisierende Klinkerfassade, Giebel mit Freigespärre, später Aufstockung der Villa und Verbindung mit dem Eckneubau Meusdorfer Straße, baugeschichtlich von Bedeutung Die Villa im Landhausstil 1891 von Baumeister Ernst Fritz Schade für den Kaufmann Peter Felix nach Abriss einer 1867 erbauten Villa der Familie des Konsuls de Liagre errichtet. Ursprünglich zweigeschossig, mit seitlich angefügtem Turm, rückseitig angefügtem halbrunden Gartensalon, an den sich ein zweigeschossiger polygonaler Wintergarten in Glas/Eisenkonstruktion und weitläufige Gewächshausanlagen fügten. Innenausstattung mit „gotischem Zimmer“ und prachtvollem Treppenhaus mit korinthischen Säulen (letzteres erhalten). 1928 Kauf durch den Architekten Otto Gerstenberger und Umgestaltung des gesamten Areals durch Bau von vier Reihenhäusern auf dem ehemaligen Gartengelände an der Meusdorfer Straße nach Abriss des dort befindlichen Gärtnerhauses, Stall und Remise (noch vom ersten Villenbau 1867). Aufstockung der Villa und Verbindung mit dem viergeschossigen Eck-Neubau Meusdorfer Straße. 1930 eingeschossiger Ladenbau an der Straßenfront vor der Villa. 1949 Abtragung des Turmes. Seit 1958 Außenstelle der Fachschule für Finanzwirtschaft Gotha. Aufstockung der Villa und Verbindung mit dem viergeschossigen Eckneubau Meusdorfer Straße Polygonalmauerwerksockel und mit seitlichem von Baumeister Erst Fritz Schade errichtet | 09296225 |
| Weitere Bilder                          | Doppelmietshaus in offener Bebauung | Zwenkauer Straße 1; 3 (Karte)                         | 1902–1903 (Doppelmietshaus) | gelbe Klinkerfassade mit Stuckgliederungen, baugeschichtlich von Bedeutung Das viergeschossige Doppelmietshaus wurde 1902–1903 nach Plänen des Architekten F. Otto Gerstenberger errichtet, Nummer 1 für den Bauunternehmer Hermann Freiberg, Nummer 3 für den Malermeister Wilhelm Mann. Einfache Klinkerbauten mit Stuckgliederungen, bei Nummer 3 das Erdgeschoss wie bei Nummer 1 noch vorhanden mit Putznutung. Rückseitig in Souterrainhöhe anschließend zwei Waschhäuser. | 09296464 |
|                                         | Mietshaus in geschlossener Bebauung | Zwenkauer Straße 2 (Karte)                            | 1900 (Mietshaus) | Klinker-Putz-Fassade, baugeschichtlich von Bedeutung Mit Nummer 4: Die beiden viergeschossigen Mietshäuser wurden 1900 nach Plänen des Architekten F. Otto Gerstenberger für den Maurermeister und Bauunternehmer Hermann Engel erbaut. Einfache Putzfassade mit Fensterrahmungen aus Rotsandstein. Die Erdgeschosse ursprünglich genutet. In den Hausfluren Stuckdecken. | 09296463 |
|                                         | Mietshaus in geschlossener Bebauung | Zwenkauer Straße 4 (Karte)                            | 1900 (Mietshaus) | Klinker-Putz-Fassade, baugeschichtlich von Bedeutung s. Nummer 2 | 09295916 |
|                                         | Mietshaus in halboffener Bebauung und in Ecklage | Zwenkauer Straße 6 (Karte)                            | 1901 (Mietshaus) | mit Eckladen, Klinkerfassade mit Stuckgliederungen, baugeschichtlich von Bedeutung 1901 entstand das viergeschossige Eckhaus nach Plänen des Architekten Franz Witzel für den Bauunternehmer Carl Albin Berlepsch. Einfacher Klinkerbau mit Stuckgliederungen und leicht vorstehenden seitlichen Achsen. Das Erdgeschoss mit Putznutung, der Hausflur weist Stuckdekor in Form von Engelsköpfen, Blumenkränzen und Kapitellen auf. Durch die Einmündung der Stockartstraße steht das Haus auf einem in spitzem Winkel zugeschnittenen Grundstück, so dass die zur Stockartstraße gelegenen Wohnungen einen eigenen Zugang mit Treppenhaus an der westlichen, durch eine Belüftungslücke freigehaltenen westlichen Giebelseite erforderten. 1909 an dieser Giebelfront Anbringung einer eingeschossigen Holzveranda auf Eisenstützen. | 09296466 |
|                                         | Mietshaus in geschlossener Bebauung | Zwenkauer Straße 8 (Karte)                            | 1901 (Mietshaus) | gelbe Klinkerfassade mit Stuckgliederungen, baugeschichtlich von Bedeutung Mit Nummer 10, 12 und 14: Die vier viergeschossigen Mietshäuser 1900–1901 nach Plänen des Architekten F. Otto Gerstenberger für die Bauunternehmer Oswald Hähnel und Hermann Freiberg erbaut. Einfache neunachsige Klinkerbauten mit Stuckgliederungen, Erdgeschossen mit Putznutung, dreispännigen Grundrissen in den Obergeschossen und rückseitig im Souterrainbereich anschließenden Waschhäusern. Nummer 14 in abgefaster Ecklage zur Pfeffinger Straße, mit nach Kriegsschäden 1954–1956 teilweise massiv wiedererrichtetem Dachgeschoss. | 09296456 |
|                                         | Mietshaus in geschlossener Bebauung | Zwenkauer Straße 10 (Karte)                           | 1900–1901 (Mietshaus) | mit Tordurchfahrt, ehemals mit Läden, gelbe Klinkerfassade mit Stuckgliederungen, baugeschichtlich von Bedeutung Zwenkauer Straße 8/10/12/14 Die vier Mietshäuser 1900–1901 nach Plänen des Architekten F. Otto Gerstenberger für die Bauunternehmer Oswald Hähnel und Hermann Freiberg erbaut. Einfache neunachsige Klinkerbauten mit Stuckgliederungen, genuteten Erdgeschossen und rückseitig im Souterrainbereich anschließenden Waschhäusern. Nummer 14 in Ecklage zur Pfeffinger Straße mit nach Kriegsschäden 1954–1956 teilweise massiv wiedererrichtetem Dachgeschoss. (Denkmaltopographie Bundesrepublik Deutschland, Denkmale in Sachsen, Stadt Leipzig, Südliche Stadterweiterung, 1998) | 09296453 |
|                                         | Mietshaus in geschlossener Bebauung | Zwenkauer Straße 12 (Karte)                           | 1900–1901 (Mietshaus) | rote Klinkerfassade mit Stuckgliederungen, baugeschichtlich von Bedeutung Zwenkauer Straße 8/10/12/14 Die vier Mietshäuser 1900–1901 nach Plänen des Architekten F. Otto Gerstenberger für die Bauunternehmer Oswald Hähnel und Hermann Freiberg erbaut. Einfache neunachsige Klinkerbauten mit Stuckgliederungen, genuteten Erdgeschossen und rückseitig im Souterrainbereich anschließenden Waschhäusern. Nummer 14 in Ecklage zur Pfeffinger Straße mit nach Kriegsschäden 1954–1956 teilweise massiv wiedererrichtetem Dachgeschoss. (Denkmaltopographie Bundesrepublik Deutschland, Denkmale in Sachsen, Stadt Leipzig, Südliche Stadterweiterung, 1998) | 09296454 |
|                                         | Mietshaus in halboffener Bebauung und in Ecklage | Zwenkauer Straße 14 (Karte)                           | 1900–1901 (Mietshaus) | gelbe Klinkerfassade mit Stuckgliederungen, baugeschichtlich von Bedeutung Zwenkauer Straße 8/10/12/14 Die vier Mietshäuser 1900–1901 nach Plänen des Architekten F. Otto Gerstenberger für die Bauunternehmer Oswald Hähnel und Hermann Freiberg erbaut. Einfache neunachsige Klinkerbauten mit Stuckgliederungen, genuteten Erdgeschossen und rückseitig im Souterrainbereich anschließenden Waschhäusern. Nummer 14 in Ecklage zur Pfeffinger Straße mit nach Kriegsschäden 1954–1956 teilweise massiv wiedererrichtetem Dachgeschoss. (Denkmaltopographie Bundesrepublik Deutschland, Denkmale in Sachsen, Stadt Leipzig, Südliche Stadterweiterung, 1998) | 09296455 |
| Direkt Bild zu diesem Denkmal hochladen | Mietshauszeile in halboffener Bebauung und in Ecklage | Zwenkauer Straße 15; 17; 19; 21; 23; 23a; 23b (Karte) | 1931 (Mietshauszeile) | Putzfassade, mit Eckerker und Treppengiebel, im Stil der 1920er Jahre, baugeschichtlich von Bedeutung Aus einer Zeile von sieben Häusern bestehende, 1931 durch den auch als Bauherrn zeichnenden Architekten Otto Juhrich als steuerbegünstigter Kleinwohnungsbau errichtete Wohnanlage. Viergeschossiger verputzter Baukörper mit Ziegelsockel, der im Straßenraum akzentuiert wird durch die mit einem Treppengiebel abgestufte nördliche Seitenfront und zwei über Eck gestellte Erker. Die Eingangsachsen sind leicht erhöht mit ebenfalls abgetreppten Giebeln und werden von einachsigen, mit dünnen Nutungen im Fensterbereich versehenen Vorlagen flankiert. Die Eingänge mit Ziegeleinfassung. In den Geschossen pro Haus drei Wohnungen. Nach Ablauf einer steuerbedingten Sperrfrist von drei Jahren veräußerte Juhrich 1934 die einzelnen Abschnitte an sieben verschiedene Privatpersonen. | 09295917 |
|                                         | Mietshaus in halboffener Bebauung und in Ecklage | Zwenkauer Straße 16 (Karte)                           | 1902 (Mietshaus) | Klinkerfassade mit Stuckgliederungen, baugeschichtlich von Bedeutung Mit Nummer 18, 20 und 22: Vier 1902–1903 nach Plänen des Architekten F. Otto Gerstenberger errichtete viergeschossige Mietshäuser. Nummer 16 als Eckhaus mit Abfasung zur Pfeffinger Straße zusammen mit Nummer 18 für den Sekretär Karl Döring entstanden, Nummer 20 und Nummer 22 für den Maurermeister Hermann Engel. Schlichte Klinkerbauten mit Stuckgliederungen, Erdgeschossen mit Putznutungen, dreispännigen Geschossgrundrissen und rückseitig im Souterrainbereich anschließenden Waschhäusern. Nummer 18 mit etwas aufwendigerer Gestaltung durch die beiden vortretenden mittleren Achsen, bei Nummer 22 der Stuckdekor teilweise entfernt. Die Zugänge bei Nummer 18 und 20 an der Rückseite, zwischen Nummer 16 und Nummer 18 eine Belüftungslücke. | 09296459 |
|                                         | Mietshaus in halboffener Bebauung | Zwenkauer Straße 18 (Karte)                           | 1902–1903 (Mietshaus) | rote Klinkerfassade mit Stuckgliederungen, baugeschichtlich von Bedeutung Zwenkauer Straße 16/18/20/22 Vier 1902–1903 nach Plänen von F. Otto Gerstenberger errichtete Mietshäuser: Nummer 16 als Eckhaus zur Pfeffinger Straße zusammen mit Nummer 18 für den Sekretär Karl Döring, Nummer 20 und Nummer 22 für den Maurermeister Hermann Engel. Schlichte Klinkerbauten mit Stuckgliederungen, genuteten Erdgeschossen, und rückseitig anschließenden Waschhäusern. Nummer 18 durch den flachen Mittelrisalit mit einer etwas aufwendigerer Gestaltung, bei Nummer 22 der Stuckdekor teilweise entfernt. Die Zugänge bei Nummer 18 und 20 an der Rückseite. Zwischen Nummer 16 und Nummer 18 eine Belüftungslücke. (Denkmaltopographie Bundesrepublik Deutschland, Denkmale in Sachsen, Stadt Leipzig, Südliche Stadterweiterung, 1998) | 09296460 |
|                                         | Mietshaus in geschlossener Bebauung | Zwenkauer Straße 20 (Karte)                           | 1903 (Mietshaus) | mit Tordurchfahrt, gelbe Klinkerfassade mit Stuckgliederungen, baugeschichtlich von Bedeutung Zwenkauer Straße 16/18/20/22 Vier 1902–1903 nach Plänen von F. Otto Gerstenberger errichtete Mietshäuser: Nummer 16 als Eckhaus zur Pfeffinger Straße zusammen mit Nummer 18 für den Sekretär Karl Döring, Nummer 20 und Nummer 22 für den Maurermeister Hermann Engel. Schlichte Klinkerbauten mit Stuckgliederungen, genuteten Erdgeschossen, und rückseitig anschließenden Waschhäusern. Nummer 18 durch den flachen Mittelrisalit mit einer etwas aufwendigerer Gestaltung, bei Nummer 22 der Stuckdekor teilweise entfernt. Die Zugänge bei Nummer 18 und 20 an der Rückseite. Zwischen Nummer 16 und Nummer 18 eine Belüftungslücke. (Denkmaltopographie Bundesrepublik Deutschland, Denkmale in Sachsen, Stadt Leipzig, Südliche Stadterweiterung, 1998) | 09296461 |
|                                         | Mietshaus in geschlossener Bebauung | Zwenkauer Straße 22 (Karte)                           | 1902–1903 (Mietshaus) | mit Hausdurchgang, gelbe Klinkerfassade, baugeschichtlich von Bedeutung Zwenkauer Straße 16/18/20/22 Vier 1902–1903 nach Plänen von F. Otto Gerstenberger errichtete Mietshäuser: Nummer 16 als Eckhaus zur Pfeffinger Straße zusammen mit Nummer 18 für den Sekretär Karl Döring, Nummer 20 und Nummer 22 für den Maurermeister Hermann Engel. Schlichte Klinkerbauten mit Stuckgliederungen, genuteten Erdgeschossen, und rückseitig anschließenden Waschhäusern. Nummer 18 durch den flachen Mittelrisalit mit einer etwas aufwendigerer Gestaltung, bei Nummer 22 der Stuckdekor teilweise entfernt. Die Zugänge bei Nummer 18 und 20 an der Rückseite. Zwischen Nummer 16 und Nummer 18 eine Belüftungslücke. (Denkmaltopographie Bundesrepublik Deutschland, Denkmale in Sachsen, Stadt Leipzig, Südliche Stadterweiterung, 1998) | 09296462 |
|                                         | Mietshaus in geschlossener Bebauung | Zwenkauer Straße 24 (Karte)                           | 1902–1903 (Mietshaus) | mit Tordurchfahrt, gelbe Klinkerfassade mit Stuckgliederungen, baugeschichtlich von Bedeutung 1902–1903 nach Plänen des Maurermeisters Emil Theodor Pirnsch für den Bauunternehmer Ernst Strieter erbautes viergeschossiges Mietshaus. Gelbe Klinkerfassade mit einfachen Stuckgliederungen, das Erdgeschoss ursprünglich mit Putznutung. Der Zugang von der Rückseite. Souterrain und Erdgeschoss wurden ehemals als Bäckerei mit Backofen, Mehlboden, Bäckerladen und Ladenwohnung genutzt. Die Obergeschosse mit dreispännigen Grundrissen. | 09296457 |
|                                         | Mietshaus in ehemals geschlossener Bebauung | Zwenkauer Straße 26 (Karte)                           | 1902–1903, Abbruch Hofgebäude 2002 (Mietshaus) | mit Tordurchfahrt und mit Laden, rote Klinkerfassade mit Stuckgliederungen, baugeschichtlich von Bedeutung Nach Plänen des Architekten Franz Witzel 1902–1903 für den Schmiedemeister Eduard Steinbrück errichtetes viergeschossiges Mietshaus. Klinkerfassade mit einfachen Stuckgliederungen, das Erdgeschoss mit Putznutung, beidseitig jeweils über den beiden äußeren Achsen ein barockisierender Sprenggiebel. Der Zugang von der Rückseite, in den Obergeschossen eine dreispännige Grundrisseinteilung. Rückseitig im Souterrainbereich ein Waschhaus. Im Hof ein zweigeschossiges, ursprünglich als Stellmacherwerkstatt und Niederlage genutztes Hintergebäude. | 09296458 |
| Direkt Bild zu diesem Denkmal hochladen | Mietshaus in offener Bebauung und Hinterhaus sowie zwei seitliche Toreinfahrten | Zwenkauer Straße 27 (Karte)                           | um 1910 (Mietshaus) | Putzfassade mit Ziegelsockel, Kastenerker, seitliche Einfahrt mit Ziegel-Torpfosten, baugeschichtlich von Bedeutung Um 1910 im Zuge der Bebauung des Quartiers zwischen Zwenkauer Straße und Friedhof errichtetes freistehendes dreigeschossiges Mietshaus mit ebenfalls dreigeschossigem Hinterhaus. Das sich rückwärtig verbreiternde Vorderhaus als Putzbau mit zweiachsigem Mittelerker, hohem Ziegelsockel und geometrisch gestalteten Brüstungsfeldern, das Hinterhaus ebenso verputzt, in der Gestaltung jedoch schlichter. In beiden Häusern pro Geschoss zwei Wohnungen. | 09295918 |
|                                         | Mietshaus in halboffener Bebauung und in Ecklage (bauliche Einheit mit Meusdorfer Straße 67) | Zwenkauer Straße 30 (Karte)                           | 1902 (Mietshaus) | gelbe Klinkerfassade mit Stuckgliederungen, siehe auch Meusdorfer Straße 67, baugeschichtlich von Bedeutung siehe Meusdorfer Straße 67 | 09296737 |
|                                         | Mietshaus in geschlossener Bebauung | Zwenkauer Straße 32 (Karte)                           | 1904 (Mietshaus) | Klinkerfassade, Hausflur mit Ausmalung, baugeschichtlich von Bedeutung Mit Nummer 34, 36 und 38: Die Reihe von vier viergeschossigen Mietshäusern entstand 1904–1905 nach Plänen des Architekten F. Otto Gerstenberger, Nummer 32, 34 und 36 wie die angrenzenden Häuser Meusdorfer Straße 62 und 64 für den Maurermeister Ernst Hochmuth und den Zimmerpolier Oskar Ehrhardt, Nummer 38 für den Bauunternehmer Friedrich Bernhard Gänss. Einfache Klinkerbauten mit Stuckgliederungen, unter denen die breitgelagerte zehnachsige Front von Nummer 36 mit der Betonung der beiden mittleren Achsen durch Rund- und Dreiecksgiebel und einem Konsolgesims die aufwendigste Gestaltung aufweist. Nummer 32 und 34 besitzen die gleiche Fassade. Die Erdgeschosse, wie bei Nummer 32 noch vorhanden, ursprünglich mit Putznutung. Im Erdgeschoss von Nummer 36 die die Ladenfront eines ehemaligen Bäckerladens, zu dem eine Bäckerei mit Backofen, Mehlkammer und Bäckerwohnung gehörten. | 09295925 |
|                                         | Mietshaus in geschlossener Bebauung | Zwenkauer Straße 34 (Karte)                           | 1904–1905 (Mietshaus) | mit Tordurchfahrt, Klinkerfassade, baugeschichtlich von Bedeutung Die Reihe von vier Mietshäusern entstand 1904–1905 nach Plänen von F. Otto Gerstenberger, Nr. 32, 34 und 36 wie die angrenzenden Häuser Meusdorfer Straße 62 und 64 für den Maurermeister Ernst Hochmuth und den Zimmerpolier Oskar Ehrhardt, Nr. 38 für den Bauunternehmer Friedrich Bernhard Gänss. Konventionelle Klinkerbauten mit Stuckgliederungen, unter denen die breitgelagerte zehnachsige Front von Nr. 36 mit der Betonung der beiden mittleren Achsen durch giebelförmige Verdachungen und ein Konsolgesims den größten Gestaltungsgrad aufweist. Nr. 32 und 34 mit gleicher Gliederung, hier Jugendstil-Dekorationen in den Brüstungen. Die Erdgeschosse mit Putznutung. Im Erdgeschoss von Nr. 36 ursprünglich eine Bäckerei mit erhaltener Ladenfront. (Denkmaltopographie Bundesrepublik Deutschland, Denkmale in Sachsen, Stadt Leipzig, Südliche Stadterweiterung, 1998) | 09295924 |
| Weitere Bilder                          | Schule mit Turnhalle, Verbindungsbau zwischen Schule und Turnhalle sowie Einfriedung des Schulhofs und des Vorgartens | Zwenkauer Straße 35 (Karte)                           | 1913–1914 (Schule) | zweiflügeliger Schulbau, Sandstein-Putz-Fassade, zwei Turmaufsätze auf Schule und Turnhalle, Verbindungsbau mit gewölbter Tordurchfahrt, Reformstil-Architektur, ortsgeschichtlich und baugeschichtlich von Bedeutung Ehemalige 5. Bürgerschule, errichtet 1913–1914 nach Plänen von Stadtbaurat Otto Wilhelm Scharenberg an der Einmündung der Zwenkauer Straße in die Hildebrandstraße. Dreigeschossiger, zweiflügeliger Putzbau mit Sandsteingliederungen, hoher Sockelzone und Attikageschoss, der langgestreckte Flügel zur Zwenkauer Straße, der kürzere längs der Hildebrandstraße. Die Straßeneinmündung wird von einem massiven Eckturm mit aufgesetzter Laterne beherrscht. Ein für die Erbauungszeit moderner Zug ist an den abgeschrägten Fenster- und Portallaibungen erkennbar. Die beiden Portale, zur Zwenkauer Straße der Knaben- zur Hildebrandstraße der Mädcheneingang, sind aus Sandstein gearbeitet. In der Verlängerung des Flügels an der Hildebrandstraße und an diesen durch einen eine dreigeteilte, korbbogig gewölbte Durchfahrt und einen überdachten Gang enthaltenden Verbindungsbau angeschlossen ein zweigeschossiges Turnhallengebäude. Die Innenaufteilung des Schulgebäudes zweihüftig mit Mittelkorridor, an den auf allen Geschossen Klassenzimmer anschließen. Im ersten Obergeschoss außerdem Direktoren- und Lehrmittelzimmer, im zweiten Nähsaal, Physik-, Sammlungs- und Lehrerzimmer, im dritten Zeichensaalk und Lehrmittelzimmer. Auf dem hinteren Abschnitt des Schulhofes wurde 1931 ein Schulgarten angelegt. | 09295919 |
|                                         | Mietshaus in geschlossener Bebauung | Zwenkauer Straße 36 (Karte)                           | 1904–1906 (Mietshaus) | mit Tordurchfahrt, ehemals mit originalem Laden, Klinkerfassade, baugeschichtlich von Bedeutung Zwenkauer Straße 32/34/36/38 Die Reihe von vier Mietshäusern entstand 1904–1905 nach Plänen von F. Otto Gerstenberger, Nummer 32, 34 und 36 wie die angrenzenden Häuser Meusdorfer Straße 62 und 64 für den Maurermeister Ernst Hochmuth und den Zimmerpolier Oskar Ehrhardt, Nummer 38 für den Bauunternehmer Friedrich Bernhard Gänss. Konventionelle Klinkerbauten mit Stuckgliederungen, unter denen die breitgelagerte zehnachsige Front von Nummer 36 mit der Betonung der beiden mittleren Achsen durch giebelförmige Verdachungen und ein Konsolgesims den größten Gestaltungsgrad aufweist. Nummer 32 und 34 mit gleicher Gliederung, hier Jugendstil-Dekorationen in den Brüstungen. Die Erdgeschosse mit Putznutung. Im Erdgeschoss von Nummer 36 ursprünglich eine Bäckerei mit erhaltener Ladenfront. (Denkmaltopographie Bundesrepublik Deutschland, Denkmale in Sachsen, Stadt Leipzig, Südliche Stadterweiterung, 1998) | 09295923 |
|                                         | Mietshaus in geschlossener Bebauung | Zwenkauer Straße 38 (Karte)                           | 1904–1905 (Mietshaus) | Klinker-Putz-Fassade, baugeschichtlich von Bedeutung Zwenkauer Straße 32/34/36/38 Die Reihe von vier Mietshäusern entstand 1904–1905 nach Plänen von F. Otto Gerstenberger, Nummer 32, 34 und 36 wie die angrenzenden Häuser Meusdorfer Straße 62 und 64 für den Maurermeister Ernst Hochmuth und den Zimmerpolier Oskar Ehrhardt, Nummer 38 für den Bauunternehmer Friedrich Bernhard Gänss. Konventionelle Klinkerbauten mit Stuckgliederungen, unter denen die breitgelagerte zehnachsige Front von Nummer 36 mit der Betonung der beiden mittleren Achsen durch giebelförmige Verdachungen und ein Konsolgesims den größten Gestaltungsgrad aufweist. Nummer 32 und 34 mit gleicher Gliederung, hier Jugendstil-Dekorationen in den Brüstungen. Die Erdgeschosse mit Putznutung. Im Erdgeschoss von Nummer 36 ursprünglich eine Bäckerei mit erhaltener Ladenfront. (Denkmaltopographie Bundesrepublik Deutschland, Denkmale in Sachsen, Stadt Leipzig, Südliche Stadterweiterung, 1998) | 09295922 |
|                                         | Doppelmietshaus in halboffener Bebauung | Zwenkauer Straße 40; 42 (Karte)                       | 1931 (Doppelmietshaus) | Putzfassade mit Klinkersockel und Klinkerbändern, im Stil der 1920er Jahre, baugeschichtlich von Bedeutung Das breitgelagerte viergeschossige Doppelhaus wurde 1931 durch den auch als Bauherr zeichnenden Maurermeister Paul Schulze errichtet. Über einer hohen, die Eingänge aufnehmenden Souterrainzone mit Ziegelsockel eine geschossweise durch Ziegelbänder unterteilte Putzfassade. Den oberen Abschluss bildet ein die Trockenböden aufnehmendes Halbgeschoss, das in den beiden mittleren Achsen für eine Dachwohnung zu einem Vollgeschoss erhöht ist. In der Einteilung der Obergeschosse wird jeweils zweimal der dreispännige, für die Häuser der Jahrhundertwende dieses Viertels charakteristische dreispännige Grundrisstyp aufgegriffen, so dass das Doppelhaus im ganzen 23 Kleinwohnungen enthält. | 09295921 |
| Weitere Bilder                          | Straßenbahndepot mit Verwaltungsgebäude (Zwenkauer Straße 44) sowie Wagenhalle (Bornaische Straße 55) | Zwenkauer Straße 44 (Karte)                           | 1912 (Straßenbahndepot) | Leipziger Elektrische Straßenbahn, Depotanlage Connewitz, ortsgeschichtlich und technikgeschichtlich von Bedeutung | 09295944 |